# Olympique de Marseille
Pour les articles homonymes, voir OM et Olympique de Marseille (omnisports).
Cet article fait partie d'un « bon thème » labellisé en 2012.
Maillots
Actualités
Dernière mise à jour : 10 août 2025.
L'Olympique de Marseille est un club de football français fondé en 1897 et situé à Marseille.
Le club, fondé sous le nom de Football Club de Marseille, prend son nom actuel en 1900. Il joue au stade de l'Huveaune de 1904 jusqu'en 1937, date à laquelle est inauguré le stade Vélodrome.
L'Olympique de Marseille remporte sa première Coupe de France en 1924 et devient le tout premier club provincial à s'adjuger ce titre. L'OM fait partie des clubs ayant joué la saison inaugurale 1932-1933 et qui évoluent encore en Ligue 1 aujourd'hui. Après un premier titre de champion de France en 1929, dans une compétition aujourd'hui disparue, le club phocéen remporte son premier championnat professionnel en 1937, avant d'être relégué pour la première fois en deuxième division en 1959. Une série de montées et de descentes s'effectue dans les années 1960. La décennie suivante, l'OM réalise en 1972 le premier doublé Coupe-Championnat de son histoire.
Après une période noire au début des années 1980, au cours desquelles l'institution marseillaise manque de faire faillite, l'arrivée de Bernard Tapie à la tête de l'OM coïncide avec la période la plus faste du club, qui remporte quatre titres de champion consécutifs (1989, 1990, 1991, 1992), la Coupe de France 1989 et surtout la Ligue des champions 1992-1993 (remportée pour la première fois par un club français).
L'affaire VA-OM et ses conséquences économiques plongent le club en deuxième division. Racheté par Robert Louis-Dreyfus à la suite de sa remontée en 1996, le club de la cité phocéenne se confronte à nouveau à la justice avec l'affaire des comptes de l'OM et n'arrive plus à gagner de titre majeur, malgré notamment deux finales de Coupe de l'UEFA (1999 et 2004). Cette période blanche prend fin sous la houlette de Didier Deschamps avec quatre trophées nationaux remportés en 3 ans : un titre de champion de France en 2010 et trois victoires consécutives en Coupe de la Ligue (2010, 2011 et 2012), derniers titres en date du club.
Devenu la propriété de l'entrepreneur américain Frank McCourt en 2016, le club phocéen dispose de moyens financiers plus importants, disputant trois demi-finales de coupe d'Europe et une finale de Ligue Europa en 2018 (la cinquième finale européenne de l'histoire du club olympien).
L'Olympique de Marseille est membre ordinaire de l'association européenne des clubs (ECA), groupement des plus grands clubs européens issu de la dissolution du G14 en 2008.

## Histoire

### Fondation (1897-1900)

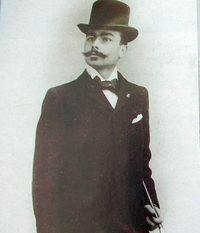
René Dufaure de Montmirail, président du club de 1897 à 1902.

La genèse de l'Olympique de Marseille est longtemps restée inconnue. De nombreuses sources indiquent une fondation du club au 31 août 1899 par René Dufaure de Montmirail. Pourtant, en 1999 alors que le club célèbre son centenaire, le Dictionnaire historique des clubs français met au jour un « problème historiographique » sur les débuts du club. En effet, malgré la bibliographie abondante sur l'Olympique de Marseille, aucun auteur n'a effectué de recherches sérieuses sur les débuts du club. La plupart des ouvrages sur l'histoire du club évitent même le sujet, en faisant débuter leur récit en 1924 à la première victoire du club en Coupe de France. La date même de 1899 n'a pas toujours été celle revendiquée par le club, qui indiquait fondé en 1892 dans son papier à en-tête dans les années 1920, puis proposait 1898 entre les années 1960 et 1980.
Le travail de Gilles Castagno, auteur d'une encyclopédie sur le club basée sur les faits rapportés par la presse locale d'époque, indique que les débuts du club et sa date de fondation se font le 14 août 1897, sous le nom de Football Club de Marseille,,. Les origines du club sont même plus anciennes, le FC Marseille étant fondé par les membres du Junior Club (lui-même fondé vers 1894,) qui décident à l'unanimité de former une nouvelle société,. Le premier président est M. Pouzergue, le maillot est noir avec une étoile mauve et la devise est « Droit au but ». Le nom Football Club fait alors surtout référence au rugby, sport pratiqué préférentiellement par les membres. Le FC Marseille dispute le premier match de football de son histoire le 7 novembre 1897 face à l'Union sportive phocéenne (défaite 3-1),. Le 21 novembre 1897, René Dufaure de Montmirail (21 ans) est élu à la présidence du FC Marseille puis, en novembre 1898, à celle du Comité du Littoral de l'USFSA (fédération à laquelle est affiliée le club depuis le 10 décembre 1897,).

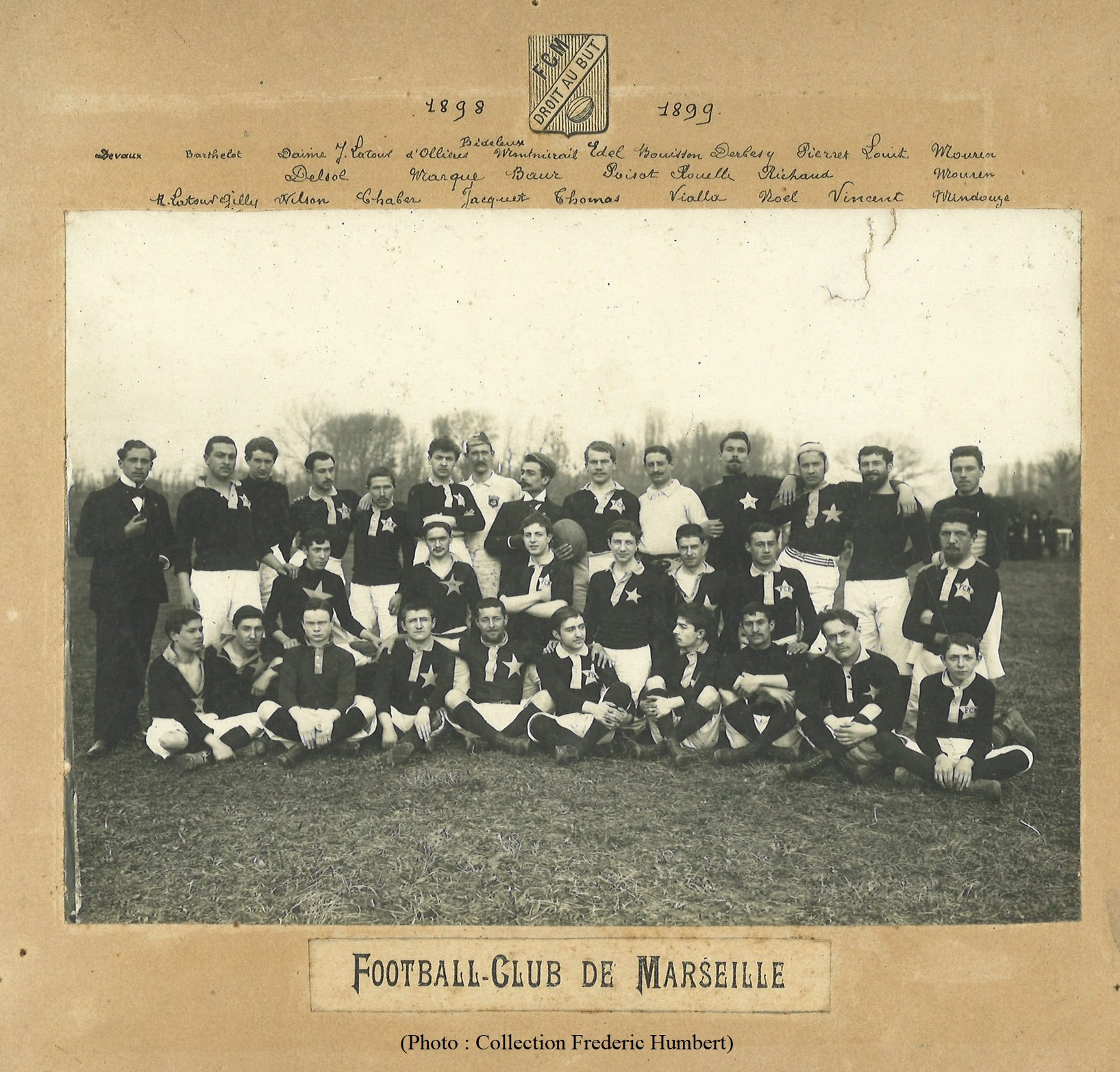
Équipe de rugby du FC Marseille en 1898-1899 portant le maillot noir à étoile mauve, avec le blason indiquant la devise Droit au but.

Le premier championnat du Littoral de football se tient en février 1899 sans le club (seuls le Sporting Club de Marseille et l'Union sportive phocéenne étant inscrits). Le club, déclaré en préfecture des Bouches-du-Rhône en avril 1899,,, devient un club omnisports (avec des sections de football, rugby, athlétisme, cyclisme, escrime, cricket, aviron, boxe et tennis). Le FC Marseille reprends le football 22 mois après son dernier match, le 10 décembre 1899, par une victoire 2-0 face au SC Marseille et s'inscrit dans la foulée en championnat du Littoral pour la saison 1899-1900. Dans le même temps, un changement important a lieu au sein du club : le 12 décembre 1899, en réunion du Bureau, René Dufaure de Montmirail propose de changer le nom du club en « Olympique de Marseille » et les couleurs du maillot en blanc et short noir. Le vote donne 7 oui et 1 non. Le terme Olympique est choisi car l'olympisme est alors sur le devant de la scène avec notamment les premiers Jeux de l'ère moderne qui se déroulent à Athènes en 1896. Le changement n'est cependant pas effectif et doit être validé en Assemblée générale, qui a lieu le 8 janvier 1900. A l'unanimité, le FC Marseille change officiellement son nom en « Olympique de Marseille ».
Le premier match joué sous le nom Olympique de Marseille est une victoire 4-0 en match amical le 21 janvier 1900 contre l'US phocéenne. Dans la foulée, le 18 février 1900, le club remporte son premier titre en terminant champion du Littoral devant l'US phocéenne, le SC Marseille et le Stade marseillais.

### Les débuts (1900-1920)

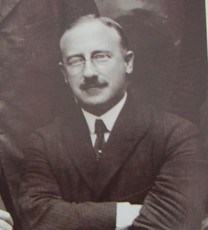
Paul Le Cesne offre à l'OM deux terrains qui permettront de construire le stade de l'Huveaune et le complexe sportif Paul Le Cesne, devenu l'OM Campus.

De tous les clubs de football de la cité marseillaise, l'OM devient rapidement le club phare de la ville (avec le Stade helvétique) grâce à son organisation et son budget, reléguant le Sporting Club de Marseille ou l'Union sportive phocéenne au second plan. Il évolue alors au stade de l'Huveaune. René Dufaure de Montmirail démissionne en 1902 en raison de contraintes professionnelles et c'est le joueur Arnold Bideleux qui lui succède, devenant ainsi le seul président-joueur de l'histoire de l'Olympique de Marseille.
En 1903, l'OM, qui vient alors de remporter son quatrième championnat du Littoral consécutif, participe pour la première fois au Championnat de France de football (USFSA). Malgré sa victoire 2-1, le club est éliminé dès le tour préliminaire sur tapis vert (à la suite d'une réclamation contre le joueur olympien Dubreuil). L'entité marseillaise prend brièvement le nom d'Olympique Étoile Bleue (OEB) durant la saison 1904-1905 du championnat du Littoral et de France USFSA à la suite de sa fusion avec le Stade Étoile Bleue, autre club marseillais, avant de redevenir l'Olympique de Marseille la saison suivante. Le club n'arrive pas à franchir la dernière marche en tombant en demi-finales en 1904, 1907 et 1908, mais domine sans partage au niveau régional en décrochant six titres de champion du Littoral d'affilée de 1903 à 1908. C'est son club rival, le Stade helvétique, qui met fin à cette domination et qui accroche même trois titres de champion de France USFSA, devenant ainsi le premier club marseillais à devenir champion de France.
Lors de la saison 1907-1908, l'OM affronte lors d'un match amical le FC Barcelone qu'il écrase sur le score de 9 buts à 1. Comme en témoignent les affluences dans les gradins, les Marseillais montrent davantage d’enthousiasme pour les derbys provençaux entre les équipes de la ville que pour les matchs nationaux de l’USFSA disputés en fin de saison. Le derby face au Stade helvétique du 13 novembre 1910 rassemble ainsi près de 1000 spectateurs, un record pour l’époque. La Première Guerre mondiale va pratiquement interrompre toute activité sportive. Malgré ces événements, une toute nouvelle épreuve apparaît en 1917 : la Coupe de France. Le premier match voit l'OM battre l'Herculis de Monaco sur le score de 7 buts à 0. Après la guerre, l'OM échoue en finale de la dernière édition du Championnat de France USFSA face au Havre AC (4-1).

### Premiers succès nationaux (1920-1939)

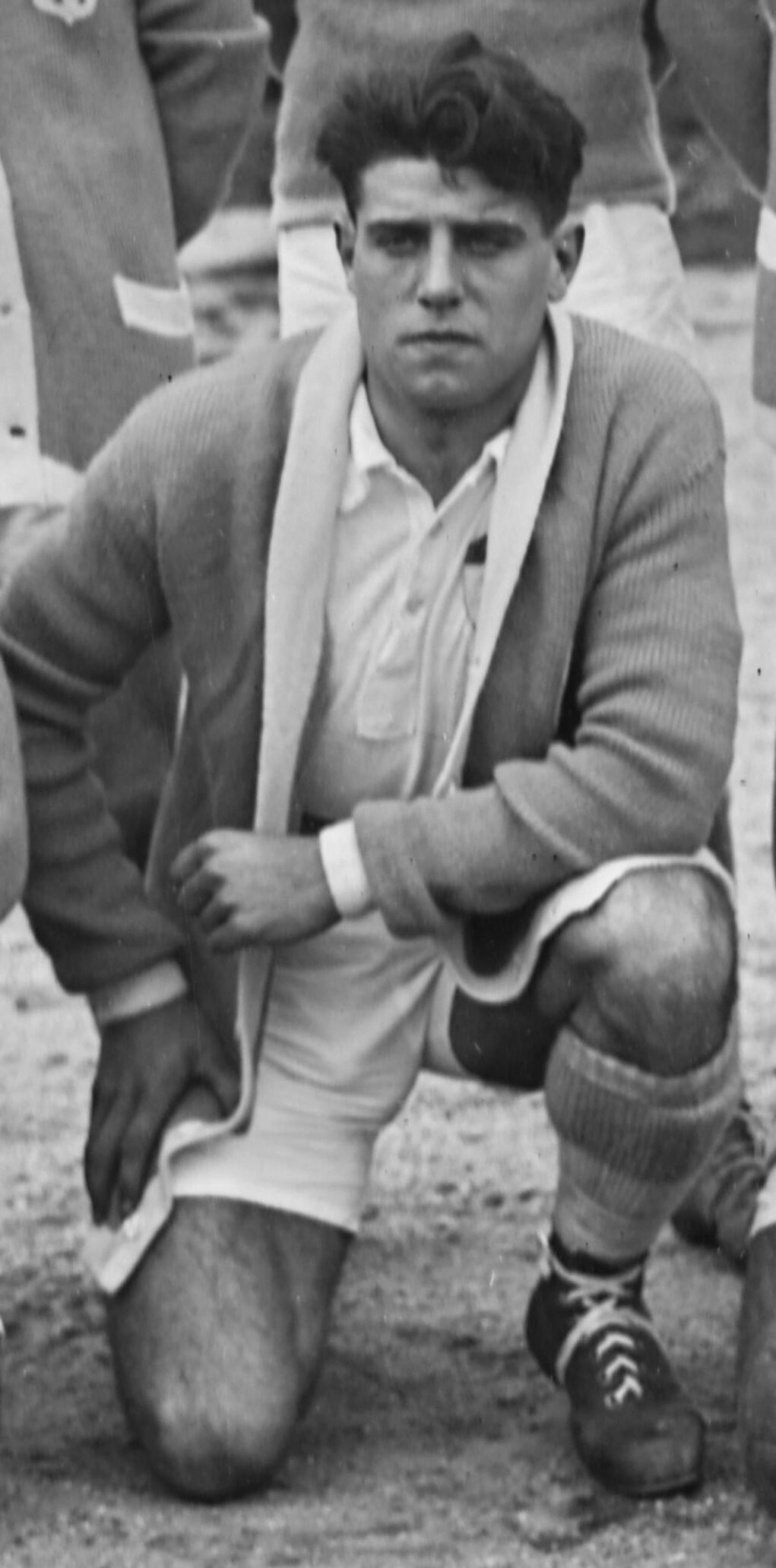
L'international français Jean Boyer est le premier transfert important de l'OM.

C'est à partir des années 1920 que l'Olympique de Marseille acquiert une renommée sur le plan national. Marino Dallaporta devient président en 1921 et engage une politique d'achat de vedettes. Pour la saison 1923-1924, il recrute à Paris Édouard Crut et Jean Boyer. Le premier étant international militaire, le second ayant participé à la victoire historique de la France contre l'Angleterre en mai 1921 en marquant l'un des deux buts français. L'OM remporte à trois reprises la Coupe de France en 1924, 1926 et 1927, devenant ainsi le premier club de province à s'adjuger ce trophée, ainsi que le premier club à se faire remettre la Coupe par le président de la République. L'Olympique de Marseille redevient la place forte du football régional en accrochant deux titres de champions du Sud-Est. Le club poursuit sur sa lancée en remportant le championnat de France en 1929 contre le Club français.

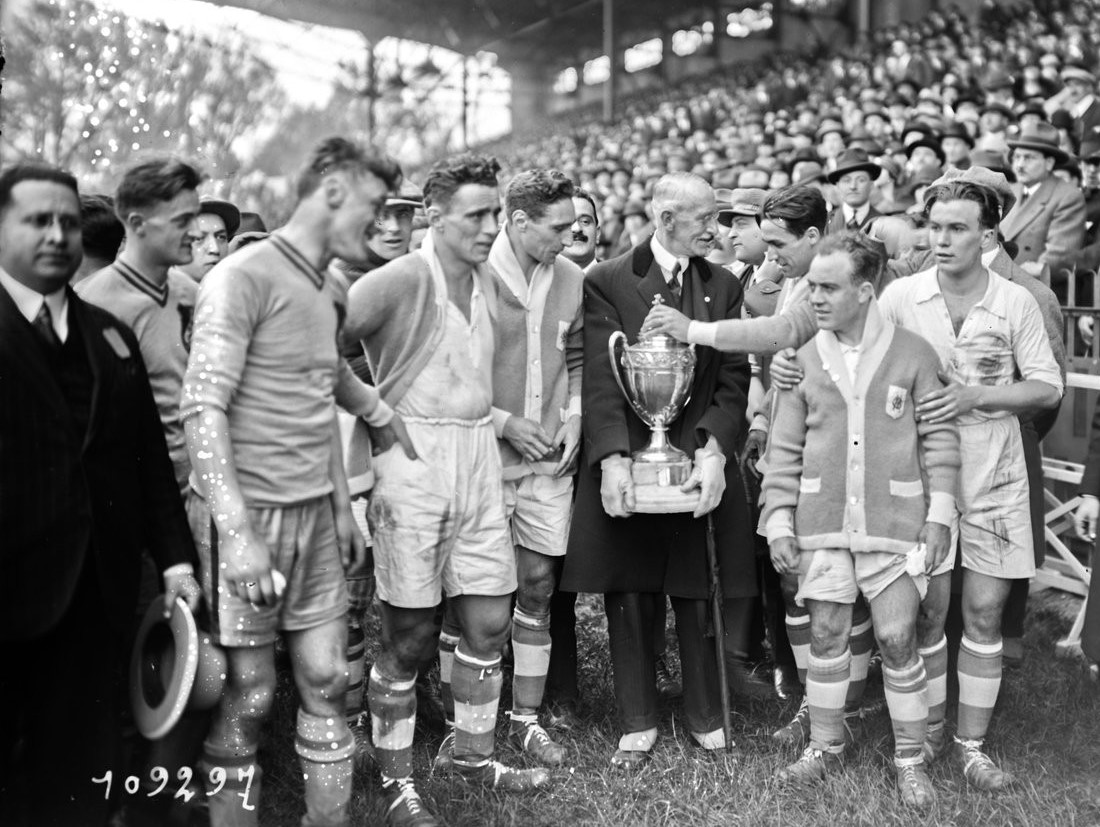
Le 9 mai 1926, les Marseillais remportent la deuxième Coupe de France dans l'histoire du club.

Afin de remplacer le prolifique attaquant Édouard Crut, Charles Elkabbach repère le jeune Joseph Alcazar qui évolue au Club athlétique liberté d'Oran à un poste défensif en 1927. C'est pourtant en tant qu'attaquant que Pepito, comme il fut surnommé, va littéralement porter l'OM de la fin des années 1920 jusqu'à son départ pour le LOSC Lille en inscrivant 67 réalisations en 95 matchs professionnels de Division 1. Joseph Alcazar, qui est le premier joueur venu d'Afrique du Nord à porter le maillot de l'OM, devient également le premier joueur de l'OM à participer à une Coupe du monde avec l'équipe de France en 1934. Ses performances sur le terrain ainsi que ses traits de personnalités font de lui le premier véritable personnage dans l'histoire de l'OM.
Dans les années 1930 le club phocéen recrute principalement des joueurs venant de trois zones géographiques distinctes : la Provence (Laurent Di Lorto, Max Conchy, Georges Dard), l'Afrique du Nord (Emmanuel Aznar, Mario Zatelli, Larbi Benbarek, Abdelkader Ben Bouali) et l'Europe de l'Est, dont les sélections de la Hongrie et de l'Autriche dominent le paysage footballistique mondial de l'époque (József Eisenhoffer, Willy Kohut, Edmond Weiskopf ou encore l'entraîneur autrichien Vinzenz Dittrich).

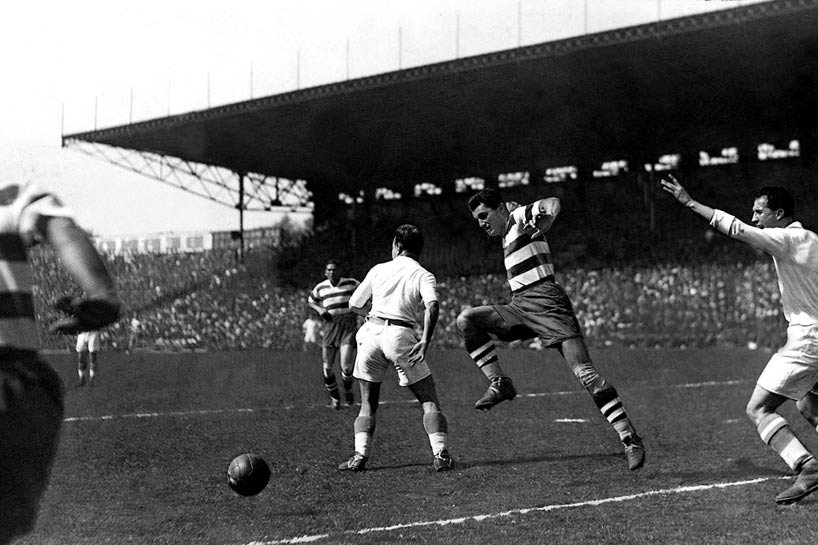
Finale de la Coupe de France 1934 entre le FC Sète et l'OM.

L'Olympique de Marseille adhère au groupement des clubs professionnels et intègre le nouveau Championnat de France professionnel créé en 1932. Cette adhésion, donnant le statut de club professionnel au club olympien, entraîne un remaniement de toute son organisation avec la nomination d'un président, d'un secrétaire général et d'un trésorier. Pour sa première saison en professionnel dans ce tout nouveau championnat, les joueurs de l'OM terminent second de leur poule derrière l'Olympique lillois (qui finira champion de France),.
La saison suivante est la saison du doublé raté pour les Olympiens. Les joueurs du FC Sète battent les Marseillais en finale de la Coupe de France 1934. L'OM, qui devait remporter au moins un match sur les trois qui lui restaient, perd ses trois derniers matchs en retard permettant le sacre des Sétois en tant que champion de France 1933-1934.
Ensuite, l'Olympique de Marseille remporte de nouveau la Coupe de France en 1935 puis décroche son premier championnat de France en tant que club professionnel en 1937 grâce à un meilleur rapport entre buts marqués et encaissés par rapport au FC Sochaux-Montbéliard (1,76 contre 1,33). Le 13 juin 1937, le club inaugure le stade Vélodrome, doté d'une capacité de 35 000 places, lors d'un match amical contre le Torino FC (2-1). La saison suivante, les joueurs de l'OM remportent la Coupe de France 1938 et terminent deux fois consécutivement vice-champions de France de Division 1 en 1938 et 1939.

### L'OM pendant et après la guerre (1939-1949)

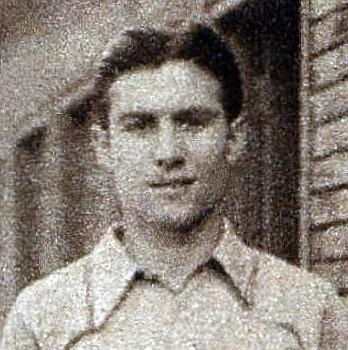
Le 4 octobre 1942, Emmanuel Aznar inscrit un nonuplé lors de la victoire record de l'OM contre l'AS Avignon (20-2).

La France entre en guerre en septembre 1939. Les clubs professionnels du championnat de Division 1 voient leurs effectifs se vider de leur substance puisque les joueurs sont appelés au combat et rejoignent les rangs de l’armée française. La Fédération française de football restructure le championnat et le découpe en deux groupes géographiques : Nord et Sud. La zone Sud est elle même divisée en 4 poules ; l'OM est placé dans la poule A (Est) Par ailleurs, le stade Vélodrome est réquisitionné par les forces armées allemandes et contraint l'OM à retourner jouer au stade de l'Huveaune. L’Olympique de Marseille se livre à une rude bataille avec les joueurs de l’OGC Nice et de l’AS Cannes mais au terme de la saison ce sont les Niçois qui finissent premier de la poule devant les Marseillais et les Cannois. Le club échoue en finale de la Coupe de France face au RC Paris (2-1). Durant cette saison est apparu pour un seul match Ahmed Ben Bella, futur président d'Algérie.
Le championnat de France 1940-1941 est le deuxième championnat dit « de guerre », le premier sous l'Occupation. Il est maintenant divisé en trois zones (« Occupée », « Libre » et « Interdite ») et de nombreux clubs refusent toujours de reprendre la compétition. L'OM est sacré champion de la zone libre devant le Toulouse Football Club au moyen d'un meilleur goal-average. La saison suivante, l'attaque olympienne se montre prolifique avec un total de 100 buts inscrits en championnat, dont 20 au cours d'un match contre l'AC Avignon (20-2) durant lequel Emmanuel Aznar trouve l'ouverture à neuf reprises. Dans le même temps, le club remporte sa sixième Coupe de France (victoire 4-0 contre les Girondins de Bordeaux), ceci par l'intermédiaire d'une nouvelle génération de footballeurs de valeur comme Roger Scotti ou encore Georges Dard.
La saison 1943-1944 voit l'apparition d'équipes fédérales, mises en place par le régime de Vichy, qui remplacent les clubs dans le championnat de France ; plusieurs Olympiens évoluent alors dans l'équipe fédérale Marseille-Provence. Ces équipes fédérales sont dissoutes à la libération de la France. Le club, dépossédé de sa section professionnelle, poursuit son activité footballistique dans le championnat de France amateurs pour une saison. En 1945, l'OM dispute la Coupe de la Libération (renommée ensuite Coupe de la Victoire) et perd en finale au stade de l'Huveaune face au FC Metz.
Après une neuvième puis une sixième place, l'OM redevient champion de France en 1948 après un match nul obtenu dans les derniers instants d'un match contre le FC Sochaux-Montbéliard et deux succès contre le CO Roubaix-Tourcoing (6-0) et le FC Metz (6-3). L'année suivante, les Phocéens finissent à la troisième place.

### Difficultés et première descente en Division 2 (1949-1965)

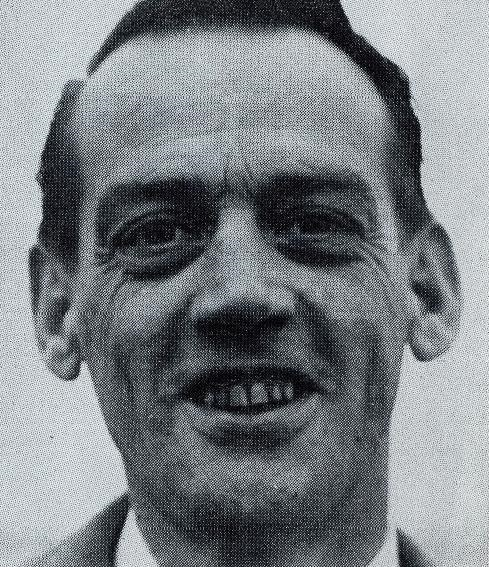
Gunnar Andersson est le meilleur buteur de l'histoire de l'Olympique de Marseille avec 194 buts.

Le président du club, Louis-Bernard Dancausse, crée en 1949 une deuxième équipe professionnelle : le Groupe sporting club marseillais, dans l'optique de faire jouer les nombreux réservistes de l’Olympique de Marseille qui compte alors près d’une trentaine de joueurs dans ses rangs. Cette filiale de l’OM obtient le statut professionnel et est intégrée à la deuxième division dès la saison 1949-1950. Cependant, après une première saison achevée à la onzième place, le GSCM est contraint d'abandonner le championnat en décembre de la saison suivante en raison de problèmes financiers et est dissout un mois plus tard.
Lors de la saison 1951-1952, malgré son buteur suédois Gunnar Andersson (meilleur buteur du championnat avec 31 buts), l'OM échappe de peu à la relégation en deuxième division en finissant 16e. Il réussit néanmoins à sauver sa place au plus haut niveau lors des barrages contre l'US Valenciennes-Anzin. La saison suivante, Gunnar Andersson conserve son titre de meilleur buteur en inscrivant 35 buts. L'OM parvient en finale de deux compétitions : la Coupe de France en 1954, perdue contre l'OGC Nice et la Coupe Charles Drago en 1957, gagnée contre le RC Lens.
Après un maintien obtenu lors la dernière journée en 1958, l'Olympique de Marseille descend pour la première fois de son histoire en deuxième division en 1959. Les Phocéens font péniblement leurs débuts en deuxième division en terminant à la dixième place. Les Marseillais réussissent à remonter en Division 1 en 1962 grâce à l'arrivée du technicien brésilien Otto Glória. En effet, durant ses quatre mois passés avec le club phocéen, il ne perd qu'un seul match grâce notamment au buteur Étienne Sansonetti auteur de 16 réalisations en 38 rencontres. Cependant, la saison d'après, les nombreux changements sur le banc olympien ne permettent pas d'empêcher une nouvelle descente du club en Division 2. L'Olympique de Marseille fait par ailleurs ses premiers pas sur la scène européenne en Coupe des villes de foires. Les Olympiens connaissent néanmoins une élimination prématurée dès le premier tour en matchs aller-retour face aux Belges de l'Union Saint-Gilloise (1-0 ; 4-2). Pour la saison 1963-1964, les hommes de Jean Robin ratent de peu la remontée en Division 1 en terminant le championnat à la cinquième place malgré les 20 buts de son buteur Antoine Keller.

### De nouveaux titres avec Leclerc (1965-1972)

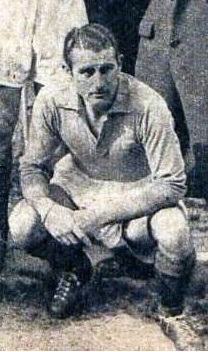
Mario Zatelli évolue à l'OM dans les années 1930-1940 puis entraîne l'équipe marseillaise dans les années 1960-1970 avant de devenir directeur sportif du club en 1971.

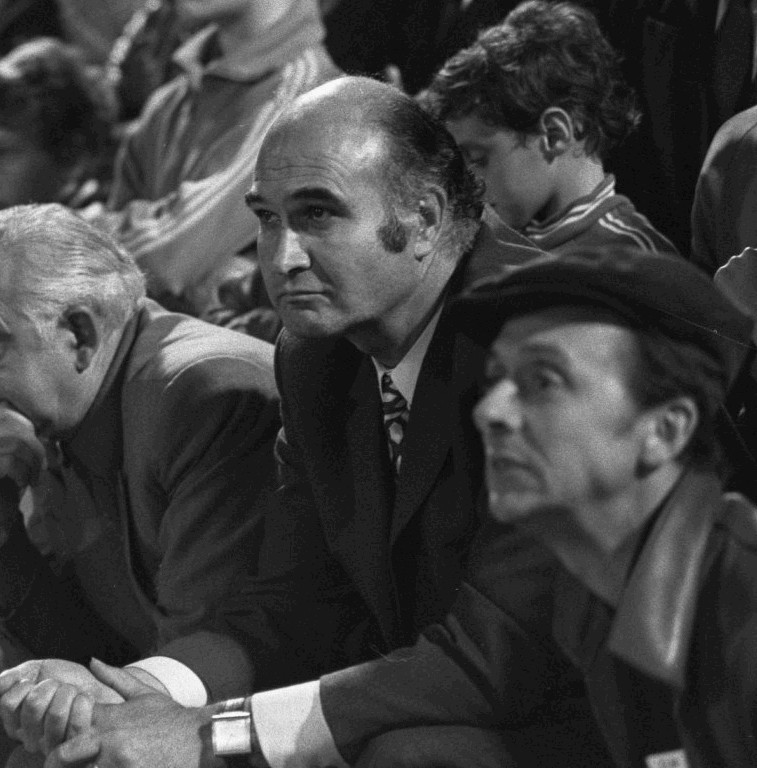
Marcel Leclerc au stade Vélodrome lors du match opposant l'OM à l'Ajax Amsterdam de Johan Cruyff en 1971.

Marcel Leclerc, chef d'entreprise à Marseille et propriétaire notamment du titre de presse But !, arrive à la tête de l'Olympique de Marseille en 1965. Le club, qui végète en deuxième division, est en proie à des difficultés financières et vient de faire une saison des plus catastrophiques : les Olympiens terminent en effet quatorzième du classement de deuxième division. C’est notamment lors de cette saison 1964-1965 que seuls 434 spectateurs viennent garnir les travées du Vélodrome lors du match opposant l'OM à Forbach (3-0), ce qui constitue la plus faible affluence de l’histoire du club à domicile.
Sur le plan économique, en contrepartie de l’argent qu’il injecte, Leclerc demande à la Mairie une détaxe sur les matchs disputés au Vélodrome ainsi qu’une subvention, une grande première à l’époque. Face à la fin de non-recevoir de Deferre, le nouveau président olympien décide de délocaliser les rencontres jouées à domicile au stade de l’Huveaune. Des travaux sont engagés afin de rénover un stade qui se trouve alors dans un état vétuste. Sur le plan sportif, Leclerc interroge Zatelli, l’entraîneur en poste, afin de connaître les besoins de l’équipe pour retrouver des performances et remonter dans l’élite. C’est ainsi que l’effectif olympien accueille les arrivées de Buron, Casolari, Trusas, Berangé, Ehrhardt, Gauthier ou encore Fiawoo. Dans son nouvel écrin de l’Huveaune, l’Olympique de Marseille reste invaincu durant toute la saison. Mené par le duo d’attaquants Joseph-Fiawoo, le club marseillais remonte en première division en finissant deuxième du classement au terme de la saison 1965-1966. Pour fêter la remontée, les joueurs effectuent un défilé dans les rues de Marseille à bord de voitures décapotables, une première pour l’époque.
Pour son retour parmi l’élite du football français, le dirigeant marseillais effectue le recrutement de Jules Zvunka, Joseph Bonnel ou encore Jean Djorkaeff. Pour continuer à renforcer l'effectif, Josip Skoblar arrive en prêt en décembre 1966. Auteur de 17 réalisations en 18 rencontres, le Yougoslave retourne à la fin de la saison 1966-1967 dans son club de Hanovre 96. L'ailier suédois Roger Magnusson arrive durant l'intersaison 1968. Le club phocéen remporte sa septième Coupe de France en 1969. Pour fêter la victoire en Coupe de France en mai 1969, Leclerc tient sa promesse de plonger dans le Vieux-Port.
En 1969-1970, l’OM dirigé par Mario Zatelli termine vice-champion de France derrière les Stéphanois. Cette saison-là, les bonnes performances du club olympien sont liées à un secteur offensif très prolifique composé de l’attaquant camerounais Joseph Yegba Maya, de Charly Loubet, de Skoblar ou encore de Magnusson. Au cours de cette saison, alors que l'OM doit jouer un match en retard durant la période de Noël, afin de montrer son désaccord concernant le choix de cette date, le président Leclerc décide d'envoyer l'équipe réserve affronter le Red Star. Évoluant en Division d'Honneur, les amateurs marseillais arrachent le match nul (2-2) sur la pelouse du Red Star avec deux buts d'Ange Di Caro. Cependant, la Ligue annule ce résultat et fait rejouer le match en mars 1970. Les professionnels marseillais battent les Audoniens (6-1). La saison suivante, après une lutte acharnée contre le rival stéphanois, les joueurs de Lucien Leduc décrochent le titre de champion de France en 1971 grâce principalement à un duo d'attaquants composé de Skoblar et de Magnusson. Sur la scène européenne, les phocéens sont éliminés au premier tour de la Coupe UEFA par le Spartak Trnava.

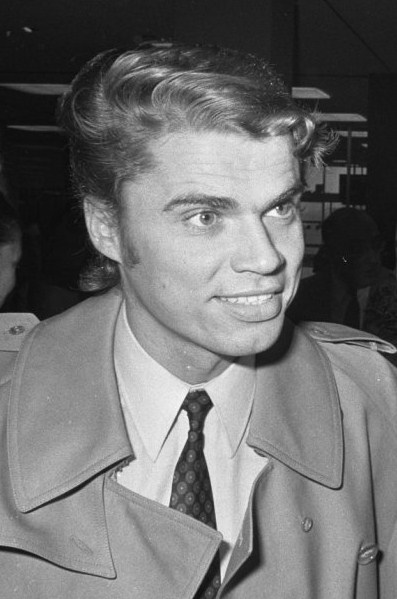
L'ailier suédois Roger Magnusson remporte 4 titres avec l'OM entre 1969 et 1972.

En 1971-1972, l'OM participe pour la première fois à la Coupe d'Europe des clubs champions. De ce fait, les dirigeants marseillais frappent un grand coup sur le marché des transferts en recrutant le portier international français Georges Carnus et le défenseur central international français Bernard Bosquier en provenance du rival historique stéphanois. Cette saison-là, l'Olympique de Marseille réalise pour la première fois de son histoire le doublé coupe-championnat en remportant la Coupe de France par une victoire 2-1 contre le SEC Bastia, dans ce qui constitua le premier match officiel dans le nouveau Parc des Princes, Didier Couécou étant donc le premier buteur officiel du nouveau stade. En Coupe d'Europe, l'Olympique de Marseille est éliminé au deuxième tour de la Coupe des clubs champions par l'Ajax Amsterdam. Au Vélodrome, les Néerlandais menés par Johan Cruyff et Johan Neeskens remportent la partie face aux hommes de Lucien Leduc (2-1). Au match retour, les Marseillais, qui comptaient dans leur rang Georges Carnus, Roger Magnusson ou encore Josip Skoblar, s'inclinent (4-1) avec un doublé de Johan Cruyff.
Pour la saison 1972-1973, l'OM s'attache les services du goléador stéphanois Salif Keita et du défenseur international français Marius Trésor. Les phocéens finissent à la troisième place du classement de Division 1. Sur la scène européenne, après avoir battu à l'aller les Italiens de la Juventus Turin au stade Vélodrome (1-0), les Phocéens entraînés par le tacticien Kurt Linder perdent le match retour (3-0) et sont alors éliminés prématurément dès le premier tour de la Coupe des clubs champions. Accusé de détournement de fonds, le président Leclerc est contraint de démissionner par le comité directeur en 1972. Il est condamné en 1976 pour le détournement, au préjudice de l'OM, de 3,3 millions de francs.

### Des résultats en dents de scie (1972-1980)

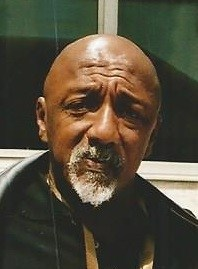
Champion du monde en 1970 avec le Brésil, Paulo César s'engage avec l'Olympique de Marseille en juillet 1974. Il suggère au président Méric de recruter son compère Jairzinho.

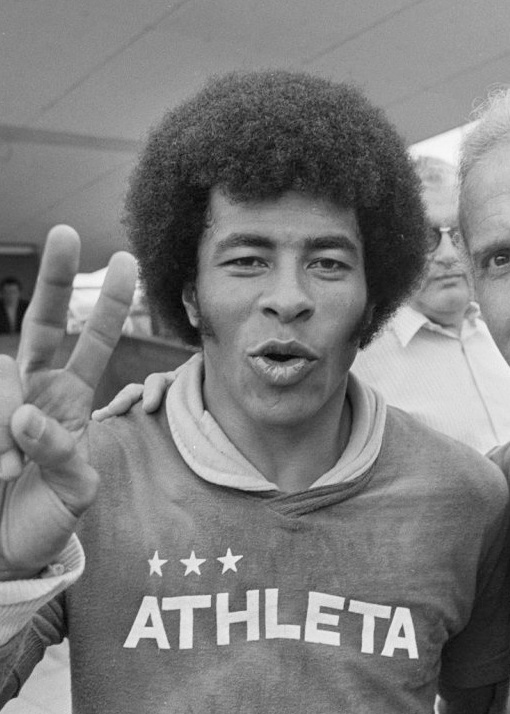
Champion du monde en 1970 avec le Brésil, l'ailier brésilien Jairzinho, ici lors de son arrivée à Marseille, rejoint l'OM en octobre 1974.

La saison 1973-1974 est difficile pour les Olympiens. Avec les départs de Magnusson et de Keita, le club se classe douzième du championnat. En Coupe UEFA, malgré la victoire des Marseillais au match aller (2-0), le club phocéen est éliminé par les Allemands du FC Cologne après une lourde défaite au match retour sur la pelouse de Cologne (6-0). La saison suivante est tout autre.
En mars 1974, Fernand Méric, un riche exploitant de complexes cinématographiques marseillais, arrive au chevet d'un club à la peine financièrement et sportivement. Grâce à son apport de liquidités, l'OM tape fort sur le marché des transferts pour la saison 1974-1975 et s'offre deux pointures internationales en attaque. La première est le champion du monde brésilien Paulo César qui signe à l'OM pour 600 000 dollars. Il devient à cette occasion le premier champion du monde à évoluer dans le championnat de France. Afin qu'il n'attrape pas le mal du pays, Méric décide de faire venir en octobre 1974 son compatriote auriverde, l'attaquant international brésilien Jairzinho, meilleur buteur à la Coupe du monde 1970 avec le Brésil, qui rallie la Canebière pour 1 250 000 francs. Le 13 mai 1975, lors du quart de finale retour de la Coupe de France contre le Paris Saint-Germain, Jairzinho est accusé d'avoir agressé un juge de touche. Il proclame son innocence mais est reconnu coupable et condamné à deux ans de suspension dont un avec sursis. Ce jugement signifie la fin de son passage à Marseille. Grâce à ses stars brésiliennes, le club des Bouches-du-Rhône finit vice-champion de France derrière l'AS Saint-Etienne. Lors de l'été 1975, Paulo César est transféré dans le club brésilien de Fluminense que le club marseillais affronte au cours d'un match amical disputé au Stade Maracanã le 21 juillet 1975. Les Marseillais s'inclinent 2-0 devant 9000 spectateurs. Il s’agit du premier match disputé par l'Olympique de Marseille sur le continent américain.
Au cours de la saison 1975-1976, l'OM finit seulement neuvième du classement. La seule éclaircie de la saison est la neuvième coupe de France qui est remportée grâce notamment aux performances réalisées par l'attaquant international argentin Hector Yazalde.
Les saisons d'après sont également difficiles pour l'OM qui se positionne à la douzième place du classement puis quatrième la saison qui suit. En 1979, le retour de Jules Zvunka fait remonter la pente à un OM moribond qui termine à nouveau à la douzième place du classement à l'issue de la saison 1978-1979.

### Une période compliquée (1980-1986)

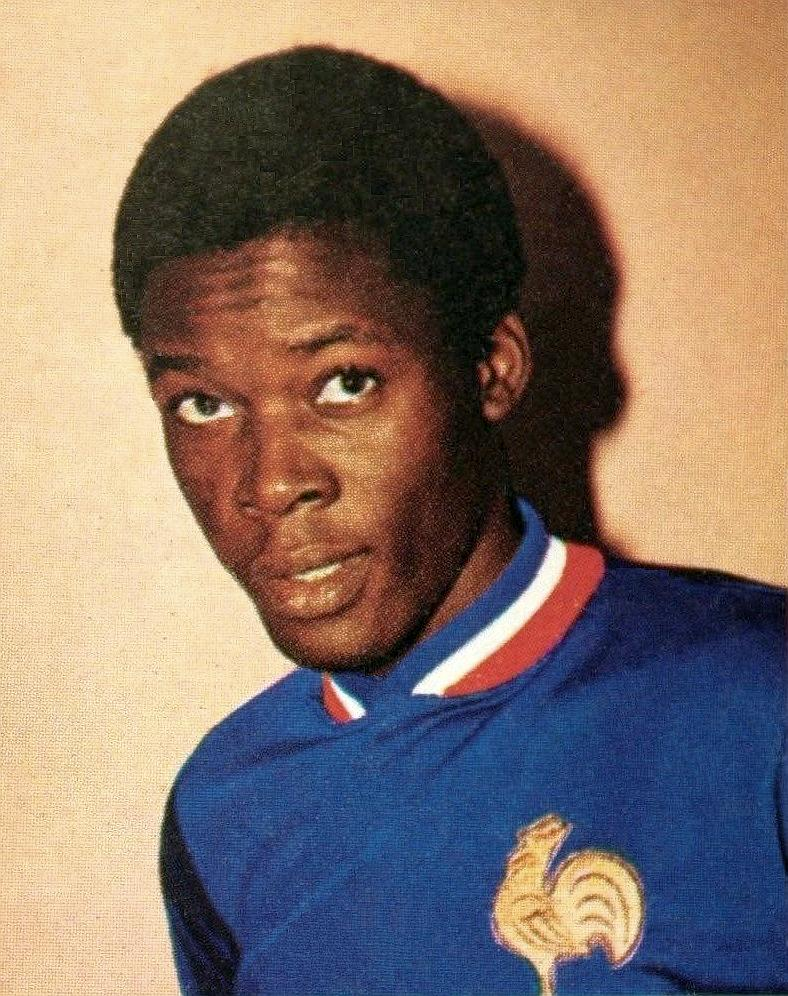
L'OM descend en deuxième division au terme de la saison 1979-1980 malgré la présence de l'international français Marius Trésor dans ses rangs.

Après la saison 1978-1979 qui voit les Marseillais terminer à la douzième place du classement, le président D’Agostino fait appel à Bernard Bosquier en juillet 1979 pour devenir directeur sportif du club et redresser la situation sportive du club. En novembre 1979, le comité directeur et le comité de gestion démissionnent et une assemblée générale est organisée. Pour se faire élire, Christian Carlini, gérant d’une agence de voyage, propose d’offrir les déplacements du club (soit environ 400 000 francs) et d’investir 3 millions de francs. Le lendemain de son élection en tant que président, il déchire le chèque et s’engage à faire un chèque d’un million de francs au mois de janvier 1980. Face à l’absence de matchs (et donc de rentrées d’argent) durant la trêve hivernale, Carlini est contraint de subvenir aux besoins économiques du club et doit se séparer de son entraîneur face aux mauvais résultats. Le maire de Marseille, Gaston Deferre, impose à Carlini de prendre un entraineur de renommée s’il veut continuer à bénéficier des subventions de la mairie : Jean Robin remplace alors Jules Zvunka. En mars 1980, le président du club marseillais s’adresse au Tribunal de commerce de Marseille pour demander un plan de sauvegarde afin d’aider le club olympien à faire face à ses difficultés économiques. Le tribunal nomme un administrateur chargé de gérer le club marseillais. Malgré la présence de joueurs internationaux tels que Marius Trésor, Hervé Florès, Marc Berdoll ou encore Didier Six, l'OM reste englué dans la zone de relégation tout au long de la saison. Au terme de la saison 1979-1980, les hommes de Jean Robin terminent le championnat à l'avant-dernière place et descendent en deuxième division.
La saison suivante, avec un budget très serré, Bosquier tente en vain de renforcer l'équipe et recrute Talineau, Oscar Florès et Djebaïli. Sans surprise, l'Olympique de Marseille demeure toujours en difficulté sur le plan sportif et économique. En effet, à cette époque, les recettes des clubs dépendaient en grande partie de la billetterie et des subventions municipales. Or, en seconde division, l'Olympique de Marseille n'attire plus les foules. En septembre 1980, Carlini est contacté par de mystérieux investisseurs corses basés au Venezuela qui se disent prêts à investir 10 millions de bolivars dans le club. Cependant, l'argent n'arrive jamais et le club marseillais se retrouve en cessation de paiement dès le mois d'avril 1981. Le 7 avril 1981, le tribunal de commerce de Marseille annonce la liquidation judiciaire d'un club qui a accumulé près de 15 millions de francs de dettes au fil des dernières saisons. La grande majorité des joueurs de l'effectif professionnel est par conséquent licencié par le club en cours de saison tout comme le staff technique d'Albert Batteux. Hamlet Setta est nommé président en avril 1981. Pour maintenir l'existence administrative de l'OM, le club olympien doit trouver des joueurs pour disputer les six dernières rencontres de la saison. Jean Sadoul (président du Groupement professionnel), Deferre et Setta, décident de confier l'équipe première à Roland Gransart. L'Olympique de Marseille fait appel aux joueurs de la réserve qui évoluent à l'échelon inférieur. Lauréat de la coupe Gambardella deux ans plus tôt, l'équipe des « Minots » où figurent entre autres José Anigo, Éric Di Meco, Marcel De Falco ou encore Jean-Charles De Bono parvient à éviter la relégation du club en troisième division en ne perdant aucune des six dernières rencontres de la saison, jouées sans être payé, battant même le leader de Division 2, Montpellier (3-1). Cette équipe permet même à l'entité marseillaise de finir sixième du championnat de Division 2A,. Le 1er juin 1981, Jean Carrieu devient président de l'Olympique de Marseille. Il obtient un concordat permettant au club de rembourser ses créances sur 20 ans. Claude Cuny, président-fondateur de l'AS Nancy-Lorraine, prend le poste de directeur sportif. Il déclare : « J’ai un plan qui est tout prêt et qui a pour but de faire de l’OM, après tous les avatars qu’il a connus, un club exemplaire ».
La saison suivante, l'OM dirigé par Gransart termine à la troisième place d'un championnat où seuls les deux premiers peuvent monter. En 1982-1983, en raison des travaux effectués au Vélodrome en vue de l'Euro 1984, les Marseillais vont jouer leurs matchs à domicile au stade de l'Huveaune. Après un début de saison difficile, l'Olympique de Marseille termine à la quatrième position au classement final du championnat de Division 2. À l'été 1983, Carrieu et Cuny rebâtissent un effectif pour permettre au club de retrouver sa place dans l'élite. Le Marseillais François Bracci, le Sénégalais Sarr Boubacar ou encore le Serbe Žarko Olarević débarquent sur la Canebière. Mené par son trio offensif Boubacar, Marc Pascal et Olarević qui inscrivent respectivement 25, 23 et 20 réalisations, l'Olympique de Marseille valide son accession parmi l'élite du football français en devenant champion de Division 2. Les hommes de Gransart terminent la saison au stade Vélodrome en étrillant Thonon (5-0).
Pour son retour dans l'élite du football français, l'état-major olympien décide de garder une grande partie de l'effectif qui a permis la remontée. L'OM réalise une saison très moyenne en restant cantonné en deuxième partie de classement de Division 1 et se sauve in extremis d'une nouvelle descente en Division 2. La saison suivante est assez similaire et voit l'OM terminer seulement à la douzième place et s'incline en finale de la Coupe de France 1986 face aux Girondins de Bordeaux.

### L'OM au sommet avec Tapie (1986-1993)

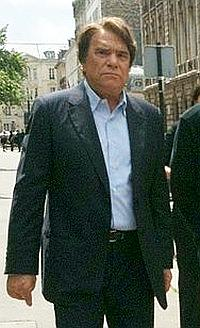
Bernard Tapie a conduit l'OM vers ses plus grands succès en tant que président-propriétaire. Son retour comme directeur sportif n'a cependant pas été une réussite.

Lors d'un dîner à l'ambassade de l'URSS à Paris, Edmonde Charles-Roux, épouse de Gaston Defferre, maire de Marseille, suggère à l'homme d'affaires français Bernard Tapie de reprendre le club marseillais en mauvaise posture autant sur un plan sportif qu'économique. Le 12 avril 1986, après plusieurs mois de tractations, Tapie devient président du comité de gestion et président du comité directeur avec une ferme intention : remporter la Coupe d'Europe. Il déclare : « Pour avoir une grande équipe, il faut soixante à cent millions. C’est mon job de les trouver. […] A l’OM je vais appliquer ma devise des trois R : R comme rêve, R comme rire, R comme risque ». L'industriel français, spécialisé dans la reprise d'entreprises en difficulté, arrive avec Michel Hidalgo qui quitte son poste à la DTN pour devenir le nouveau directeur sportif du club. L'ancien sélectionneur des Bleus fait de Jean-Pierre Bernès, alors secrétaire général du club depuis 1981, son adjoint. En ce qui concerne la saison 1985-1986, les Olympiens de Zarko Olarevic terminent à la douzième place du Championnat et s'inclinent en finale de la Coupe de France face à Bordeaux après prolongations (2-1).
Pour préparer la saison 1986-1987, le nouveau tandem Tapie - Hidalgo retient le nom du technicien français Gérard Banide, adjoint d'Henri Michel en Équipe de France, pour occuper le poste d'entraîneur de l'équipe première. S'agissant des recrues, l'Olympique de Marseille engage notamment le défenseur allemand Karl-Heinz Förster, les internationaux français Jean-François Domergue et Alain Giresse, le Yougoslave Blaž Slišković ainsi que les attaquants Jean-Pierre Papin et Patrick Cubaynes. La première saison de l'ère Tapie se conclut à une deuxième place au classement du championnat.
Lors de la saison 1987-1988, l'OM dirigé par Gérard Banide, soucieux d'aider Jean-Pierre Papin à la pointe de l'attaque, s'attache les services de l'ailier ghanéen Abedi Pelé et du buteur allemand Klaus Allofs. Malgré ces arrivées, les Olympiens terminent sixièmes du championnat de Division 1. Sur la scène européenne, le club atteint les demi-finales de Coupe d'Europe des vainqueurs de coupe en 1988 mais s'incline face à l'Ajax Amsterdam de Dennis Bergkamp. Bernard Tapie décide alors d'introniser Gérard Gili sur le banc marseillais.

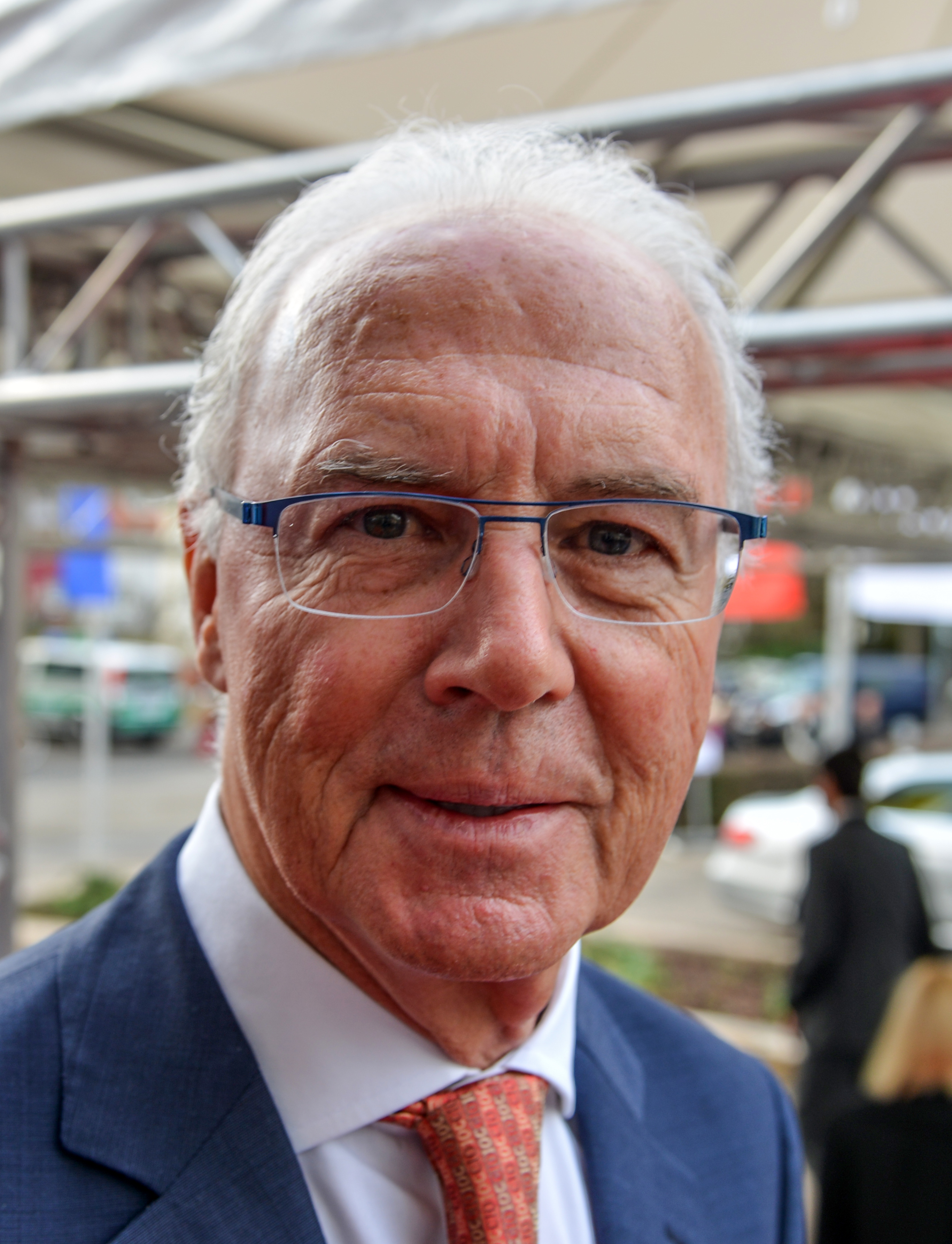
Pour que l'OM acquière une renommée sur la scène internationale, Tapie décide de nommer Franz Beckenbauer en tant que directeur technique en septembre 1990.

En 1988-1989, le club marseillais enrôle l'international français Gaëtan Huard, le milieu de terrain Franck Sauzée ainsi que les attaquants Éric Cantona et Philippe Vercruysse. L'OM finit champion de France et remporte la Coupe de France en battant l'AS Monaco (4-3).
En 1989-1990, Michel Hidalgo fait notamment venir l'international brésilien Carlos Mozer et l'ailier international uruguayen Enzo Francescoli. L'arrivée de Chris Waddle est l'œuvre de Tapie lui-même qui est tombé sous le charme de l'ailier anglais de Tottenham alors qu'il supervise Paul Walsh. Les hommes de Gérard Gili survolent le championnat et décrochent un nouveau titre de champion de Division 1. Sur la scène européenne, l'OM atteint les demi-finales de la Coupe d'Europe des clubs champions en 1990 face au Benfica Lisbonne. Les Olympiens remportent le match aller de la demi-finale (2-1) mais le Benfica remporte le match retour (1-0) sur un but de la main de Vata.

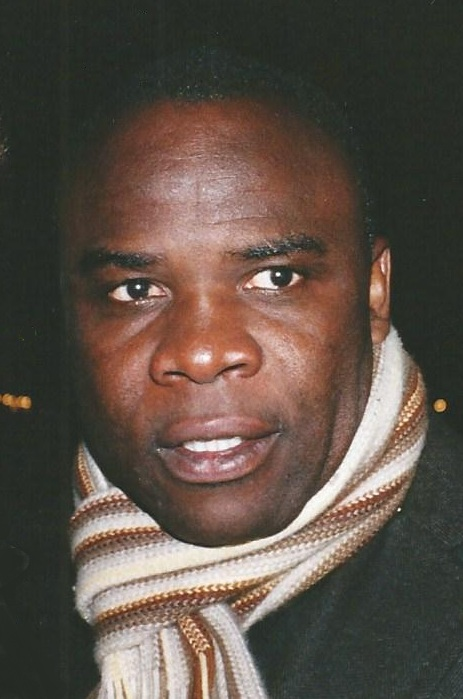
Basile Boli inscrit le but de la victoire en finale de la Ligue des champions contre l'AC Milan en 1993.

À l'orée de la saison 1990-1991, l'Olympique de Marseille enregistre principalement les renforts du portier Pascal Olmeta dans les buts marseillais, du défenseur central Basile Boli et du milieu international yougoslave Dragan Stojković. Dans un premier temps, Tapie nomme le néo-champion du monde allemand Franz Beckenbauer au poste de directeur technique. Devant l'influence grandissante de Beckenbauer, Gérard Gili décide de quitter son poste d'entraîneur. Il est alors remplacé en septembre 1990 par celui qui est surnommé « Der Kaiser ». À la suite de résultats décevants, ce dernier est à son tour remplacé dès janvier 1991 par le technicien belge Raymond Goethals surnommé « Raymond la Science ». Beckenbauer conserve néanmoins son poste de directeur technique. Ces nombreux changements n'affectent pas les résultats de l'équipe qui obtient un nouveau titre de champion de France de Division 1.
Au niveau européen, le club marseillais échoue en finale de Coupe d'Europe des clubs champions face à l'Étoile rouge de Belgrade de Sinisa Mihajlovic aux tirs au but (5-3). Lassé par l'interventionnisme de Tapie et les piètres conditions d'entraînement de l'époque, Beckenbauer quitte définitivement le club quelques jours après la finale perdue à Bari.
- Article détaillé : Finale 1991 : Étoile rouge de Belgrade  - Olympique de Marseille

La saison 1991-1992 se caractérise par la catastrophe de Furiani du 5 mai 1992 qui se produit à quelques minutes du coup d'envoi de la demi-finale de Coupe de France face au Sporting Club de Bastia. Ce drame est responsable de la mort de 18 personnes et blesse 2 357 spectateurs présents au stade Armand-Cesari. Une nouvelle fois champion de Division 1, l'OM est éliminé prématurément au deuxième tour de la Ligue des champions par les Tchèques du Sparta Prague (3-2 ; 1-2).
Le mercato d'été 1992 se signale par les départs de Papin, Mozer et Waddle. Le club marseillais fait notamment signer Desailly ainsi que les attaquants Bokšić et Völler. Choix qui se révéleront payants puisque l'OM terminera à la première place du championnat.
Le 26 mai 1993, à Munich, l'OM bat en finale de la Ligue des champions le Milan AC de Fabio Capello (1-0) avec un but de la tête de Basile Boli. Il s'agit de la première victoire d'un club français en Coupe d'Europe, qui plus est la première C1 sous l'appellation Ligue des Champions, qui fait naître un nouveau slogan pour les supporters marseillais : « À jamais les premiers ».
- Article détaillé : Finale 1993 : Olympique de Marseille - AC Milan

### Affaire VA-OM et conséquences (1993-1996)

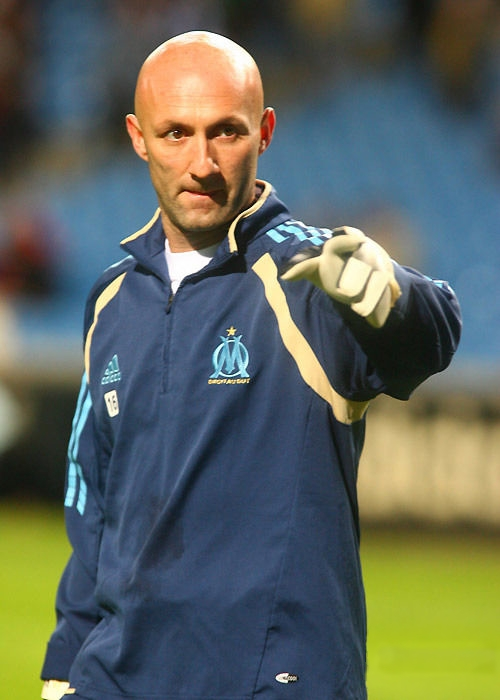
Champion d'Europe en 1993, Fabien Barthez reste pourtant à l'OM en 1994-1995 alors que le club est rétrogradé en deuxième division.

Le 22 mai 1993, le club de l'US Valenciennes-Anzin révèle l'existence d'une tentative de corruption. Une somme d'argent aurait été promise par un dirigeant de l'OM à Glassmann, Jorge Burruchaga et Christophe Robert pour qu'ils « laissent filer » le match et surtout que les Marseillais arrivent sans blessure à Munich pour la finale de Ligue des champions face au Milan AC, qui se joue quatre jours plus tard.
À la suite de cette affaire, le conseil fédéral retire le titre de champion de France 1993 à l’OM. De plus, alors que l'Olympique de Marseille doit affronter l'AEK Athènes en Ligue des champions et Parme en Supercoupe de l'UEFA, l’UEFA décide d'exclure le club phocéen des compétitions européennes pour la saison 1993-1994. La FIFA retire également au club marseillais le droit de jouer la Coupe intercontinentale contre São Paulo FC. Cette privation de compétitions internationales entraîne un manque à gagner de près de 120 millions de francs dans le budget de l’OM avec des dettes estimées à 407,5 millions de francs. En novembre 1993, Bernard Tapie décide de se séparer de plusieurs joueurs tels qu’Alen Bokšić et Marcel Desailly de manière à combler une partie du manque à gagner lié à l'exclusion de la Ligue des champions. L'OM finit néanmoins deuxième du championnat lors de la saison 1993-1994 derrière le Paris Saint-Germain. Le 22 avril 1994, à la suite de l’affaire VA-OM, le conseil fédéral de la Ligue de football décide de rétrograder le club en deuxième division mais laisse la possibilité à l’OM de disputer la Coupe UEFA 1994-1995.
Pour la saison 1994-1995 en Division 2, l'Olympique de Marseille se voit interdit de recruter des joueurs sous contrat. Tapie fait venir gratuitement l'attaquant irlandais Tony Cascarino ainsi que d'anciens marseillais tels que Marcel Dib, Bruno Germain ou encore Jean-Marc Ferreri. Avec la rétrogradation en deuxième division, l'OM voit ses recettes baisser drastiquement. Le club marseillais est donc contraint de se séparer de ses cadres à l'image de Didier Deschamps qui signe à la Juventus, d'Alain Boghossian qui va à Naples ou encore de Sonny Anderson qui rejoint Monaco. À la mi-saison, Marc Bourrier est limogé de ses fonctions après des résultats jugés décevants et une défaite face à Niort. C'est Gérard Gili qui le remplace en décembre 1994 accompagné de son préparateur physique, Jean-Louis Gasset. Toutefois, le club, en proie à des difficultés financières, n'est pas en mesure de leur proposer un contrat. Gili quitte alors le club quinze jours seulement après son arrivée. Henri Stambouli et Luka Peruzović récupèrent le banc marseillais. Tapie quitte la présidence du club olympien le 11 décembre 1994 mais reste impliqué dans le club. Il est remplacé par Pierre Cangioni. Sur la scène européenne, les Olympiens sont éliminés au deuxième tour de la Coupe UEFA face aux Suisses du FC Sion.

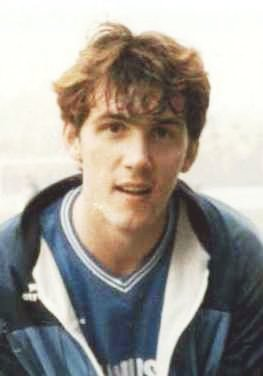
En deux saisons à l'OM rétrogradé en D2, l'Irlandais Tony Cascarino fait trembler les filets à 70 reprises toutes compétitions confondues.

En avril 1995, la société anonyme à objet sportif (SAOS) Olympique de Marseille dépose le bilan à cause d'une situation financière catastrophique avec un endettement de près de 300 millions de francs creusé au fil des « années Tapie ». Dans l’attente de trouver un repreneur, la ville de Marseille, avec à sa tête Jean-Claude Gaudin et Renaud Muselier, gère durant un an le club à travers une société d'économie mixte sportive locale (SEMSL) constituée par le maire sortant Robert Vigouroux au lendemain du dépôt de bilan. Le club est cédé à la nouvelle SEM sur ordre du tribunal de commerce de Marseille moyennant 1 million de francs. Cette nouvelle entité juridique est alors détenue à 50 % par les collectivités locales (ville de Marseille, Conseil général des Bouches-du-Rhône, Conseil régional de Provence-Alpes-Côte d'Azur), à 49 % par des partenaires privés (dont Alcom, RMC, Orangina, Axa) et à 1 % par l'association OM qui possède la licence d'affiliation à la Fédération Française de Football. Jean-Michel Roussier est nommé directeur général du club par Vigouroux.
Sur le terrain, les Phocéens deviennent champion de Division 2 pour la saison 1994-1995 mais n’accèdent pas à la Division 1. En effet, un article du règlement de la LNF (l’ancêtre de la LFP) stipule que tout club faisant l’objet d’une procédure de redressement judiciaire est rétrogradé au niveau inférieur. Si le club n’avait pas terminé sur le podium, il aurait donc dû être rétrogradé en National 1 même si Noël Le Graët n’avait pas envisagé cette option. Après le refus d'accession à la D1 de la DNCG dirigée par André Soulier, adversaire politique de Tapie, ce dernier déclare : « Tant que je resterai président de l’OM, toutes les décisions relatives au club seront défavorables. Je dois donc partir ».
Pour la saison 1995-1996, cet OM mi-privé mi-public dispose d'un budget de l'ordre de 75 millions de francs pour ce nouvel exercice en deuxième division. Lors du mercato d'été, Jérôme Alonzo succède à Barthez parti à Monaco tandis que Christophe Galtier et Manuel Amoros font leur retour au club. Après un début de saison compliqué qui voit le départ d'Henri Stambouli au profit du retour de Gérard Gili, le club marseillais réussit à terminer à la deuxième place du classement grâce en particulier au buteur irlandais Tony Cascarino, qui devient le buteur de l'équipe lors de ces deux années en Division 2 avec un total de 61 réalisations inscrites. L’Olympique de Marseille effectue ainsi son retour en première division. En Coupe de France, l'OM de Gérard Gili s'incline en demi-finale face à l'AJ Auxerre (1-1 ; 1 t.a.b à 3) après avoir notamment éliminé les amateurs marseillais de l'US Marseille Endoume Catalans, entraînés par José Anigo et pensionnaires de National 3, en 32e de finale.

### Podiums et finales avec Robert Louis-Dreyfus (1996-2009)

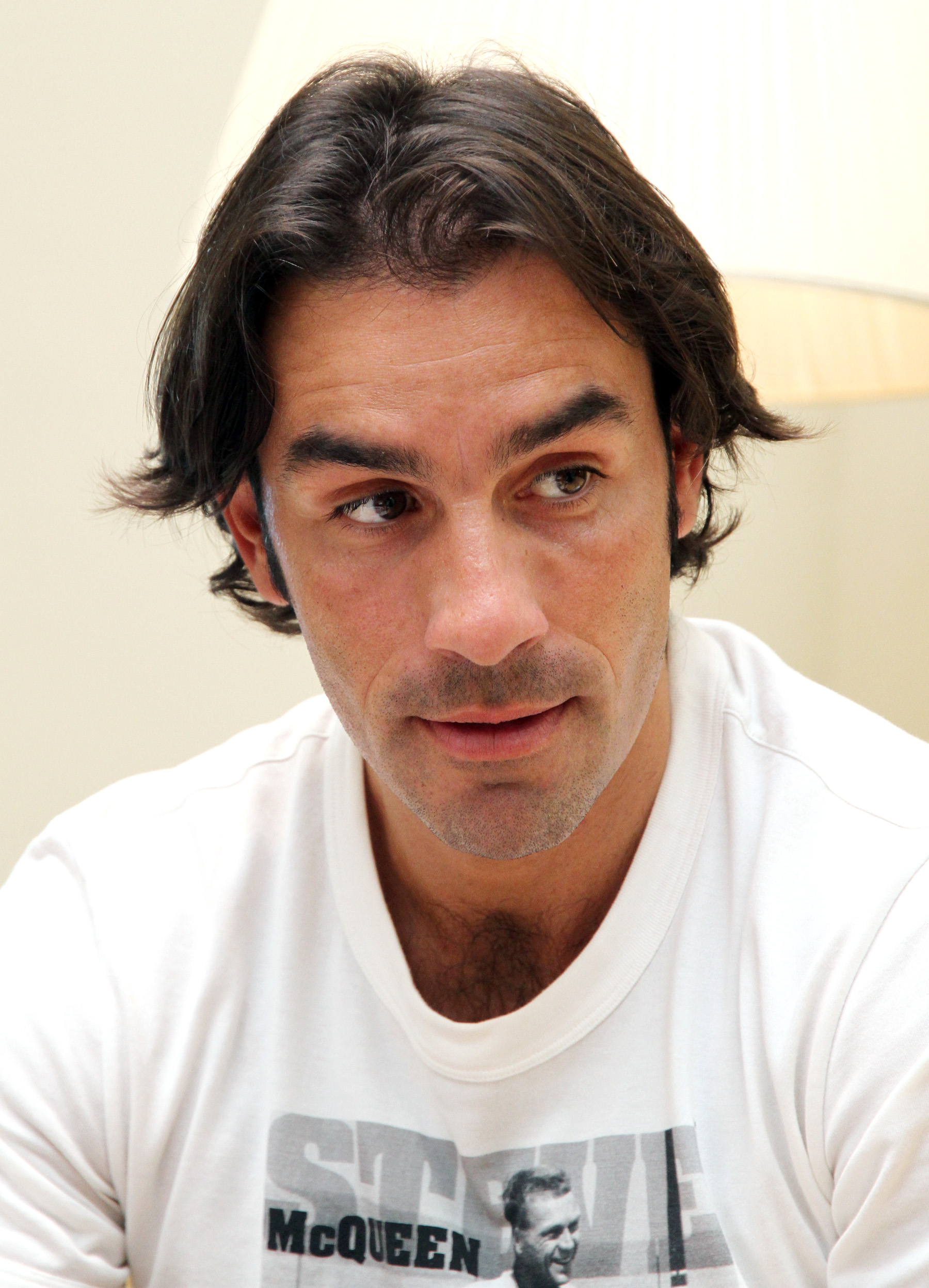
Le champion du monde 1998 Robert Pirès rejoint les rangs de l'Olympique de Marseille en 1998.

En 1996, Gaudin et Muselier auditionnent plusieurs candidats à la reprise de l'OM comme IMG, Tati et l'homme d'affaires franco-suisse Robert Louis-Dreyfus dit « RLD ». RLD est choisi pour devenir le nouvel actionnaire principal de l'Olympique de Marseille. Le 14 décembre 1996, ce dernier acquiert le club marseillais pour un montant de 20 millions de francs et en devient le président. La SEM laisse place à une nouvelle société anonyme à objet sportif (SAOS). Robert Louis-Dreyfus, également président d'Adidas, veut contrer les prétentions de Nike dans ce sport « pour conserver le leadership, en gardant au moins un club mythique dans chaque pays ». Rolland Courbis est nommé entraîneur de l'OM en 1997 par le nouveau président actionnaire Robert Louis-Dreyfus. Ce recrutement permet au club de retrouver la Coupe UEFA avec l'obtention de la quatrième place en championnat.

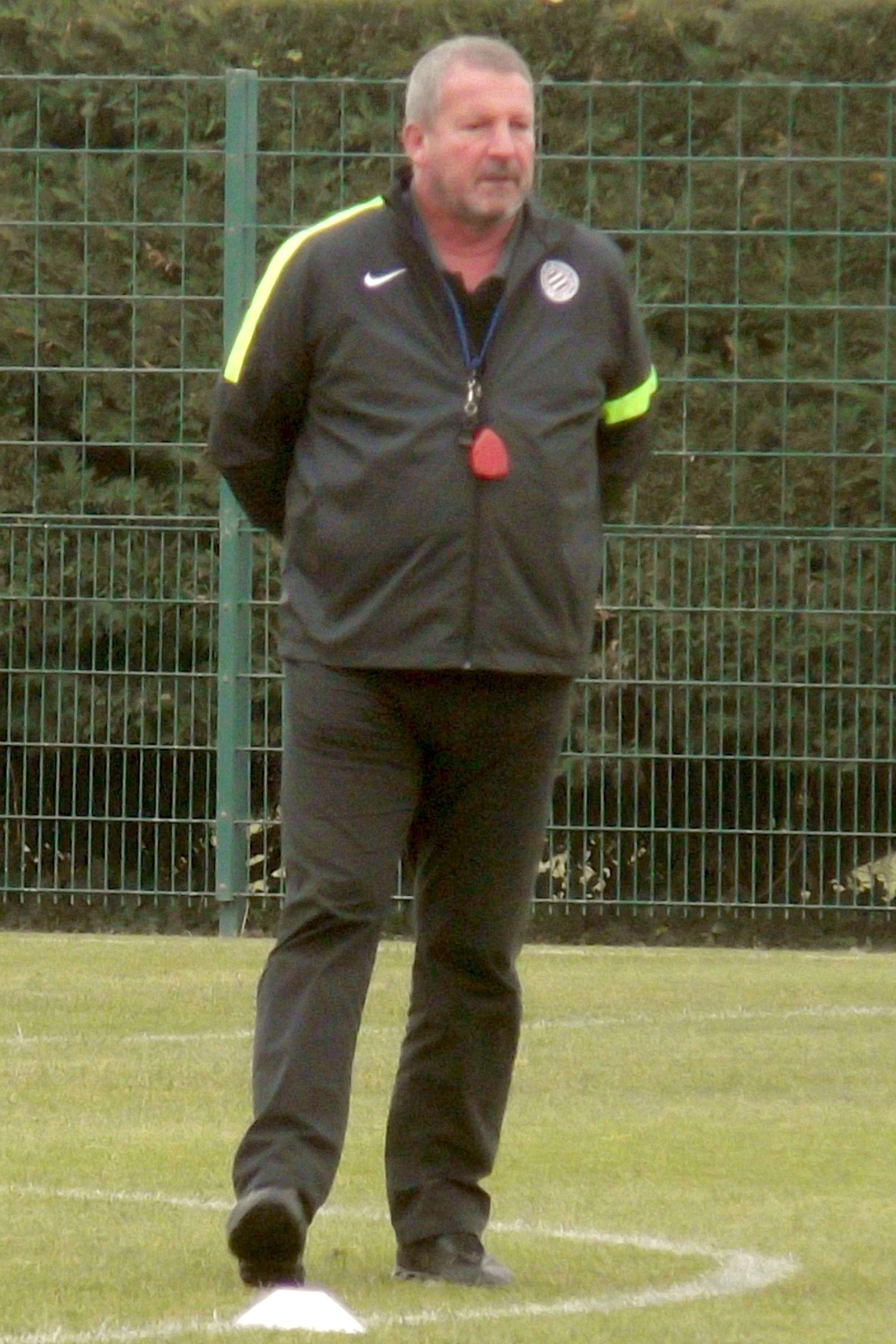
Pour son retour à Marseille comme entraîneur, Rolland Courbis permet à l'OM d'atteindre la finale de la Coupe UEFA et de terminer vice-champion de France lors de la saison 1998-1999.

En 1998-1999, l'Olympique de Marseille fête son centenaire et investit sur de nombreux joueurs de talents comme Robert Pirès, Peter Luccin ou encore Florian Maurice. Avec cette équipe, l'OM termine à la deuxième place du championnat à l'issue d'un sprint final contre le Bordeaux d'Élie Baup et atteint la finale de la Coupe UEFA qu'il perd contre le Parme AC de Lilian Thuram (3-0). En championnat, les hommes de Courbis réalisent l'exploit de battre Montpellier HSC (5-4) au stade Vélodrome après avoir été menés (4-0) à la mi-temps par les Héraultais.
Au mercato d'été 1999, sur le front des arrivées, l’OM de Courbis recrute Franck Dumas, Eduardo Berizzo, Jérôme Leroy, Stéphane Dalmat ou encore Ibrahima Bakayoko. Dans le sens des départs, Laurent Blanc rejoint l’Inter Milan tandis que Titi Camara est vendu à Liverpool FC. En Ligue des champions, l'Olympique de Marseille se défait du champion d'Europe en titre, Manchester United, grâce à un but de William Gallas au stade Vélodrome (1-0). Néanmoins, les Marseillais se font éliminer lors de la seconde phase de poules en terminant dernier d'un groupe dominé par les Italiens de la Lazio Rome, les Anglais de Chelsea FC et les Hollandais du Feyenoord Rotterdam. Courbis quitte le navire olympien en novembre 1999, victime d'un début de saison raté et est remplacé par Bernard Casoni. La seconde phase de poule de la Ligue des champions se conclut par une lourde défaite des hommes de Casoni face aux Italiens de la Lazio Rome (5-1) avec un quadruplé de l’attaquant italien Simone Inzaghi et un but de l’ancien Marseillais Alen Bokšić. Pour calmer la grogne des supporters, Éric Di Meco est nommé manager sportif en février 2000. Le club frôle la relégation en terminant à la quinzième place du championnat.
À l’été 2000, Di Meco fait venir le tacticien brésilien Abel Braga Au rayon des joueurs, le club marseillais se montre actif et enrôle notamment Marcelinho Paraíba, Bruno N'Gotty ou encore le Ballon d'Or 1995 George Weah. Dans le sens des départs, Pirès, Dalmat et Luccin quittent le club. Sur le terrain, le début de saison 2000-2001 se révèle être un échec sportif qui conduit au limogeage de Braga. Inquiet de voir apparaître des émeutes de supporters dans la ville, le maire Jean-Claude Gaudin exige de RLD un remaniement au niveau de la direction. Di Meco et Marchand quittent alors leurs fonctions en décembre 2000. Dans les tribunes, les supporters, mécontents, tiennent des propos virulents à l’encontre du clan Dreyfus. RLD tente alors un coup en nommant Bernard Tapie directeur sportif. L'équipe termine à nouveau à la 15e place du classement.
Durant le mercato d'été 2001, Vedran Runje, Frank Leboeuf, Daniel Van Buyten ou encore Pascal Nouma débarquent sur la Canebière. L'intersaison est marquée par une cinquantaine de mouvements de joueurs. En avril 2002, RLD choisit Christophe Bouchet comme président du directoire pour redresser le club. La saison 2001-2002 se traduit en effet par un nouvel échec sportif avec une neuvième place en championnat mais aussi financier. Tapie quitte le club marseillais.
Durant l'été 2002, Alain Perrin rallie un OM aux abois financièrement. Seules quatre recrues sont à dénombrer du côté de l'Olympique de Marseille : Johnny Ecker, Fabio Celestini, Pascal Johansen et le Russe Dmitri Sytchev. Yobo, Torrisi, André Luiz, Rivera, Maurice ou encore Nouma quittent le club. Perrin permet au club de se hisser à la troisième place du classement à l'issue de la saison 2002-2003. À l'été 2003, l'Olympique de Marseille enregistre les arrivées d'Habib Beye, Philippe Christanval, Mido ou encore Didier Drogba. Néanmoins, la seconde saison de Perrin se traduit par un total de treize défaites sur vingt-neuf matchs toutes compétitions confondues. L'OM fait alors appel à José Anigo après la démission de Perrin en janvier 2004. L'état-major marseillais décide de renforcer l'effectif marseillais en enrôlant Fabien Barthez et Laurent Batlles au mercato hivernal. Après de nombreuses hésitations, l'ancien journaliste à La Marseillaise puis agent de joueur, Pape Diouf, finit par accepter en mai 2004 le poste de directeur sportif que lui propose Christophe Bouchet. En championnat, le club termine à la septième place de la Ligue 1. Sur la scène européenne, les Marseillais terminent troisième de leur groupe de Ligue des champions derrière le Real Madrid et le FC Porto, futur vainqueur de la compétition. L'OM, reversé en Coupe UEFA, parvient en finale de la compétition après avoir éliminé l'Inter Milan, Liverpool FC et Newcastle United. Toutefois, l'Olympique de Marseille échoue une seconde fois en finale de la Coupe UEFA à Göteborg face aux Espagnols du FC Valence (2-0).
À l'intersaison, Drogba est vendu à Chelsea pour un montant estimé à 37 millions d'euros. Le board olympien enrôle Frédéric Déhu, Bixente Lizarazu, Eduardo Costa, Benoît Pedretti, Peguy Luyindula ou encore Habib Bamogo avec l'objectif d'accrocher le podium en fin de saison.

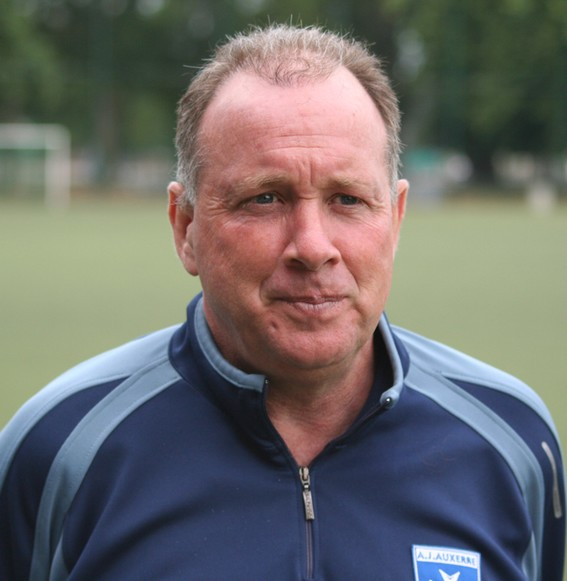
Pour son retour sur le banc marseillais, Jean Fernandez et ses joueurs remportent la Coupe Intertoto en 2005, le seul titre de l'ère RLD.

Les résultats ne sont pas au rendez-vous avec une septième place en championnat en novembre 2004 et une élimination en Coupe de la Ligue à domicile face au Paris Saint-Germain (2-3). Anigo démissionne de son poste d'entraîneur et est remplacé par Philippe Troussier dans un contexte d'hostilité d'une partie des supporters envers Bouchet à qui il est reproché d'avoir vendu Drogba. Quelques jours après la démission d'Anigo, Bouchet annonce son départ du club. Le 6 janvier 2005, le conseil de surveillance du club désigne Pape Diouf en qualité de président du directoire du club grâce à l'intervention de Louis Acariès, chargé par Robert Louis-Dreyfus de trouver un successeur à Christophe Bouchet à la tête de l'OM. Diouf devient ainsi le premier président africain de l'histoire du club marseillais.
Alors qu'il désire quitter l'OM, Pape Diouf voit ses prérogatives renforcées en devenant président de plein exercice le 2 juin 2005 après avoir été convaincu par l'actionnaire de rester au club. Dans le même temps, José Anigo devient le nouveau directeur sportif du club et choisit Jean Fernandez pour succéder à Troussier sur le banc marseillais. À la suite de cela, Franck Ribéry, Lorik Cana ou encore Mamadou Niang rejoignent La Canebière durant le mercato estival. Le 23 août 2005, le club olympien remporte la Coupe Intertoto 2005 en battant le club espagnol du Deportivo La Corogne (2-0 ; 5-1). Pour renforcer le secteur offensif, le club enregistre les arrivées de Mickaël Pagis et de Toifilou Maoulida durant la période de mercato d'hiver 2006. En mars 2006, à l'image de Marcel Leclerc en 1969, Pape Diouf décide d'envoyer l'équipe réserve marseillaise jouer le match de championnat face au Paris Saint-Germain en guise de protestation face aux décisions prises par la LFP et le club parisien. En effet, il estime que le quota de places réservées aux supporters marseillais n’est pas suffisant et que leur sécurité n'est pas assurée. Habitués aux joutes du championnat de CFA 2 (cinquième division), les jeunes marseillais encadrés de quatre joueurs professionnels parviennent à arracher un match nul (0-0) sur la pelouse du Parc des Princes face au Paris Saint-Germain de Pauleta. Sur la scène européenne, les joueurs de l'Olympique de Marseille sont éliminés en huitièmes de finale de la Coupe UEFA par le Zénith Saint-Pétersbourg (0-1 ; 1-1). Ils s'inclinent également en finale de la Coupe de France en 2006 face au Paris Saint-Germain (1-2) et terminent à la cinquième place en championnat.

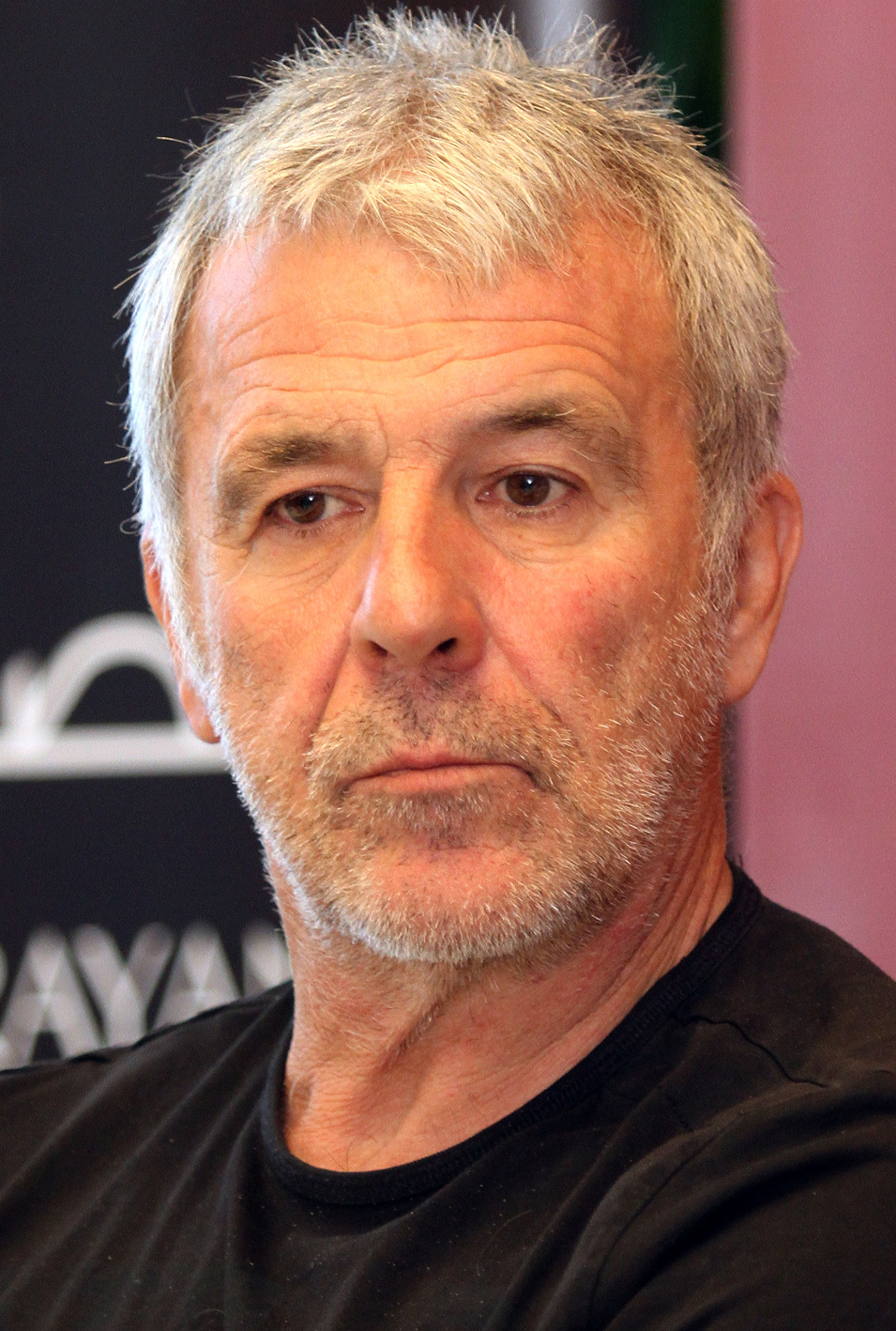
Arrivé au chevet d'un OM occupant la 18e place du classement, Eric Gerets redresse l'OM à la troisième place en 2007-2008 puis à la seconde en 2008-2009.

Pour la saison 2006-2007, Diouf choisit de promouvoir Albert Emon pour devenir l'entraîneur principal afin de succéder à Jean Fernandez qui démissionne en raison d'intimidations reçues de la part de l'entourage de Thomas Deruda,. Durant le mercato d'été 2006, l'OM de Pape Diouf se montre calme et n'enregistre que trois arrivées avec Ronald Zubar, Modeste M'Bami et le prêt de Djibril Cissé. L'Olympique de Marseille retrouve le haut du classement avec une place de vice-champion derrière l'Olympique lyonnais et dispute une nouvelle finale de Coupe de France qu'il perd contre Sochaux (2-2 puis 4 tirs au but à 5). En Europe, l'Olympique de Marseille s'arrête dès le premier tour de la Coupe UEFA en étant éliminé par les Tchèques du FK Mladá Boleslav (1-0 ; 2-4).
Durant l'été 2007, le vice-champion de France 2007 se montre actif lors du mercato avec les signatures de Steve Mandanda en prêt, Laurent Bonnart, Benoit Cheyrou, Karim Ziani ou encore Boudewijn Zenden. Au rayon des départs, Ribéry est vendu au Bayern Munich, Beye rejoint Newcastle United et Pagis signe au Stade rennais. Néanmoins, les Marseillais réalisent un début de saison 2007-2008 catastrophique qui conduit au limogeage d'Albert Emon et à l'arrivée du technicien Belge Eric Gerets. Les Phocéens renversent la tendance en alignant une longue série de succès et terminent troisième de Ligue 1. L'Olympique de Marseille est éliminé de la Coupe de France dès les huitièmes de finale par l'USJA Carquefou de Denis Renaud, évoluant en CFA2. En Coupe d'Europe, les hommes d'Eric Gerets sont éliminés comme en 2006 dès les huitièmes de finale de la Coupe UEFA par les Russes du Zénith Saint-Pétersbourg (3-1 ; 2-0).
Au cours de l'été 2008, l'Olympique de Marseille version Gerets lève l'option d'achat pour Steve Mandanda et recrute Vitorino Hilton, Hatem Ben Arfa ou encore Bakari Koné. Du côté des départs, Carrasso signe à Toulouse, Nasri est cédé à Arsenal tandis que Cissé est prêté à Sunderland. L'OM est à la lutte pour le titre de champion de France avec les Girondins de Bordeaux pendant toute la saison mais voit les Girondins de Laurent Blanc devenir champions au terme de la saison 2008-2009. Sur la scène européenne, les Olympiens échouent en quarts de finale de la Coupe UEFA contre le futur vainqueur de l'épreuve à savoir les Ukrainiens du FC Chakhtior Donetsk (2-0 ; 1-2).
En raison d'un désaccord avec Robert Louis-Dreyfus, le technicien belge Eric Gerets annonce son départ du club en fin de saison. Pape Diouf décide alors de confier le poste à l'ancien capitaine olympien Didier Deschamps, libre de tout contrat après avoir fait remonter en Serie A italienne la Juventus. Le 17 juin 2009, Pape Diouf quitte le club en raison de tensions avec le conseil de surveillance du club où siège notamment Vincent Labrune. Diouf s'en va en laissant près de 40 millions d'euros dans les caisses du club. Le 22 juin 2009, le club annonce la nomination de Jean-Claude Dassier en tant que président du directoire du club marseillais. En juillet 2009, l'actionnaire majoritaire Robert Louis-Dreyfus s'éteint et est remplacé par sa femme, Margarita Louis-Dreyfus.

### Retour des titres puis instabilité (2009-2016)

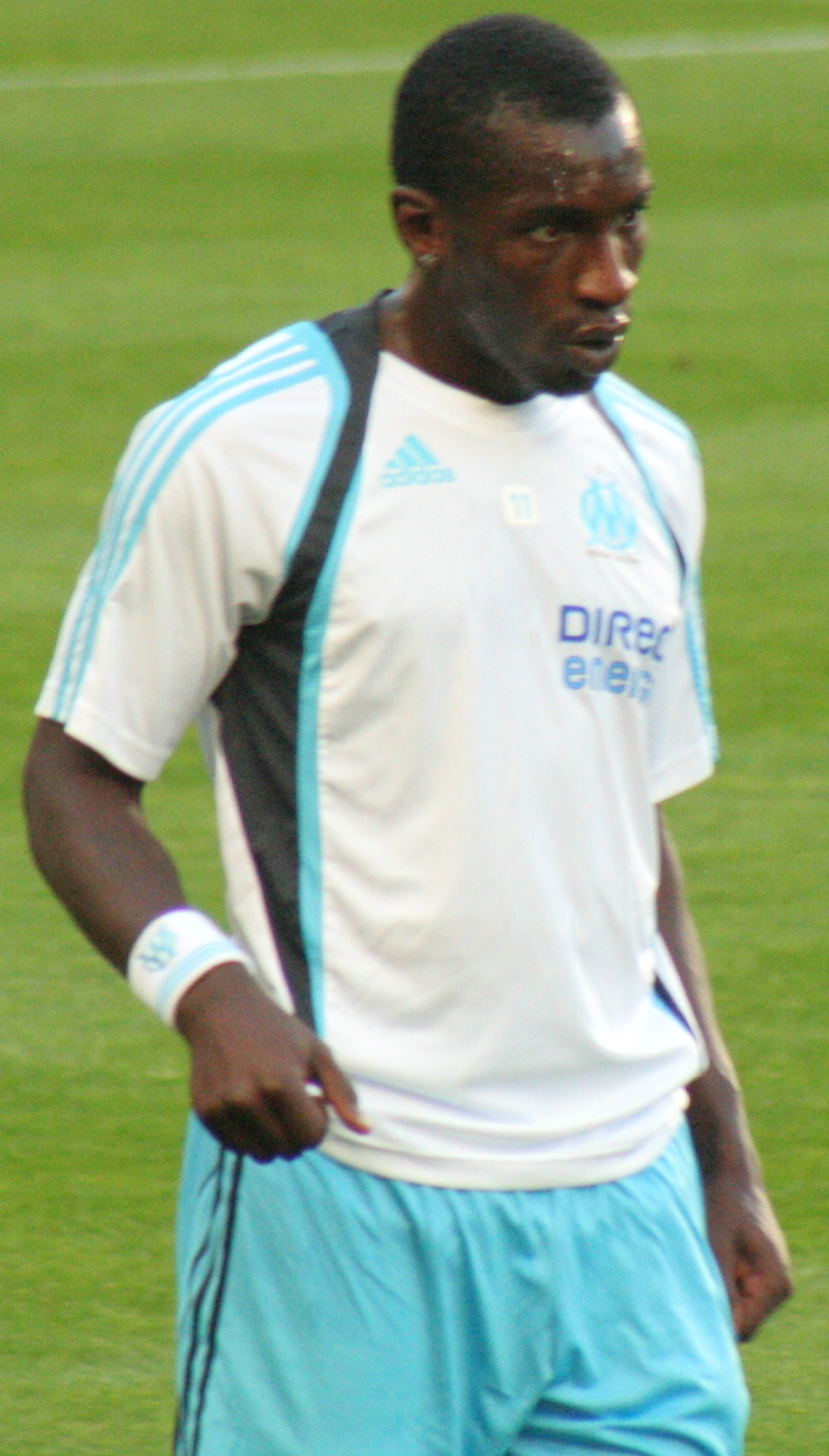
Mamadou Niang termine meilleur buteur de Ligue 1 en 2009-2010 et réalise le doublé Coupe de la Ligue - Championnat avec l'OM.

S'appuyant sur le travail réalisé par Gerets entre 2007 et 2009, l'OM de Didier Deschamps se renforce avec les signatures de Souleymane Diawara, Stéphane Mbia, Gabriel Heinze, Édouard Cissé ou encore Lucho González. Alors distancés d'une dizaine de points du leader bordelais à la trêve hivernale, les Phocéens enchaînent une série de huit victoires consécutives en championnat. Après une période de dix-sept ans sans titre majeur, l'OM met fin à cette série en remportant le 27 mars 2010 la Coupe de la Ligue au détriment des Girondins de Bordeaux en finale puis en étant sacré champion de France 2010.
Sur le plan européen, l'OM, reversé en Ligue Europa, s'arrête en huitièmes de finale en s'inclinant face au Benfica Lisbonne (1-1 ; 1-2).
Le 28 juillet 2010, l'Olympique de Marseille remporte le Trophée des champions face au Paris Saint-Germain aux tirs au but. L'OM de Deschamps saison 2 fait signer l'Espagnol César Azpilicueta, André-Pierre Gignac et Loïc Rémy pour compenser le départ de Niang à Fenerbahçe. L'OM continue sur sa lancée en conservant la Coupe de la Ligue lors de la saison 2010-2011 battant en finale le Montpellier HSC (1-0). En championnat, le club termine vice-champion de France derrière le LOSC Lille de Rudi Garcia. En Coupe d'Europe, le club phocéen finit second de sa poule de Ligue des champions derrière le Chelsea FC mais s'incline en huitièmes de finale contre Manchester United (0-0 ; 2-1).
En juillet 2011, l'Olympique de Marseille remporte pour la deuxième fois de suite le trophée des champions en s'imposant face au LOSC de Rudi Garcia. Au mercato estival, les dirigeants olympiens font signer Nicolas Nkoulou, Jérémy Morel, Alou Diarra et Morgan Amalfitano. Rongés par des dissensions internes, les Marseillais terminent la saison 2011-2012 à la dixième place du championnat de Ligue 1. Cette saison est également caractérisée par une piteuse élimination de l'Olympique de Marseille en Coupe de France en quarts de finale face à l'US Quevilly (3-2),[source insuffisante]. En ce qui concerne la Coupe d'Europe, après avoir éliminé les Italiens de l'Inter Milan, les Olympiens dirigés par Didier Deschamps parviennent néanmoins à atteindre pour la première fois en 21 ans les quarts de finale de la Ligue des champions en perdant face aux Allemands du Bayern Munich (0-2 ; 2-0). L'autre satisfaction de la saison est le troisième succès consécutif des Marseillais en Coupe de la Ligue après avoir battu l'Olympique lyonnais en finale (1-0) après prolongations.
À l'issue de cette saison, Deschamps quitte le club et est remplacé par Élie Baup. En 2012-2013, l'OM, porté par les internationaux français André-Pierre Gignac et Mathieu Valbuena, termine vice-champion de France derrière le PSG. Sur la scène européenne, les joueurs d'Élie Baup terminent troisième de leur groupe derrière les Turcs de Fenerbahçe SK et les Allemands du Borussia M'Gladbach.

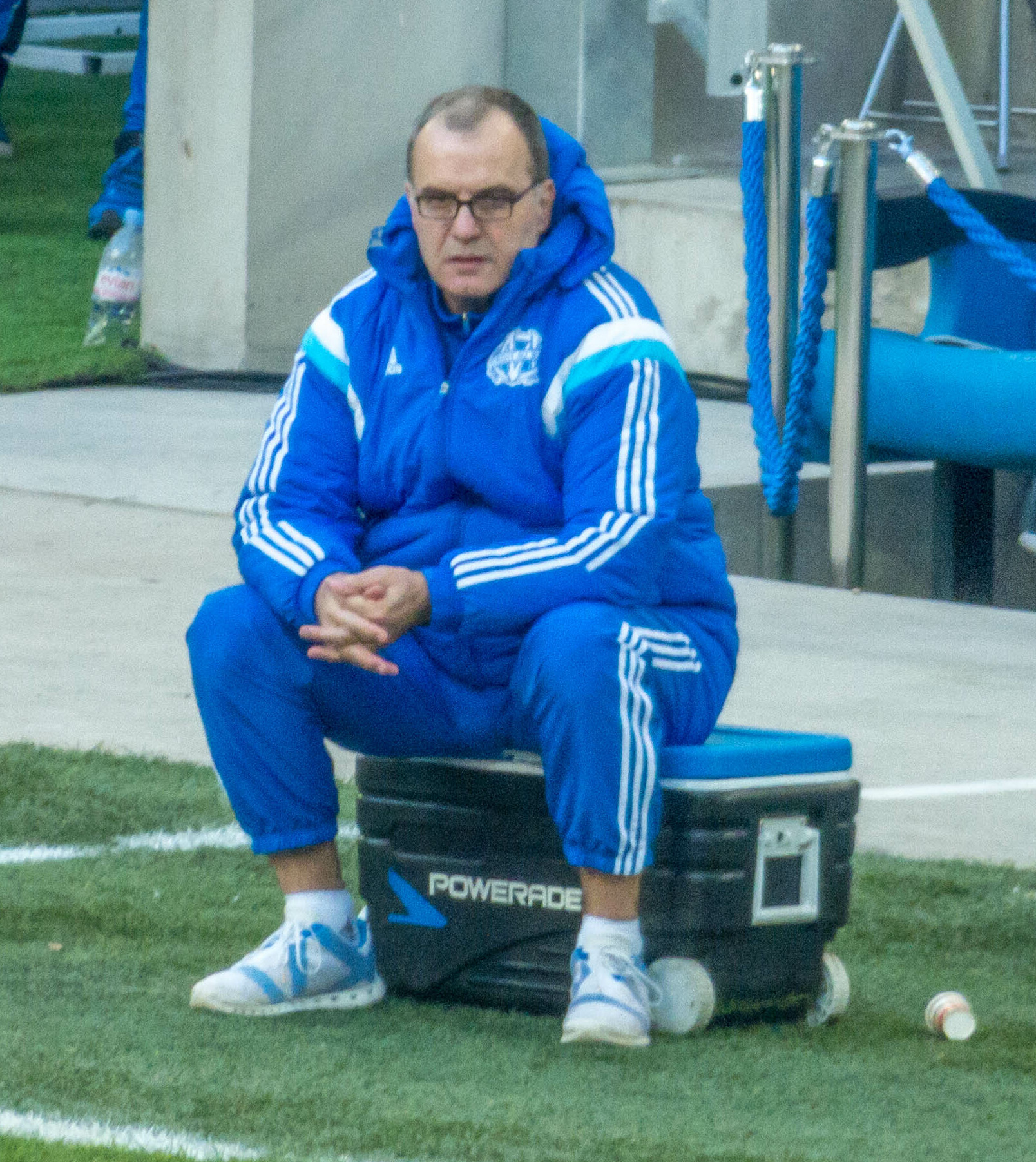
Champion d'automne en 2014, l'OM de Marcelo Bielsa échoue à la 4e place du classement lors de la saison 2014-2015.

Après avoir terminé second du championnat, l'Olympique de Marseille se montre actif lors du mercato estival 2013. Labrune évoque un « Projet Dortmund » et fait venir de jeunes joueurs français à fort potentiel : Benjamin Mendy, Giannelli Imbula, Mario Lemina, Dimitri Payet ou encore Florian Thauvin posent ainsi leurs valises sur la Canebière. En Ligue des champions, la formation olympienne termine quatrième de son groupe derrière les Allemands du Borussia Dortmund, les Anglais d'Arsenal FC et les Italiens du SSC Naples avec un bilan de zéro point, une première pour un club français. Face à ces résultats décevants sur la scène européenne, Vincent Labrune décide d'évincer Élie Baup et de le remplacer par José Anigo. Le club termine cette saison à la sixième place du championnat puis à la quatrième place la saison suivante sous la houlette de Marcelo Bielsa après avoir été sacré champion d'automne 2014. En Coupe de France, les hommes de Bielsa s'inclinent aux tirs au but (3-3, 5-4 t.a.b.) face au Grenoble Foot 38, pensionnaire de CFA.
Durant le mercato estival 2015, l'OM mise sur de jeunes éléments à l'image de Bouna Sarr, Karim Rekik ou encore Lucas Ocampos. De plus, Labrune tente les paris Lassana Diarra et Abou Diaby, libres de tout contrat. À la suite de la démission du technicien argentin après la première journée de championnat, c'est l'Espagnol Míchel qui arrive sur La Canebière. Après les nombreux incidents qui entourent le choc face à Lyon au Vélodrome, les dirigeants du club en concertation avec les pouvoirs publics et les instances du football décident d'arrêter la gestion de la commercialisation des abonnements en virages par les groupes de supporters marseillais, système unique en Europe initié à partir de 1990 sous l'ère Tapie. L'Espagnol est démis de ses fonctions en avril 2016 en raison des mauvais résultats de l'équipe en championnat. Dans ce contexte difficile, la propriétaire Margarita Louis-Dreyfus annonce officiellement avoir mis en vente le club marseillais. Pour remplacer Míchel, le board olympien fait appel à Franck Passi pour prendre les rênes de l'équipe. Il réussit à hisser l'OM jusqu'en finale de Coupe de France contre le Paris Saint-Germain où les Phocéens s'inclinent (4-2). En championnat, l'OM termine à la treizième place. En Coupe d'Europe, les joueurs de l'Olympique de Marseille sont éliminés de la compétition dès les seizièmes de finale par les Espagnols de l'Athletic Bilbao (0-1 ; 1-1). Durant l'intersaison qui suit, Labrune cède sa place de président à Giovanni Ciccolunghi tandis que le Belge Gunter Jacob est nommé directeur sportif du club. Sur le front des transferts, le staff marseillais doit composer avec des moyens très réduits. Pour pallier les nombreux retours de prêts et aux départs de Nkoudou, Batshuayi et Mendy, l'OM recrute libre Henri Bedimo, Hiroki Sakai et Rod Fanni et se fait prêter William Vainqueur et l'attaquant français Bafétimbi Gomis.

### Nouvelles ambitions avec McCourt (depuis 2016)
Après plusieurs semaines de négociations, le club officialise le rachat de l’OM par l’homme d’affaires américain Frank McCourt le 17 octobre 2016. Le magnat américain, originaire de Boston, débourse près de 45 millions d'euros pour devenir le nouvel actionnaire majoritaire du club. Ce nouvel élan se poursuit avec la nomination de Jacques-Henri Eyraud à la présidence du directoire du club. Le 20 octobre 2016, Rudi Garcia devient l'entraîneur du club en lieu et place de Franck Passi. Le 27 octobre 2016, l'acte II de l'« OM Champions Project » se traduit par l'arrivée de l'Espagnol Andoni Zubizarreta au poste de directeur sportif. Après le mercato hivernal, où notamment l'international français Dimitri Payet est recruté, les hommes de Rudi Garcia finissent à la cinquième position juste derrière l'Olympique lyonnais.
 
Durant l'intersaison 2017, les nouveaux dirigeants de l'OM font signer des joueurs d'expérience à l'image des internationaux français Steve Mandanda — de retour au sein du club — et Adil Rami ou encore de l'international brésilien Luiz Gustavo. Sur la scène européenne, les Olympiens s'inclinent en finale contre l'Atlético de Madrid (0-3) après avoir éliminé successivement les Portugais du SC Braga, les Espagnols de l'Athletic Bilbao, les Allemands du RB Leipzig, puis les Autrichiens du RB Salzbourg en phase finale de la Ligue Europa. Cette première saison complète sous l'ère McCourt se solde sur une quatrième place au classement de la Ligue 1 avec 77 points.
Finaliste de la Ligue Europa la saison précédente, l'aventure marseillaise s'achève la saison suivante dès la phase de poules en occupant la dernière place d'un groupe dominé par l'Eintracht Francfort, la Lazio Rome et l'Apollon Limassol. De plus, les Marseillais s'inclinent dès les 32e de finale de la Coupe de France face à Andrézieux-Bouthéon (2-0), pensionnaire de National 2. Les hommes de Garcia terminent à la cinquième place du championnat au terme de la saison 2018-2019 après avoir enregistré un total de dix-neuf défaites toutes compétitions confondues. Garcia décide de quitter ses fonctions et est remplacé par le technicien portugais André Villas-Boas le 28 mai 2019. Face à un déficit d'exploitation atteignant près de 91 millions d'euros, l'intersaison 2019 est l'occasion pour le club marseillais de faire partir les plus gros salaires à l'image de Rolando, Balotelli, Abdennour, Rami, Hubocan ou encore Luiz Gustavo. Dans le sens des arrivées, les dirigeants marseillais font venir Álvaro, Valentin Rongier et l'attaquant argentin Darío Benedetto, souhaité par Villas-Boas.
En 2019-2020, avec l'arrêt définitif du championnat après 28 journées en raison de la pandémie de coronavirus dans le monde, les hommes de Villas-Boas terminent à la deuxième place du classement leur permettant de se qualifier directement pour la Ligue des champions, une première depuis 2013. Durant l'intersaison suivante, Zubizarreta quitte son poste de directeur sportif et est remplacé par son compatriote espagnol Pablo Longoria,.
La saison 2020-2021 de Ligue des champions voit le club olympien, de retour dans cette compétition après sept saisons d'absence et placé dans le groupe C avec le FC Porto, Manchester City et l'Olympiakos, être prématurément éliminé au bout de quatre journées avec autant de revers et aucun but inscrit. Le 2 février 2021, Villas-Boas annonce vouloir quitter le club en raison de désaccords sur le mercato hivernal du club. Après ses déclarations, l'Olympique de Marseille décide de le mettre à pied à titre conservatoire. C'est le directeur du centre de formation, le Marocain Nasser Larguet, qui assure l'intérim. Le 26 février 2021, dans un contexte de tensions avec les supporters depuis plusieurs semaines, McCourt écarte Eyraud du poste de président du directoire et nomme à sa place Pablo Longoria, avec pour responsabilité la gestion des secteurs économiques et sportifs du club. Longoria arrive dans un contexte difficile, après l'envahissement du centre d'entraînement Robert Louis-Dreyfus par une centaine de supporters exaspérés par les mauvais résultats de l'équipe et par la communication d'Eyraud. Il choisit le technicien argentin Jorge Sampaoli pour succéder à Nasser Larguet. Le dernier match de l'intérim de Larguet se solde par une élimination en 16e de finale de la Coupe de France par Canet Roussillon FC (2-1), pensionnaire de National 2. L'OM de Sampaoli clôt la saison 2020-2021 à la cinquième place du classement de Ligue 1.

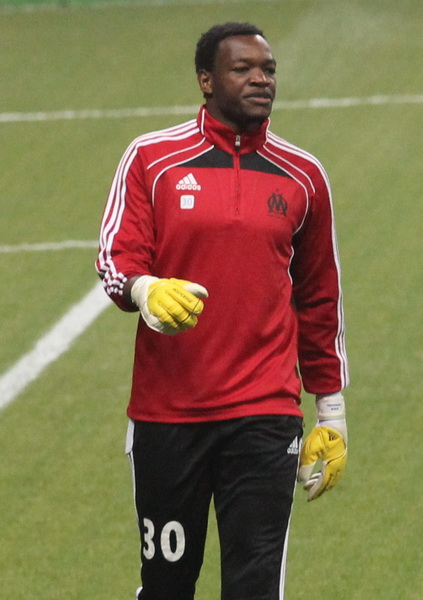
Revenu à l'OM en 2017, Steve Mandanda est le joueur le plus capé de l'histoire du club (613 matchs).

À l'aube de la saison 2021-2022, l'effectif olympien est profondément remanié par Longoria avec une vingtaine de départs et une dizaine d'arrivées à l'image de Pau López, William Saliba, Mattéo Guendouzi, Gerson ou encore Cengiz Ünder. 44 ans après la dernière victoire des Olympiens en terres girondines, les hommes de Sampaoli brisent la série de non-victoires en battant leur adversaire sur le score de (1-0). Les joueurs de Sampaoli sont éliminés en quart de finale de la Coupe de France après avoir perdu à Nice (4-1). L'OM termine troisième de la phase de poules de la Ligue Europa derrière les Turcs de Galatasaray et les Italiens de la Lazio Rome. Reversés en Ligue Europa Conférence, les Marseillais éliminent tour à tour les Azéris du Qarabağ FK, les Suisses du FC Bâle et les Grecs du PAOK Salonique avant de s'incliner face aux Hollandais du Feyenoord Rotterdam en demi-finale (3-2 ; 0-0). Néanmoins, les Olympiens terminent second du championnat.
Le 1er juillet 2022, Sampaoli décide contre toute attente de quitter le club. Pablo Longoria choisit le technicien croate Igor Tudor pour le remplacer. Durant l'intersaison 2022, l'Olympique de Marseille enregistre les départs de Mandanda, Kamara, Saliba, Ćaleta-Car ou encore de Milik. Dans le sens des arrivées, le board olympien obtient notamment les signatures de Chancel Mbemba, Eric Bailly, Jonathan Clauss, Nuno Tavares, Jordan Veretout, Amine Harit ou encore de l'international chilien Alexis Sánchez. Par ailleurs, l'organigramme du club marseillais évolue également avec la nomination de Javier Ribalta en tant que directeur du football et de David Friio en tant que directeur sportif. La campagne européenne du club marseillais s'arrête dès la phase de poule de la Ligue des champions où les Olympiens terminent quatrième de leur groupe derrière les Anglais de Tottenham Hotspur, les Allemands de l'Eintracht Francfort et les Portugais du Sporting Portugal. Au mercato hivernal 2023, le club marseillais enrôle les internationaux Ruslan Malinovskyi, Azzedine Ounahi ainsi que le Portugais Vítinha afin de compenser les départs de Gerson et Dieng ainsi que l'indisponibilité prolongée d'Harit. En Coupe de France, les hommes de Tudor s'inclinent à domicile en quarts de finale face au FC Annecy (2-2, 6 t.a.b 7). Les hommes de Tudor terminent le championnat à la troisième place. Le 1er juin 2023, Tudor annonce son départ du club pour « raisons privées et professionnelles ». Le 23 juin 2023, il est remplacé par l'entraîneur espagnol Marcelino.
À l'intersaison, l'entité marseillaise enregistre les signatures de Renan Lodi, Geoffrey Kondogbia, Ismaïla Sarr, Iliman Ndiaye ou encore de Pierre-Emerick Aubameyang. Dans le sens des départs, Bailly, Tavares, Ünder, Sanchez et Payet quittent le club. Le 20 septembre 2023, Marcelino démissionne à la suite d'une réunion houleuse entre les groupes de supporters et la direction du club. Pour assurer l'intérim, le club fait appel à Jacques Abardonado. Le 27 septembre 2023, le champion du monde italien Gennaro Gattuso est nommé entraîneur de l'équipe première et succède à Abardonado. Pour remplacer Ribalta et Friio, le club fait appel à un ancien Minot, en la personne de Medhi Benatia qui devient conseiller sportif du club. Au mercato d'hiver 2024, l'Olympique de Marseille enregistre de nouveaux mouvements : Ulisses Garcia, Faris Moumbagna ou encore Quentin Merlin font notamment leur arrivée tandis que Renan Lodi quitte le club olympien. Le 20 février 2024, l'Olympique de Marseille annonce le départ de Gattuso et la prise de fonction de Jean-Louis Gasset pour une mission de 100 jours. Sur la scène européenne, les Olympiens terminent deuxièmes de la phase de poule de Ligue Europa derrière les Anglais de Brighton & Hove Albion. Ils éliminent par la suite les Ukrainiens du Chakhtior Donetsk, les Espagnols de Villarreal CF puis les Portugais du Benfica Lisbonne avant de s'incliner en demi-finale contre les Italiens de l'Atalanta Bergame. Les hommes de Gasset terminent à la huitième place du classement de Ligue 1. 45 ans après leur premier sacre en Coupe Gambardella, les jeunes Olympiens, menés par Christian Bracconi, remportent une seconde fois la Coupe Gambardella après leur victoire en finale face à l'AS Nancy-Lorraine (4-1). Face aux rumeurs persistantes de vente du club marseillais, McCourt réaffirme son intention de rester et rappelle : « J'ai investi plus que 600 millions de dollars dans le club. Je pense que c'est une vraie preuve de mon engagement. ».
Pour l'exercice 2024-2025, le club dévoile la signature du technicien italien Roberto De Zerbi en tant qu'entraîneur principal. Concernant l'effectif olympien, Gerónimo Rulli, Lilian Brassier, Pierre-Emile Højbjerg, Adrien Rabiot, Mason Greenwood, Jonathan Rowe, Neal Maupay ou encore Elye Wahi font leur arrivée,,,. À l'inverse, Pau Lopez, Gigot, Clauss, Veretout, Sarr, Ndiaye et Aubameyang quittent le club,. Arrivé en novembre 2023 au poste de conseiller sportif, Medhi Benatia est promu directeur sportif du club marseillais au mois de janvier 2025. Au mercato hivernal, l'Olympique de Marseille se sépare notamment de Brassier et Wahi et enrôle Luiz Felipe, Amar Dedić, Ismaël Bennacer ainsi qu'Amine Gouiri. En Coupe de France, les Marseillais sont éliminés dès les seizièmes de finale par le LOSC Lille (1-1, 3-4 t.a.b). En championnat, l'Olympique de Marseille décroche sa qualification directe pour la Ligue des Champions 2025-2026 après une victoire (1-3) acquise face au Havre et une seconde place au classement de Ligue 1.
Pour la saison 2025-2026, Facundo Medina, CJ Egan-Riley, Angel Gomes, Igor Paixão, Pierre-Emerick Aubameyang rejoignent les rangs de l'Olympique de Marseille. Dans le sens des départs, Mbemba, Luiz Felipe, Merlin, Rongier ou encore Luis Henrique quittent notamment le club marseillais.

## Identité du club

### Logos
René Dufaure de Montmirail s'inspire de son sceau personnel sous forme de monogramme, un D et un M entrelacés, pour créer le premier blason du club. La devise « Droit au but » est placée en travers du logo. Celui-ci évolue ensuite en une version Art déco de 1935 à 1972, puis une version plus rétro à partir de 1972. En 1986, la devise réapparaît sur le blason. Une étoile symbolisant la victoire en Ligue des champions surmonte ensuite le logo. En 1999 est introduite une nouvelle couleur dorée, qui sera aussi celle du troisième maillot olympien arboré en Coupe UEFA. Le 17 février 2004, un nouveau logo imaginé par l'agence marseillaise Encore Nous est dévoilé au grand public. Ce logo se veut plus moderne, les lettres n'étant plus entrelacées mais fondues dans une même couleur bleu pantone et la devise étant inscrite non plus sur un cartouche barrant les lettres O et M mais en dessous et en lettres dorées. Il faut également préciser que l'Olympique de Marseille utilise parfois sur ses jeux de maillots des reprises de ses anciens logos (maillots domicile 2009-2010 et 2014-2015, maillot extérieur 2012-2013 et maillot third 2017-2018).
|                          |                          |                          |                          |                          |                                            |                                     |                            |                                            |
| Logo du club (1900-1935) | Logo du club (1935-1972) | Logo du club (1972-1981) | Logo du club (1981-1993) | Logo du club (1993-1996) | Logo du club 100e anniversaire (1998-1999) | Logo du club (1996-1998/ 1999-2004) | Logo du club (depuis 2004) | Logo du club 125e anniversaire (2024-2025) |

### Couleurs
Le club phocéen arbore un maillot blanc à domicile depuis 1900. D'une manière générale, l'OM évolue jusqu'en 1986 avec un haut blanc, un short blanc et des bas bleus puis à partir de la saison 1986-1987, les trois composantes de la tenue sont blanches, et ce jusqu'en 2018-2019 avec le changement d'équipementier pour Puma et le retour des chaussettes bleues dans la tenue domicile. La couleur originelle du col du maillot est le blanc, hormis en 1936-1937 où il est bleu. Ce phénomène ne se reproduit qu'en 1968-1969 et dès lors, le col du maillot n'est plus obligatoirement blanc à travers les saisons. Il a pu être ponctuellement tricolore en 1971-1972 à la suite du titre de champion de France ou orange lors de la saison 2012-2013.

### Équipementiers et sponsors
| Période   | Equipementier  | Sponsor          |
| --------- | -------------- | ---------------- |
| 1969-1971 | Le Coq sportif | aucun            |
| 1971-1972 | Le Coq sportif | BUT !            |
| 1972-1973 | Le Coq sportif | Le Toro          |
| 1973-1974 | Le Coq sportif | Michel Axel      |
| 1974-1976 | Adidas         | Michel Axel      |
| 1976-1977 | Adidas         | Centre Barneoud  |
| 1977-1980 | Adidas         | Mas d'Auge       |
| 1980-1981 | Adidas         | Zoo de Marseille |
| 1981-1982 | Adidas         | Faure            |
| 1982-1983 | Adidas         | Euromarché       |
| 1983-1986 | Adidas         | RMC              |
| 1986-1988 | Adidas         | Maison Bouygues  |
| 1988-1989 | Adidas         | Alain Afflelou   |
| 1989-1992 | Adidas         | Panasonic        |
| 1992-1994 | Adidas         | Eurest           |
| 1994-1995 | Reebok         | Eurest           |
| 1995-1996 | Mizuno         | Speedy           |
| 1996-1997 | Adidas         | Parmalat         |
| 1997-2001 | Adidas         | Ericsson         |
| 2001-2003 | Adidas         | Khalifa Airways  |
| 2003-2008 | Adidas         | Neuf Telecom     |
| 2008-2010 | Adidas         | Direct Énergie   |
| 2010-2012 | Adidas         | Betclic          |
| 2012-2017 | Adidas         | Intersport       |
| 2017-2018 | Adidas         | Orange           |
| 2018-2019 | Puma           | Orange           |
| 2019-2022 | Puma           | Uber Eats        |
| 2022-2023 | Puma           | Cazoo            |
| 2023-     | Puma           | CMA CGM          |

C’est en 1969 que le premier équipementier de l’OM fait son apparition pour la première fois sur les maillots portés par les joueurs marseillais. Il s’agit de l’équipementier français Le Coq sportif. Il demeurera l’équipementier officiel du club jusqu’en 1974, année durant laquelle l’allemand Adidas signe avec l’OM. Ce dernier fournit le club de 1974 jusqu'en 2018,, avec cependant une interruption de 1994 à 1996, à la suite de l'affaire VA-OM. Reebok (de 1994 à 1995) puis le japonais Mizuno fournissent les équipements des Marseillais durant cette période. À compter du 1er juillet 2018, la marque allemande Puma sera pour une durée de cinq ans le nouvel équipementier du club pour un montant annuel de près de 15 millions d’euros par an, hors primes de résultats. En décembre 2021, Puma et l'OM annoncent prolonger leur collaboration entamée en 2018. Le nouveau contrat prévoit un engagement de l'équipementier jusqu'en 2028.
En ce qui concerne le sponsor maillot, aucun sponsor maillot n’était inscrit sur le maillot des joueurs de l’Olympique de Marseille jusqu’en 1971. À partir de cette année-là, l’OM devient le premier club français à arborer une publicité sur le maillot en compagnie du Nîmes Olympique. C’est But !, un journal sportif appartenant à Marcel Leclerc alors président du club, qui devient le premier sponsor maillot en 1971-1972. La saison suivante, le club provençal arbore le sponsor maillot Le Toro. De 1973 jusqu’en 1976, c’est Michel Axel qui est chargé de fournir le club marseillais suivi de Centre Barneoud. De 1977 à 1980, c’est Mas d’Auge qui apparaît sur le devant de la tunique marseillaise. En 1980-1981, c’est Zoo de Marseille qui devient le sponsor maillot pour une saison tout comme Faure et Euromarché. De 1983 à 1986 c’est la radio RMC qui est présente sur les maillots de l'OM. Maison Bouygues sera durant deux saisons le sponsor maillot. Ensuite, de 1988 à 1989 c'est Alain Afflelou. Panasonic est présent sur les maillots des olympiens durant la période de gloire de l'OM entre 1989 et 1992. De 1992 à 1995, les maillots de l'OM sont sponsorisés par Eurest. Par la suite, Speedy devient sponsor maillot durant une saison.

Armoiries de Marseille.

Avec l’arrivée du nouveau propriétaire Robert Louis-Dreyfus en 1997, c’est l’entreprise Ericsson qui devient sponsor maillot principal de 1997 à 2001 avant de céder sa place à Khalifa Airways, autre entreprise dans le giron du groupe Louis-Dreyfus. De 2003 à 2008, le groupe de téléphonie Neuf est sponsor maillot de l'OM. Entre 2008 et 2010, c'est Direct Énergie qui sponsorise l'OM en étant sponsor maillot avant d'être remplacé par Betclic entre 2010 et 2012. De 2012 à 2017, c'est la marque Intersport qui est présente en tant que sponsor maillot sur les maillots marseillais. Ensuite, Orange devient le sponsor maillot du club pour deux saisons. Le 1er juillet 2019, le club annonce un nouveau sponsor maillot avec Uber Eats pour une durée de trois saisons. Face au retrait de Cazoo au terme de la saison 2022-2023, l'Olympique de Marseille annonce le 10 novembre 2022 l'arrivée de CMA CGM, leader mondial dans le transport maritime et dont le siège est à Marseille, en tant que partenaire principal du club à partir de juillet 2023.
D'une manière générale, le marketing respecte les couleurs et motifs historiques des maillots domicile et extérieur des clubs de football mais il provoque plus de controverses sur le maillot third. La plus grande polémique est l'utilisation de maillots Europe de couleur orange, sable ou noir sur la période 2007-2013. Ces maillots étant la tenue prioritaire dans les compétitions européennes, l'OM n'y affiche plus ses couleurs blanches traditionnelles qu'en cas de conflits de couleur. En décembre 2012, Labrune annonce que le club jouera désormais ses matchs à domicile en blanc, en championnat comme en coupe d'Europe.
Lors des joutes européennes, le sponsor affiché a pu être différent de celui en championnat. Le premier à apparaître est Europe 1 en 1987-1988 puis ont suivi : France Loto (1989-1990), Maison Bouygues (1992-1993), le conseil général des Bouches-du-Rhône (1994-1995), Indesit (2003-2004) ou encore Internity (2006-2007). Panasonic et Maison Bouygues sont visibles durant les campagnes 1990-1991 et 1992-1993 mais que les finales 1991 et 1993 se jouent avec des maillots vierges.

## Palmarès et records

### Palmarès
Le tableau suivant récapitule les performances de l'Olympique de Marseille dans les diverses compétitions françaises et européennes.
| Compétitions internationales | Championnats nationaux | Coupes nationales |
| --- | --- | --- |
| - Ligue des champions (1) - Vainqueur en 1993. - Finaliste en 1991. - Coupe UEFA / Ligue Europa - Finaliste en 1999, 2004 et 2018. - Coupe Intertoto (1) - Vainqueur en 2005. - Coupe d'Europe des vainqueurs de coupe - Meilleure performance : demi-finaliste en 1988 - Ligue Europa Conférence - Meilleure performance : demi-finaliste en 2022 | - Championnat de France de Ligue 1 (9) - Champion en 1937, 1948, 1971, 1972, 1989, 1990, 1991, 1992 et 2010. - Vice-champion en 1938, 1939, 1970, 1975, 1987, 1994, 1999, 2007, 2009, 2011, 2013, 2020, 2022 et 2025. - Championnat de France de Division 2 (1) - Champion en 1995. - Vice-champion en 1966, 1984 et 1996.                                                                       | - Coupe de France (10) - Vainqueur en 1924, 1926, 1927, 1935, 1938, 1943, 1969, 1972, 1976 et 1989. - Finaliste en 1934, 1940, 1954, 1986, 1987, 1991, 2006, 2007 et 2016. - Trophée des champions (3) - Vainqueur en 1971, 2010 et 2011. - Finaliste en 1969, 1972 et 2020. |
| Compétitions nationales disparues | Compétitions régionales | Tournois saisonniers |
| - Championnat de France USFSA - Finaliste en 1919. - Championnat de France FFF (1) - Champion en 1929. - Championnat de France Zone Libre (1) - Champion en 1941. - Coupe Charles Drago (1) - Vainqueur en 1957. - Coupe de la Ligue (3) - Vainqueur en 2010, 2011 et 2012.                                                                        | - Championnat de DH Sud-Est (4) - Champion en 1927, 1929, 1930 et 1931. - Vice-champion en 1921, 1922, 1924 et 1925. - Championnat du Littoral (10) - Champion en 1900, 1901, 1902, 1903, 1904, 1905, 1906, 1907, 1908 et 1919. - Vice-champion en 1909, 1910, 1911, 1912, 1913 et 1914. - Coupe de Provence (4) - Vainqueur en 1924, 1930, 1931 et 1932. - Finaliste en 1925, 1927, 1928, 1929. | - Coupe Méranville de Sainte-Claire en 1906. - Tournoi du Syndicat des Journalistes Algériens en 1935. - Tournoi de la Défense nationale en 1939. - Trophée Drago en 1966. - Tournoi d'Auxerre en 1988. - Tournoi de Marseille en 1990. - Tournoi de Paris en 1991. - Coupe de la Méditerranée en 1995. - Coupe des rois de Genève en 2000. - Défi celte TV Breizh en 2001. - Tournoi Ibn Battouta en 2004. - Trophée de la ville de Barcelone en 2005. - Challenge Michel Moretti en 2008. - Trophée Robert Louis-Dreyfus en 2010 et 2015. - Trophée Costa Brava en 2016. - EA Ligue 1 Games en 2019. |
| Autres distinctions | | |
| - UEFA Grassroots Award (1) - Lauréat en 2023. | | |

### Championnats disputés
L’OM démarre officiellement la compétition en disputant le championnat du Littoral de 1900 à 1914 puis, en raison de la Première Guerre mondiale, un tournoi marseillais de 1914 à 1917. Entre 1917 et 1919, l’équipe première prend part à nouveau au championnat du Littoral. En terminant premier du championnat local, l’OM joue la Coupe de l’Union au niveau national mais s’incline contre Le Havre en finale (4-1). L’Olympique de Marseille se retrouve dans le championnat de Provence de 1919 à 1921. La première place obtenue lors de la saison en 1920-1921 en battant en finale les Sports Athlétiques Provençaux (4-0) assure au club de participer au championnat de la Ligue du Sud-Est où il termine troisième. Le onze marseillais évolue par la suite en championnat de Division d’Honneur de 1921 à 1926. Enfin, l’OM dispute au niveau régional le championnat du Sud-Est entre 1926 et 1932. Les premières places obtenues en 1927 et en 1929 permettent au club d’être qualifié pour le championnat de France qu’il remportera en 1929.
Depuis l'avènement du professionnalisme en 1932, l'équipe première de l'Olympique de Marseille évolue durant la majeure partie de son histoire en première division du championnat de France à l'exception de quatre périodes passées en seconde division (1959-1962, 1963-1966, 1980-1984 et 1994-1996).

### Bilan sportif
À l'issue de la saison 2024-2025, l'Olympique de Marseille totalise 74 participations au championnat de France de première division et 12 participations au championnat de deuxième division nationale. Marseille est le club comptant le plus de participations en première division, devant le FC Sochaux. L'OM a été le premier club à atteindre les 1 000 buts (1953-1954) ou les 1 000 victoires (2013-2014).
| Championnat          | Saisons | Titres | J    | G    | N   | P   | Bp   | Bc   | Diff. |
| -------------------- | ------- | ------ | ---- | ---- | --- | --- | ---- | ---- | ----- |
| Division 1 / Ligue 1 | 75      | 9      | 2684 | 1206 | 679 | 799 | 4336 | 3430 | +906  |
| Division 2 / Ligue 2 | 12      | 1      | 432  | 206  | 114 | 112 | 665  | 450  | +215  |

| Compétition                                                   | Saisons | J   | G   | N  | P  | Bp  | Bc  | Meilleure performance                    |
| ------------------------------------------------------------- | ------- | --- | --- | -- | -- | --- | --- | ---------------------------------------- |
| Coupe des clubs champions / Ligue des champions               | 17      | 116 | 47  | 19 | 50 | 165 | 141 | Vainqueur (1993)                         |
| Coupe UEFA / Ligue Europa                                     | 16      | 121 | 49  | 35 | 37 | 175 | 144 | Finaliste (1999, 2004 et 2018)           |
| Ligue Europa Conférence                                       | 1       | 8   | 6   | 1  | 1  | 15  | 7   | Demi-finaliste (2022)                    |
| Coupe d'Europe des vainqueurs de coupe (compétition disparue) | 3       | 14  | 8   | 2  | 4  | 19  | 13  | Demi-finaliste (1988)                    |
| Coupe Intertoto (compétition disparue)                        | 2       | 8   | 4   | 3  | 1  | 16  | 9   | Vainqueur (2005)                         |
| Total compétitions UEFA                                       | 33      | 245 | 105 | 56 | 84 | 353 | 282 | -                                        |
| Coupe des villes de foires (compétition disparue)             | 3       | 6   | 3   | 0  | 3  | 7   | 8   | Seizième de finaliste (1963, 1969, 1971) |
| Total Europe                                                  | 36      | 251 | 108 | 56 | 87 | 360 | 290 | -                                        |

| Compétition                                                   | Saisons | J   | G   | N  | P  | Bp  | Bc  | Meilleure performance                    |
| ------------------------------------------------------------- | ------- | --- | --- | -- | -- | --- | --- | ---------------------------------------- |
| Coupe des clubs champions / Ligue des champions               | 17      | 116 | 47  | 19 | 50 | 165 | 141 | Vainqueur (1993)                         |
| Coupe UEFA / Ligue Europa                                     | 16      | 121 | 49  | 35 | 37 | 175 | 144 | Finaliste (1999, 2004 et 2018)           |
| Ligue Europa Conférence                                       | 1       | 8   | 6   | 1  | 1  | 15  | 7   | Demi-finaliste (2022)                    |
| Coupe d'Europe des vainqueurs de coupe (compétition disparue) | 3       | 14  | 8   | 2  | 4  | 19  | 13  | Demi-finaliste (1988)                    |
| Coupe Intertoto (compétition disparue)                        | 2       | 8   | 4   | 3  | 1  | 16  | 9   | Vainqueur (2005)                         |
| Total compétitions UEFA                                       | 33      | 245 | 105 | 56 | 84 | 353 | 282 | -                                        |
| Coupe des villes de foires (compétition disparue)             | 3       | 6   | 3   | 0  | 3  | 7   | 8   | Seizième de finaliste (1963, 1969, 1971) |
| Total Europe                                                  | 36      | 251 | 108 | 56 | 87 | 360 | 290 | -                                        |

### Coefficient UEFA
Le coefficient UEFA est utilisé lors des tirages au sort des compétitions continentales organisées par l'Union des associations européennes de football. En fonction des performances des clubs sur le plan européen pendant cinq saisons, ce coefficient est calculé grâce à un système de points et un classement est établi. À l'issue de la saison 2021-2022, l'OM est à la 38e place. Depuis la création de ce classement en 1960, l'Olympique de Marseille dispute l'Europe assez fréquemment pour avoir été classé quarante-six fois en cinquante-six ans. La meilleure position est cinquième club européen en 1992-1993 et le club marseillais fait partie du top 10 européen de 1991-1992 à 1994-1995. L'OM rentre six fois dans le top 10 des meilleurs coefficients saisonniers : 3e meilleur coefficient de la saison en 1987-1988 et 1992-1993, 4e en 2003-2004, 5e en 1990-1991, 6e en 1998-1999 et 7e en 1989-1990.
| Rang | Club                   | Coefficient |
| ---- | ---------------------- | ----------- |
| 3    | Juventus FC            | 7.291       |
| 4    | AC Milan               | 7.005       |
| 5    | Olympique de Marseille | 6.936       |
| 6    | Anderlecht             | 6.760       |
| 7    | FC Porto               | 6.483       |

| Rang | Club                   | Coefficient |
| ---- | ---------------------- | ----------- |
| 41   | AZ Alkmaar             | 50.000      |
| 42   | SC Braga               | 49.000      |
| 43   | Olympique de Marseille | 48.000      |
| 44   | LOSC Lille             | 47.000      |
| 45   | Olympiakos             | 46.000      |

### Records

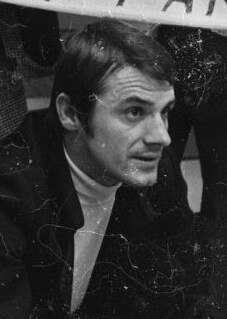
Josip Skoblar détient le record de buts inscrits en une saison de Division 1 avec 44 buts en 1971.

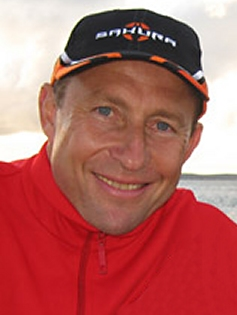
Entre 1986 et 1992, Jean-Pierre Papin termine six fois meilleur buteur du club et remporte le Ballon d'Or en 1991.

À la fin de la saison 2020-2021, l'Olympique de Marseille a accumulé plusieurs records en France et en Europe durant toute son histoire. Concernant les performances uniques pour un club français, il y a le Soulier d'or 1971 de Josip Skoblar, le Ballon d'or 1991 de Jean-Pierre Papin (seul joueur Ballon d'or sur une année complète dans un club français) et la victoire en Ligue des champions 1993.

#### Records européens
La compétition reine en Europe s’appelle Coupe d'Europe des clubs champions de 1955-1956 à 1991-1992, puis Ligue des champions depuis 1992-1993. Ces deux formats inclus, soit 62 éditions, l'OM est l'un des treize champions d'Europe qui remportent la compétition sans perdre de match. Pendant dix-neuf ans, de 1991-1992 à 2010-2011, l'OM a eu le record du nombre de meilleurs buteurs consécutifs (3 saisons, 1990-1992). Cette performance est battue par le FC Barcelone qui a le meilleur buteur quatre saisons de suite (2009-2012).
Dans le format Ligue des champions, le club possède la plus large victoire à l'extérieur en phase finale depuis qu'il a gagné 0-7 sur le terrain du MŠK Žilina en novembre 2010. Le match Feyenoord Rotterdam-Marseille de décembre 1999 possède le record de cartons rouges : trois, dont deux pour l'OM. Pendant dix ans, de 1992-1993 à 2002-2003, les Marseillais ont établi la plus large victoire de la compétition (6-0 contre le CSKA Moscou en mars 1993 et performance dépassée par un succès 7-0 de la Juventus contre l'Olympiakos en décembre 2003).
À l'occasion de la saison 2020-2021 de Ligue des champions, le club olympien est aussi au 25 novembre 2020 détenteur de la plus longue série de revers consécutifs en Ligue des Champions, avec 13 défaites à la suite du match à domicile contre le FC Porto perdu 0-2, dépassant le précédent record d'Anderlecht de 12 revers d'affilée.

#### Records français
Le club phocéen possède les meilleures performances en Ligue des champions, en Ligue Europa et en Coupe Intertoto parmi l'ensemble des clubs français. En effet, il est l'un des deux seuls vainqueurs de la Ligue des champions, il termine trois fois finaliste de la Ligue Europa quand d'autres ne l'ont été qu'une fois et il remporte la Coupe Intertoto comme onze autres clubs. Il s'agit aussi du club qui a disputé le plus de finales européennes (5). Le 3 octobre 2007, l'Olympique de Marseille, entraîné par Eric Gerets, est devenu le premier club français à gagner à Anfield lors d'un match de Coupe d'Europe en battant Liverpool FC (0-1). Le 12 octobre 2022, l'Olympique de Marseille d'Igor Tudor devient le premier club français à remporter un match de Coupe d'Europe contre un club portugais à l'extérieur en battant le Sporting Portugal (0-2).
En outre, l'OM possède le record du nombre de meilleurs buteurs en Ligue des champions (3) et en championnat (12), dont le record de meilleur buteur consécutif en championnat (6 saisons, 1988-1993). Il a le buteur le plus prolifique sur une saison de championnat (Josip Skoblar, 44 buts en 1970-1971), sur une finale de Coupe de France (Jean-Pierre Papin, 3 buts en 1988-1989), sur plusieurs finales de Coupe de France (Emmanuel Aznar, 4 buts en 3 finales) ou sur une édition du Trophée des champions (André Ayew, 3 buts en 2011). Le club a aussi le record du nombre de meilleurs passeurs en championnat (4).
En championnat de France, l'Olympique de Marseille est le premier club français à disputer 2 500 matchs au sein de l’élite du football français. En outre, il détient le record de victoires (1151), de buts marqués (4143), de places de vice-champion (13) ou de places sur le podium (29). Sur une saison, il a le plus grand nombre de victoires consécutives à l'extérieur (9), le plus petit nombre de défaites à domicile (aucune, record partagé avec plusieurs équipes) et le plus petit nombre de défaites à l’extérieur (1, record partagé avec le PSG). En 1991-1992, l'OM établit le plus petit nombre de défaites (3) et ce record est effacé par le FC Nantes, une défaite lors de la saison 1994-1995. Il est aussi le dernier club parmi les vingt participants du premier championnat de France à avoir été relégué en D2 (saison 1959-1960).
En Coupe de France, l'OM détient le record de la meilleure attaque sur une édition (63 buts inscrits en 1933-1934). L'Olympique de Marseille possède la meilleure attaque sur une édition du Trophée des champions (5 buts inscrits en 2011).
Le tableau suivant synthétise les résultats records enregistrés par l'Olympique de Marseille depuis sa fondation.
|                     | A domicile                                  | A domicile                                | A domicile                              | A l'extérieur                                  | A l'extérieur                         | A l'extérieur                      |
|                     | Championnat                                 | Coupe de France                           | Coupe d'Europe                          | Championnat                                    | Coupe de France                       | Coupe d'Europe                     |
| Plus large victoire | Olympique Avignon (20-2) (4 octobre 1942)   | Stade raphaëlois (19-0) (29 octobre 1933) | Union Luxembourg (7-1) (3 octobre 1973) | CO Roubaix-Tourcoing (2-10) (19 décembre 1948) | Le Vigan (0-10) (8 octobre 1933)      | MŠK Žilina (0-7) (3 novembre 2010) |
| Plus large défaite  | AS Saint-Étienne (3-10) (16 septembre 1951) | Gazélec Ajaccio (1-5) (20 décembre 1964)  | Liverpool FC (0-4) (11 décembre 2007)   | Olympique lyonnais (8-0) (24 mai 1997)         | AS Nancy-Lorraine (6-1) (4 mars 1958) | FC Cologne (6-0) (6 novembre 1973) |

## Personnalités du club

### Propriétaires
Le tableau ci-dessous énumère les différents actionnaires majoritaires qui se sont succédé à la tête de l'Olympique de Marseille.
| Période                      | Actionnaire majoritaire                                                                              |
| ---------------------------- | --- |
| avril 1986 - avril 1995      | Bernard Tapie L'OM devient une SAOS                                                                  |
| avril 1995 - décembre 1996   | Collectivités locales (Ville de Marseille, Conseil général, Conseil régional) L'OM devient une SEMSL |
| décembre 1996 - juillet 2009 | Robert Louis-Dreyfus L'OM devient une SAOS puis une SASP,                                            |
| juillet 2009 - octobre 2016  | Margarita Louis-Dreyfus                                                                              |
| octobre 2016 -               | Frank McCourt                                                                                        |

### Directeurs sportifs
Le tableau ci-dessous énumère les différents directeurs sportifs qui se sont succédé à l'Olympique de Marseille.
| Période                      | Nom                                     |
| ---------------------------- | --------------------------------------- |
| 1947 - 1948                  | Robert Boutin                           |
| janvier 1971 - mars 1972     | Mario Zatelli                           |
| juillet 1977 - décembre 1978 | Josip Skoblar                           |
| juillet 1979 - juin 1981     | Bernard Bosquier                        |
| juillet 1981 - juin 1985     | Claude Cuny                             |
| juillet 1986 - juin 1989     | Michel Hidalgo                          |
| juillet 1989 - juin 1990     | Bernard Bosquier                        |
| septembre 1990 - juin 1991   | Franz Beckenbauer (directeur technique) |
| juillet 1991 - octobre 1991  | Raymond Goethals (directeur technique)  |
| octobre 1991 - juillet 1993  | Jean-Pierre Bernès                      |
| juillet 1996 - février 2000  | Marcel Dib                              |
| février 2000 - novembre 2000 | Marcel Dib Eric Di Meco                 |

| Période                      | Nom                                   |
| ---------------------------- | ------------------------------------- |
| novembre 2000 - avril 2001   | Jean-Christophe Cano                  |
| avril 2001 - juin 2002       | Bernard Tapie                         |
| juillet 2002 - janvier 2004  | Alain Perrin                          |
| mai 2004 - décembre 2004     | Pape Diouf                            |
| juin 2005 - juin 2014        | José Anigo                            |
| juillet 2016 - octobre 2016  | Gunter Jacob                          |
| octobre 2016 - mai 2020      | Andoni Zubizarreta                    |
| août 2020 - mars 2021        | Pablo Longoria                        |
| mars 2021 - juin 2022        | David Friio (directeur technique)     |
| juin 2022 - novembre 2023    | David Friio                           |
| novembre 2023 - janvier 2025 | Medhi Benatia (conseiller sportif)    |
| janvier 2025 -               | Medhi Benatia (directeur du football) |

### Entraîneurs

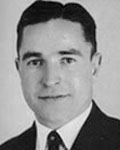
Joueur, entraîneur-joueur puis entraîneur de l'OM, József Eisenhoffer décroche quatre trophées entre 1935 et 1938.
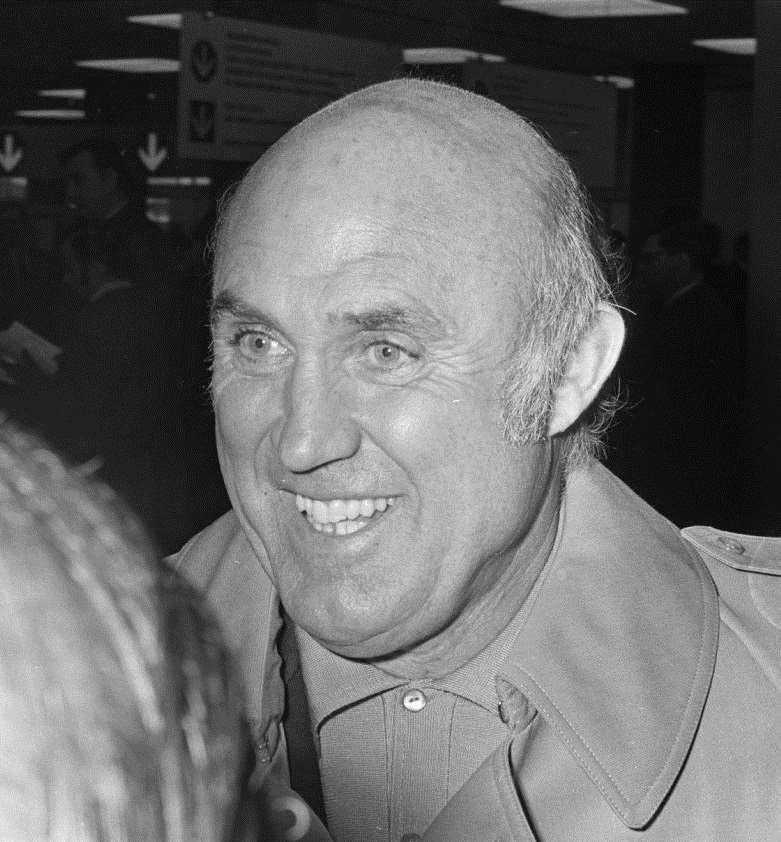
L'OM de Lucien Leduc remporte deux titres de champion de France en 1971 et 1972.
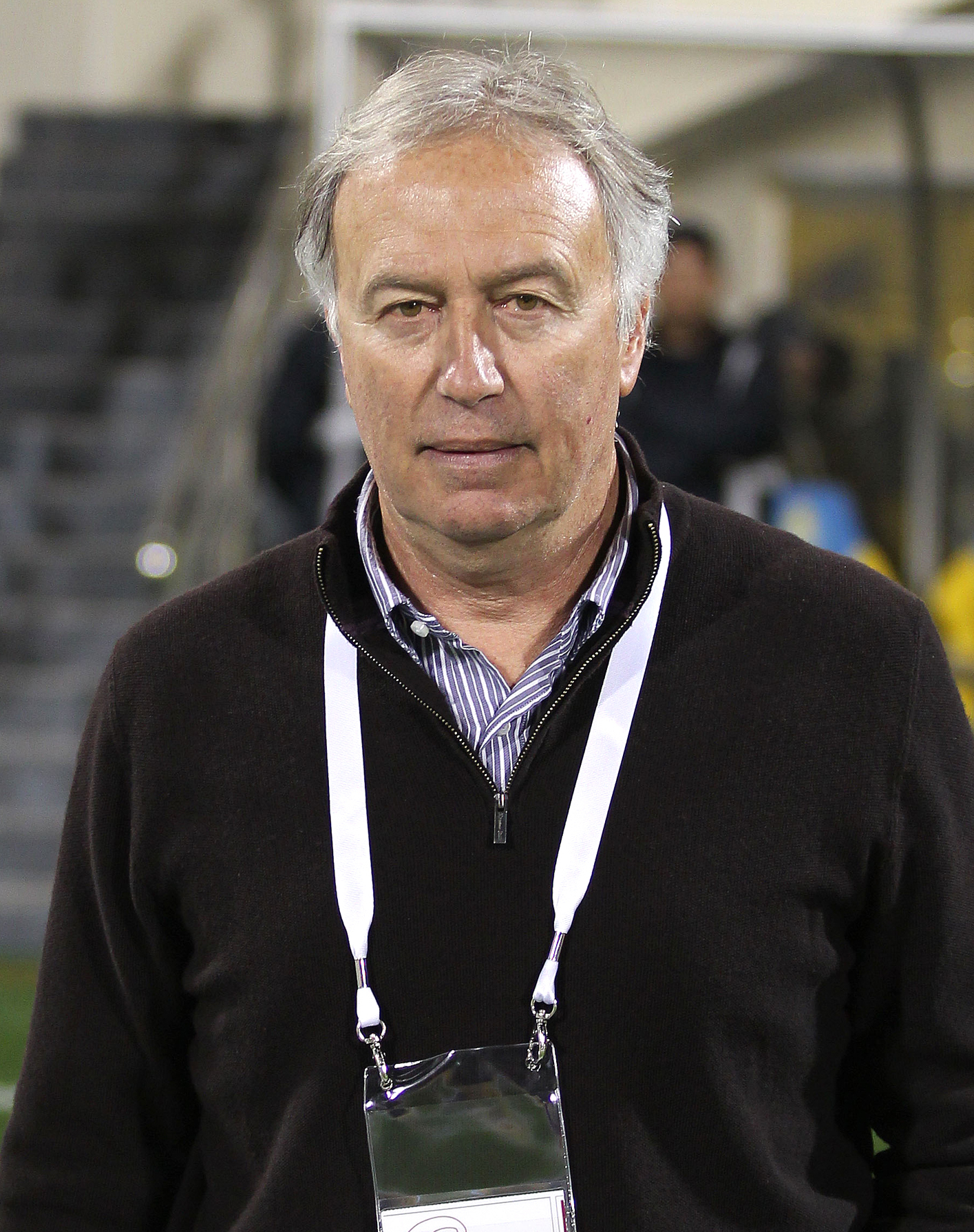
Natif de Marseille, Gérard Gili obtient trois titres avec l'OM en 1989 et en 1990.
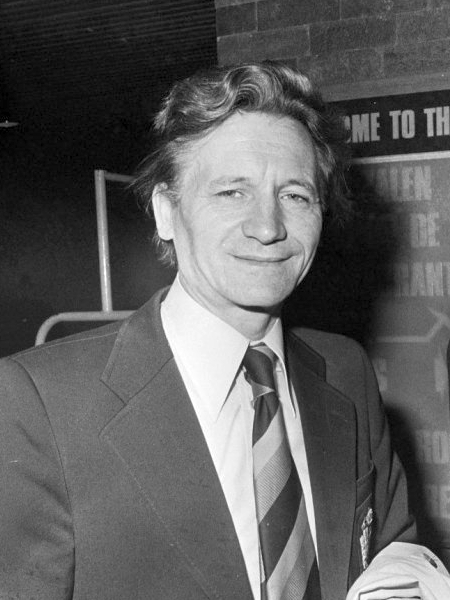
Le technicien belge Raymond Goethals permet à l'OM de soulever sa première Ligue des champions en 1993.
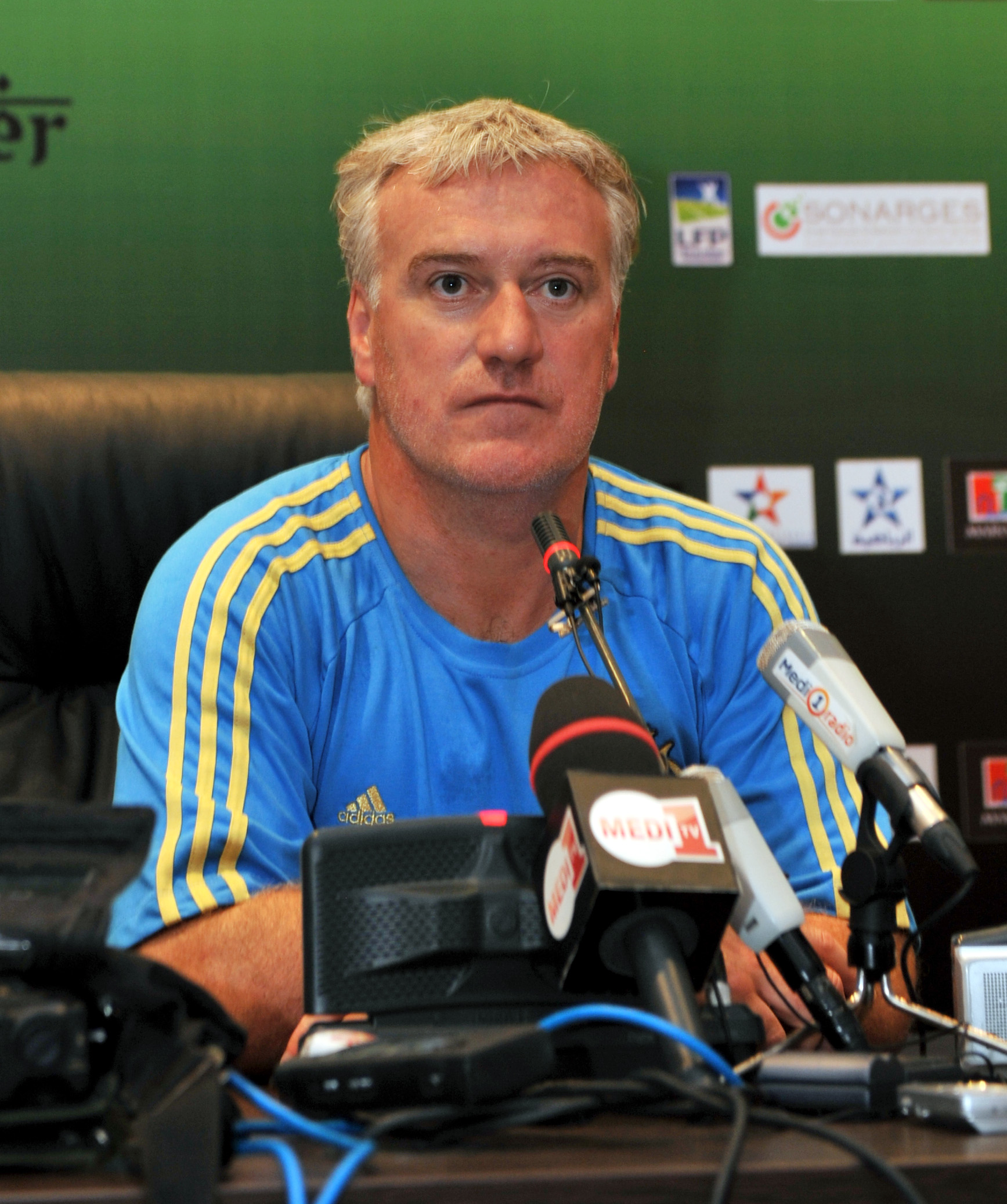
À son retour à l'OM, Didier Deschamps remporte un nouveau titre de champion de France en 2010 ainsi que trois Coupes de la Ligue.

### Joueurs emblématiques
Tout au long de son histoire, l'Olympique de Marseille a compté de grands joueurs qui, pour la plupart, ont également été internationaux.
| Rang | Nom                            | Matchs | Buts | Carrière au club                  |
| ---- | ------------------------------ | ------ | ---- | --------------------------------- |
| 1    | Steve Mandanda                 | 613    | 0    | 2007-2016 / 2017-2022             |
| 2    | Roger Scotti                   | 452    | 66   | 1942-1958                         |
| 3    | François Bracci                | 343    | 15   | 1968-1979 / 1983-1985             |
| 4    | Jean Bastien                   | 338    | 12   | 1935-1938 / 1939-1940 / 1941-1949 |
| 5    | Mathieu Valbuena               | 331    | 38   | 2006-2014                         |
| 6    | Georges Dard                   | 328    | 107  | 1936-1937 / 1938-1948 / 1949-1954 |
| 7    | Jean-Paul Escale Dimitri Payet | 326    | 0 78 | 1960-1971 2013-2015 / 2017-2023   |
| 9    | Benoît Cheyrou                 | 306    | 28   | 2007-2014                         |
| 10   | Marius Trésor                  | 298    | 12   | 1972-1980                         |

| Rang | Nom                         | Matchs  | Buts | Carrière au club                            |
| ---- | --------------------------- | ------- | ---- | ------------------------------------------- |
| 1    | Gunnar Andersson            | 250     | 194  | 1950-1958                                   |
| 2    | Jean-Pierre Papin           | 275     | 182  | 1986-1992                                   |
| 3    | Josip Skoblar               | 211     | 176  | 1966-1967 / 1969-1975                       |
| 4    | Jean Boyer                  | 182     | 170  | 1923-1935                                   |
| 5    | Emmanuel Aznar              | 204     | 149  | 1936-1949 / 1951-1952                       |
| 6    | Joseph Alcazar              | 194     | 140  | 1927-1936 / 1941-1942                       |
| 7    | Joseph Yegba Maya           | 236     | 113  | 1962-1970                                   |
| 8    | Georges Dard                | 328     | 107  | 1936-1937 / 1938-1948 / 1949-1954           |
| 9    | Mario Zatelli Mamadou Niang | 148 227 | 100  | 1935-1938 / 1943-1944 / 1945-1948 2005-2010 |

| Rang | Nom                        | Matchs | Buts | Carrière au club                |
| ---- | -------------------------- | ------ | ---- | ------------------------------- |
| 1    | Steve Mandanda             | 101    | 0    | 2007-2016 / 2017-2022           |
| 2    | Benoit Cheyrou             | 59     | 4    | 2007-2014                       |
| 3    | Mathieu Valbuena           | 58     | 4    | 2006-2014                       |
| 4    | Taye Taiwo                 | 56     | 5    | 2005-2011                       |
| 5    | Mamadou Niang              | 52     | 22   | 2005-2010                       |
| 6    | Dimitri Payet              | 43     | 11   | 2013-2015 / 2017-2023           |
| 7    | Lorik Cana Charles Kaboré  | 34     | 1    | 2005-2009 2007-2013             |
| 9    | André Ayew Florian Thauvin | 32     | 9 7  | 2007-2014 2013-2015 / 2016-2021 |

| Rang | Nom                                          | Matchs   | Buts | Carrière au club                          |
| ---- | -------------------------------------------- | -------- | ---- | ----------------------------------------- |
| 1    | Jean-Pierre Papin                            | 29       | 23   | 1986-1992                                 |
| 2    | Mamadou Niang                                | 52       | 22   | 2005-2010                                 |
| 3    | Pierre-Emerick Aubameyang                    | 15       | 12   | 2023-2024                                 |
| 4    | Didier Drogba Dimitri Payet                  | 16 43    | 11   | 2003-2004 2013-2015 / 2017-2023           |
| 6    | Franck Sauzée                                | 19       | 10   | 1988-1993                                 |
| 7    | André Ayew                                   | 32       | 9    | 2007-2014                                 |
| 8    | Arkadiusz Milik                              | 10       | 8    | 2021-2022                                 |
| 9    | Valère Germain Lucas Ocampos Florian Thauvin | 26 27 32 | 7    | 2017-2021 2015-2019 2013-2015 / 2016-2021 |

| Rang | Nom              | Matchs | Passes | Carrière au club      |
| ---- | ---------------- | ------ | ------ | --------------------- |
| 1    | Dimitri Payet    | 326    | 84     | 2013-2015 / 2017-2023 |
| 2    | Florian Thauvin  | 281    | 54     | 2013-2015 / 2016-2021 |
| 3    | Mathieu Valbuena | 331    | 52     | 2006-2014             |
| 4    | Benoit Cheyrou   | 306    | 39     | 2007-2014             |
| 5    | Mamadou Niang    | 227    | 33     | 2005-2010             |
| 6    | Samir Nasri      | 166    | 29     | 2004-2008             |
| 7    | Robert Pires     | 93     | 28     | 1998-2000             |
| 8    | Jonathan Clauss  | 85     | 25     | 2022-2024             |
| 9    | Lucho Gonzalez   | 124    | 23     | 2009-2012             |
| 10   | Taye Taiwo       | 271    | 22     | 2005-2011             |

| Rang | Nom                                                                                   | Matchs            | Passes | Carrière au club                                            |
| ---- | ------------------------------------------------------------------------------------- | ----------------- | ------ | ----------------------------------------------------------- |
| 1    | Dimitri Payet                                                                         | 43                | 13     | 2013-2015 / 2017-2023                                       |
| 2    | Jonathan Clauss Amine Harit                                                           | 20 31             | 8      | 2022-2024 2021-                                             |
| 4    | Florian Thauvin                                                                       | 32                | 7      | 2013-2015 / 2016-2021                                       |
| 5    | Mathieu Valbuena Benoit Cheyrou                                                       | 58 59             | 6      | 2006-2014 2007-2014                                         |
| 7    | Stephane Dalmat Florian Maurice Morgan Amalfitano Bakari Koné Maxime Lopez Taye Taiwo | 11 15 17 21 22 56 | 5      | 1999-2000 1998-2002 2011-2014 2008-2010 2016-2021 2005-2011 |

## Effectif professionnel actuel
Le premier tableau liste l'effectif professionnel de l'Olympique de Marseille pour la saison 2025-2026. Le second tableau recense les prêts effectués par le club marseillais lors de cette même saison.

## Structures du club

### Structures sportives

#### Stades

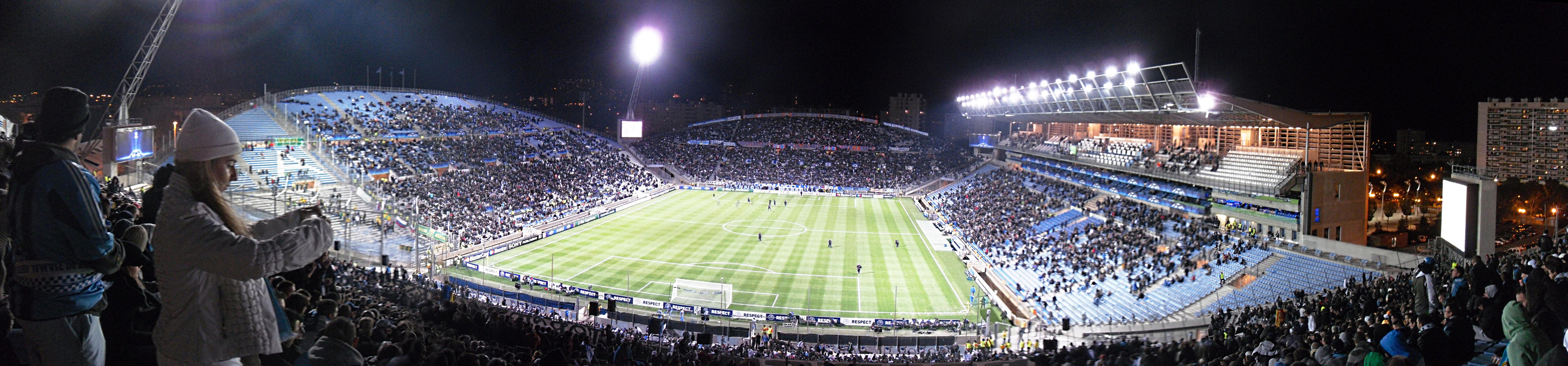
Vue panoramique du stade Vélodrome dans son ancienne configuration lors du match de Ligue des champions contre MŠK Žilina en 2010.

Le club, qui pratiquait ses activités sur un terrain du Parc Borély ainsi que sur un champ de manœuvres jouxtant le Parc Chanot, décide après son premier titre de champion du Littoral USFSA en 1904 d'avoir un stade digne de ce nom et se porte acquéreur du stade de l'Huveaune. Ce stade porte plus tard le nom de Fernand Bouisson, international et capitaine de la section rugby. Cette enceinte de 15 000 spectateurs est aussi utilisée durant la Seconde Guerre mondiale, le Vélodrome étant utilisé par les militaires, puis entre 1965 et 1966 à la suite du refus de la mairie de détaxer les matchs au stade Vélodrome et en 1982-1983 lors de la rénovation du Vélodrome en vue de l'Euro 1984.
L'Olympique de Marseille évolue à domicile au stade Vélodrome depuis le 13 juin 1937 et un match d'inauguration face aux Italiens du Torino Football Club en match amical qui se termine sur la victoire des Phocéens (2-1). Ce dernier, propriété de la ville de Marseille, est situé au 3 boulevard Michelet dans le 8e arrondissement de Marseille. Il dispose de quatre tribunes : les tribunes Gustave-Ganay et Jean-Bouin ainsi que les virages Nord Patrice-de-Peretti et Sud Chevalier-Roze. Le parvis situé devant la tribune Ganay est baptisé « Esplanade Gunnar Andersson » en hommage au meilleur buteur de l'histoire du club olympien. Côté tribune Jean-Bouin, le parvis porte le nom de « Parvis René Dufaure de Montmirail » pour célébrer la mémoire du fondateur de l'Olympique de Marseille.
Sous l'impulsion de Bernard Tapie, la chanson Jump de Van Halen accompagne l'entrée des joueurs sur le terrain depuis août 1986. De plus, le titre Come with me de Puff Daddy et Jimmy Page résonne lorsqu'un but est inscrit par les joueurs marseillais. Pour gérer les avant-matchs et annoncer le nom des buteurs, l'Olympique de Marseille fait appel à André Fournel en tant que speaker officiel du club depuis 1986.
À partir de la saison 2014-2015, le club phocéen joue dans l'enceinte rénovée qu'il inaugure contre Montpellier HSC en s'inclinant (0-2). Le 3 juin 2016 est signé un partenariat entre Arema et Orange. Le stade Vélodrome prend alors le nom d'Orange Vélodrome appliquant un contrat de naming pour une durée de dix ans,. Le 22 décembre 2018, l'OM officialise le fait de devenir l'unique gestionnaire et exploitant de l'Orange Vélodrome à la suite de la signature d'un contrat d'exploitation avec la société Arema. Cela permet au club d'être l'opérateur exclusif du stade 365 jours par an de manière à développer de nouveaux revenus. Depuis octobre 2017, l'Olympique de Marseille verse un loyer annuel fixe de 5 millions d'euros à la ville de Marseille pouvant atteindre au maximum 9 millions d'euros selon les recettes liées à la billetterie et à la publicité.

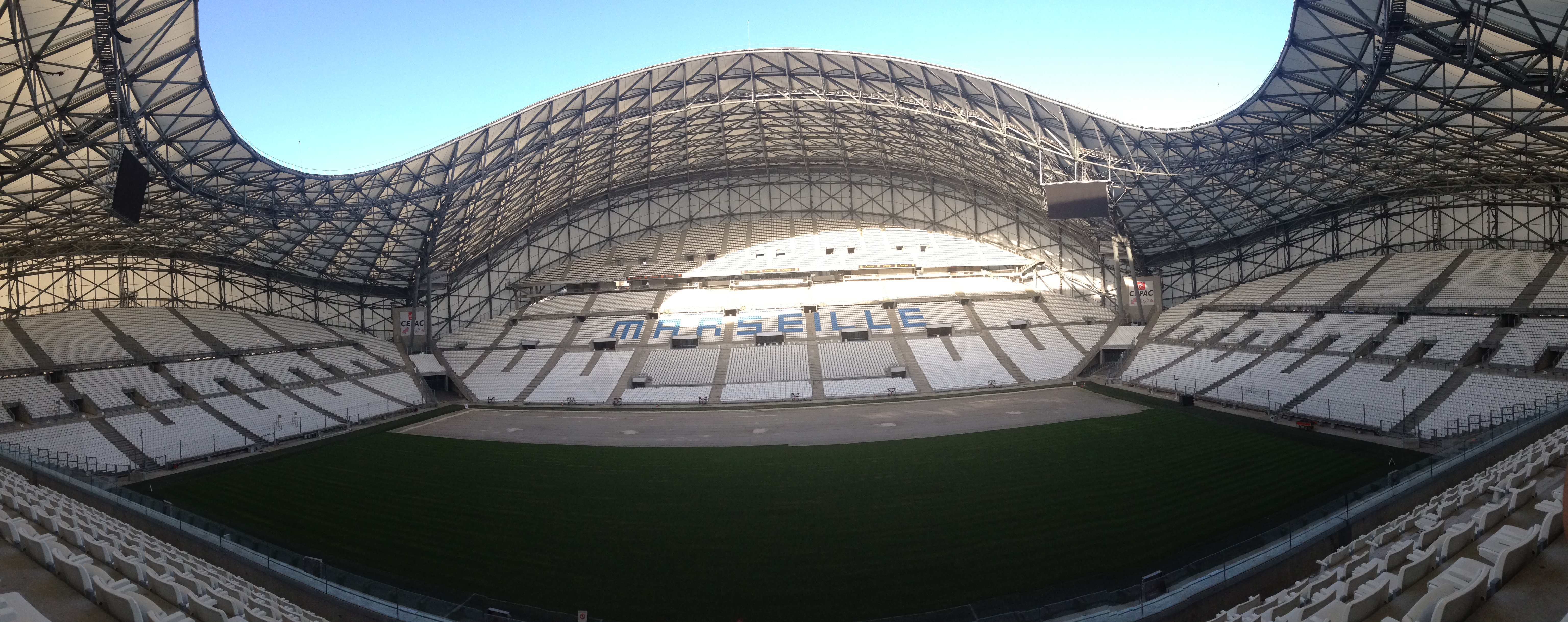
Vue depuis l'intérieur de l'Orange Vélodrome dans sa nouvelle configuration en 2015.

#### Centre d'entraînement
Le centre d'entraînement de la Commanderie, situé dans le 12e arrondissement de Marseille, est inauguré en juillet 1991 par les joueurs de l’Olympique de Marseille, laissant derrière eux les terrains de Luminy ou de Saint-Menet, dispersés un peu partout dans la ville. Ce projet était issu d'un vœu de l'ancien directeur sportif Michel Hidalgo. Il porte alors le nom de Centre d'entraînement de la Commanderie.
Le centre d’entraînement de l’Olympique de Marseille comporte un terrain pelousé d’une superficie de 8 800 m², deux terrains synthétiques (8 800 m² et 7 800 m²), une fosse d’entraînement de 1 200 m² et une plaine de jeux pelousée de 12 600 m². En outre, il possède un bâtiment dédié à l’équipe professionnelle, un bâtiment dédié au centre de formation, un bâtiment de presse et un bâtiment administratif. La salle de presse a été créée en 2005 à la demande de Philippe Troussier, coach olympien durant la saison 2004-2005, qui se plaignait de ne pas avoir d'endroit spécifique pour faire les conférences de presse d'avant-match.

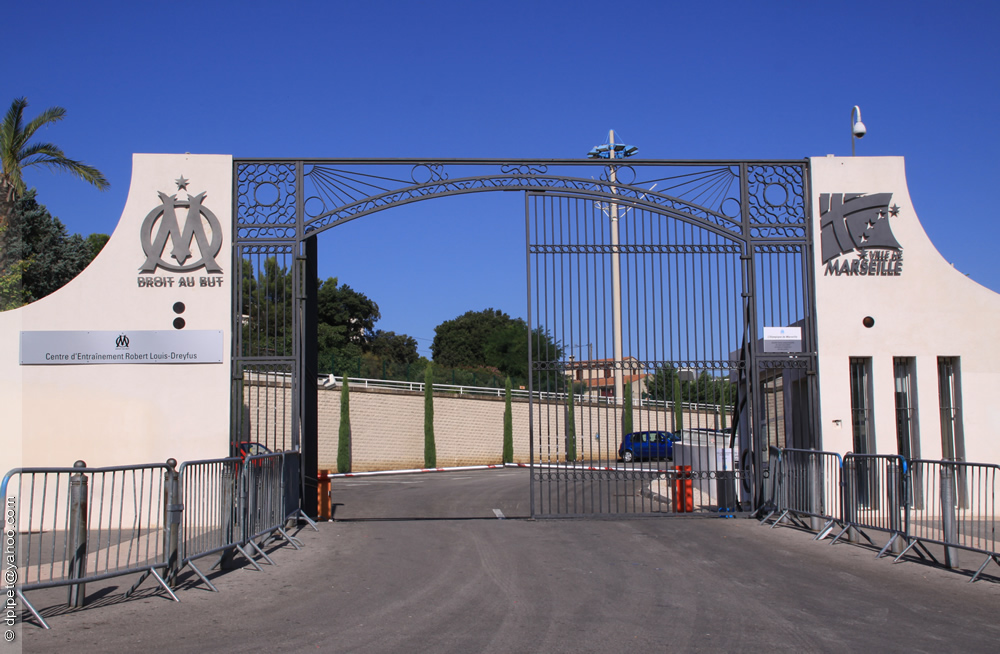
Vue sur l'entrée du centre d'entraînement Robert Louis-Dreyfus.

Établi sur trois niveaux, le bâtiment de l’équipe professionnelle, inauguré en juillet 2009, est doté de vestiaires, de bureaux, d’équipements sportifs mais également d’un restaurant et de chambres à coucher permettant d'accueillir les mises au vert de l’équipe professionnelle. Le bâtiment de presse renferme quant à lui les bureaux de la section amateur du club ainsi qu’un amphithéâtre d’une capacité de 60 places permettant d'accueillir les conférences de presse du club. Concernant le bâtiment administratif qui est mis à disposition dès janvier 2005, il bénéficie d'une superficie de 1 870 m² sur deux étages et regroupe dans un seul et même bâtiment l'ensemble des bureaux de la direction du club et du personnel administratif ainsi que les studios de la chaîne OMtv fermée en 2018. Enfin, le bâtiment hébergeant les joueurs du centre de formation, d'une superficie de 1 900 m2, est inauguré en juillet 2011.
Le 26 août 2009, le centre est renommé Centre d'entraînement Robert Louis-Dreyfus en hommage à l'ancien propriétaire du club décédé en juillet 2009.

#### Centre de formation

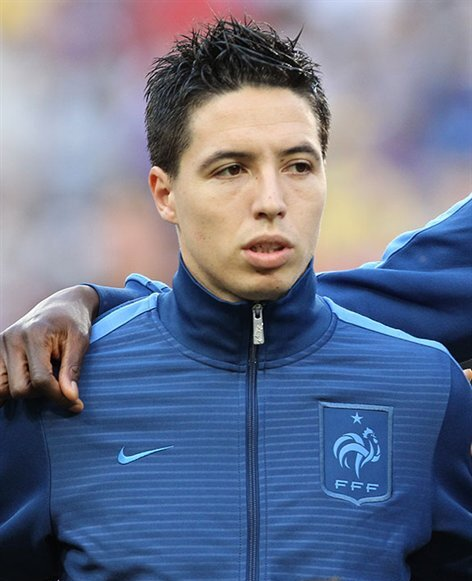
Samir Nasri est passé par les sections de jeunes de l'Olympique de Marseille ainsi que par l'équipe réserve.

Le centre de formation de l'OM se situe au centre d'entraînement Robert-Louis-Dreyfus. Il est dirigé par Lassad Hasni depuis décembre 2024.
Historiquement, le centre de formation de l'Olympique de Marseille n'est pas réputé comme l'un des meilleurs de France mais il a tout de même permis de faire éclore des joueurs comme Eric Di Meco, Alain Boghossian, Cédric Carrasso, Mathieu Flamini, Samir Nasri, Medhi Benatia, André Ayew, Jordan Ayew, Maxime Lopez ou encore plus récemment Boubacar Kamara.
Le 14 octobre 2018, l'Olympique de Marseille inaugure un nouveau complexe sportif situé en plein cœur de ville dans le 9e arrondissement de Marseille nommé OM Campus en lieu et place de l'ancien stade Paul Le Cesne. D'une superficie totale de 37 000 m2, l'OM Campus est entre autres doté de trois terrains synthétiques dernières générations qui permettent d'accueillir les entraînements ainsi que les rencontres officielles des équipes de jeunes, amateures et féminines de l'OM. Ces nouvelles installations ont été intégralement financées par le club marseillais à hauteur de 6 millions d'euros. Ce projet a pu voir le jour grâce à un bail emphytéotique d'une durée de 50 ans signé entre le club marseillais et la mairie de Marseille. Depuis 2020, le centre de formation du club bénéficie du label prestige décerné par la Fédération française de football. Le centre de formation marseillais occupe la treizième place du classement des centres de formation établi annuellement par la DTN. 45 ans après leur premier sacre en Coupe Gambardella, les jeunes Olympiens, menés par Christian Bracconi, remportent une seconde fois la Coupe Gambardella après leur victoire en finale face à l'AS Nancy-Lorraine (4-1).

#### Cellule de recrutement
La cellule de recrutement de l'Olympique de Marseille est composée de Sergio Santomé, Ali El-Omari, Omar Sciolla, Rachid Aloui et Paulo Jamelli.

### Structures extra-sportives

#### Siège

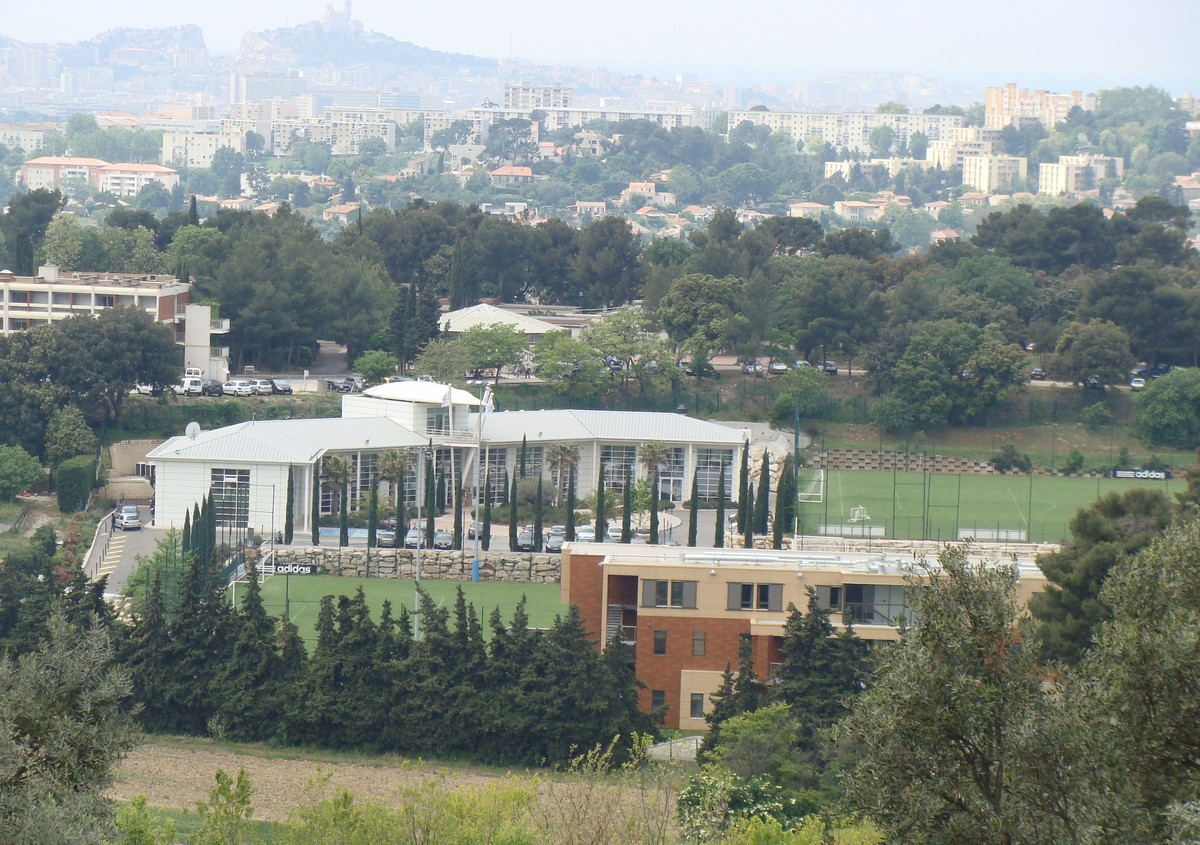
Vue extérieure du siège du club situé sur le domaine de La Commanderie à Marseille.

Avant le Centre d'entraînement Robert Louis-Dreyfus, le siège de l'Olympique de Marseille s'est installé à différentes adresses. Le club s'installe tout d'abord 7, rue de Suffren près du Vieux-Port, où se trouvait le défunt club d'escrime de l'Épée avant de sièger rue de la Tour à la Brasserie Saint-Georges en 1909, au Café de la Bourse en 1920, puis à la Brasserie des Sports sur la Place Castellane en 1924. L'OM sera domicilié 6, rue Edmond Rostand puis 1, rue Reine-Élizabeth à l'angle de la Canebière jusqu'en 1949. Ensuite pendant près de vingt ans, le club siège place Félix-Baret avant que Marcel Leclerc décide de s'installer dans l'enceinte du stade Vélodrome à la demande de son entraîneur, Robert Domergue. L'arrivée de Bernard Tapie entraîne un nouveau déménagement sur l'avenue du Prado. En 1996, le club s'installe à nouveau près de son stade sur la rue Négresko, avant de définitivement prendre place à La Commanderie en 2005.

#### Boutiques officielles
Quatre boutiques officielles sont présentes dans la cité phocéenne : le musée-boutique du stade Vélodrome et trois boutiques (Terrasses du Port, Canebière et La Valentine). Une cinquième boutique est ouverte à Vitrolles en juillet 2010 tandis qu'une sixième apparaît à Plan de Campagne à l'été 2011. L'OM a aussi inauguré une boutique dans le centre-ville d'Alger en décembre 2008, ce qui en fait le premier club français à posséder une boutique officielle à l'étranger. L'Olympique de Marseille possède en outre un millier de points de vente à travers la France. Le club compte ainsi développer un réseau de points de vente à travers toute l'Afrique, ainsi qu'en Asie et au Moyen-Orient.
En 2016, le club en partenariat avec Adidas, ouvre une nouvelle boutique officielle de l’OM au sein de l'Orange Vélodrome. Cette boutique, située sous le parvis du côté de la tribune Jean Bouin, est dotée d’une surface de 1 000 m2. Les supporters ont ainsi la possibilité de se procurer l'ensemble des produits dérivés de l’OM en étant au plus près du stade.

## Aspects juridiques et économiques

### Aspects juridiques

#### Statut juridique et légal

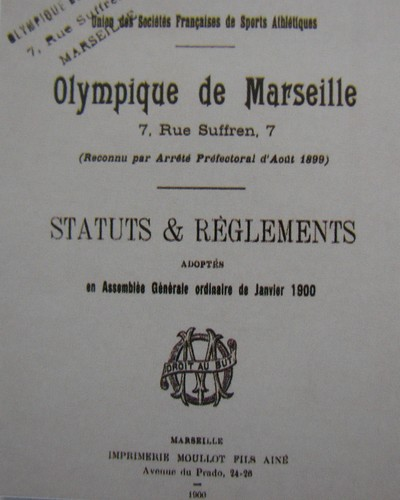
Statuts et règlements de l'OM.

L'Olympique de Marseille, dont le siège se situe au centre d'entraînement Robert Louis-Dreyfus dans le 12e arrondissement de Marseille, est affilié à la FFF sous le numéro 500083. Le club est composé d'une association détentrice du numéro d'affiliation à la FFF et d'une société (SASP). L'association Olympique de Marseille gère la section amateur, la section féminine et l'organisation de stages à travers toute la France.
Le club créé une société anonyme à objet sportif (SAOS) en 1991. Au lendemain du dépôt de bilan de la SAOS Olympique de Marseille prononcé en avril 1995, la municipalité de Marseille constitue une société d'économie mixte sportive locale (SEMSL) avec à sa tête Jean-Claude Gaudin. Cette structure existera jusqu'en décembre 1996, mois durant lequel Robert Louis-Dreyfus prend les commandes du club. La SEMSL s'efface alors au profit d'une nouvelle SAOS.
En 2001, avec la réforme du statut juridique des groupements sportifs, la société Olympique de Marseille prend la forme de société anonyme sportive professionnelle (SASP). Cette SASP, au capital social de 116,5 millions d'euros, comporte un directoire et un conseil de surveillance servant d’instrument de contrôle de la gestion du club et notamment des transferts de joueurs. Son chiffre d'affaires s'élève à 93 millions d'euros sur l'année 2017. Elle comporte entre 100 et 199 salariés. Elle a vocation à gérer à la fois la section professionnelle de l'OM mais aussi les équipes de jeunes (des moins de douze ans jusqu'à l'équipe réserve) du centre de formation depuis 2017.
Par ailleurs, la société possède quatre filiales. La SAS OM Médias est spécialisée dans la production de contenus pour la télévision et les réseaux sociaux ; la SAS OM Développement a pour objet la gestion des activités administratives et des autres activités de soutien aux entreprises ; la SAS OM Opérations exploite commercialement l’Orange Vélodrome ; enfin la SAS Soccer Immo est spécialisée dans la location de logements.

#### Actionnariat
En 2016, Frank McCourt fonde la structure Olympique de Marseille Limited Liability Company (OM LLC). Cette société, basée dans l’état américain du Delaware, lui permet d’acquérir la totalité des titres de la société Eric Soccer et d'en devenir le président. Cette dernière détient en effet 95,09 % de la SASP Olympique de Marseille au 30 juin 2019. Par ailleurs, l'ancienne propriétaire Margarita Louis-Dreyfus détient toujours 4,9 % du capital de la société comme indiqué dans les comptes du club.

#### Organigramme
Le tableau ci-dessous présente l'organigramme de l'Olympique de Marseille.
| Fonction                             | Nom                  |
| ------------------------------------ | -------------------- |
| Président du conseil de surveillance | Jeff Ingram          |
| Président du directoire              | Pablo Longoria       |
| Directeur du football                | Medhi Benatia        |
| Directeur général                    | Alessandro Antonello |
| Conseiller institutionnel et sportif | Fabrizio Ravanelli   |
| Coordinateur sportif                 | Aziz Mady Mogne      |
| Responsable du scouting              | Roberto Malfitano    |
| Directeur des opérations football    | Yvgeny Koshelev      |
| Secrétaire général                   | Benjamin Arnaud      |
| Directeur de la communication        | Franck Tourdre       |
| Responsable contrôle de gestion      | Alban Juster         |

| Fonction                                       | Nom                           |
| ---------------------------------------------- | ----------------------------- |
| Directeur de la sécurité                       | Hervé Chalchitis              |
| Directeur de la communication                  | Bel-Abbès Bouaissi            |
| Conseillère stratégique                        | Enrica Tarchi                 |
| Attaché de presse                              | Alexandre Rosée               |
| Directeur commercial                           | Grégory La Mela               |
| Directeur du football chargé de la formation   | Lassad Hasni                  |
| Responsable du recrutement centre de formation | Ludovic Paradinas             |
| Ambassadeurs du club                           | Basile Boli Jean-Pierre Papin |
| Président de l'association OM                  | Jean-Pierre Chanal            |
| Vice-président de l'association OM             | Robert Nazarétian             |

### Aspects économiques

#### Éléments comptables

##### Budget prévisionnel
Chaque saison, l'Olympique de Marseille présente un budget prévisionnel qui est validé par la DNCG, l'instance qui contrôle l'état des finances des clubs français de football. Le budget prévisionnel d'un club s'établit en amont de l'exercice comptable à venir et correspond à une estimation de l'ensemble des recettes et des dépenses prévues par l'entité.
Les droits audiovisuels, qui varient selon le nombre de diffusions des matchs du club et selon le classement final, les contrats de sponsoring ainsi que les recettes liées à la billetterie tiennent une part importante dans le budget marseillais en ce qui concerne les produits d'exploitation. Après la victoire en Ligue des champions et les cinq titres de champions de France, le budget du club marseillais oscille autour de 250 millions de francs soit 51,7 millions d'euros.
Le tableau ci-dessous présente les budgets prévisionnels de l'Olympique de Marseille depuis 2002.
| Saison     | 2002-2003 | 2003-2004 | 2004-2005 | 2005-2006 | 2006-2007 | 2007-2008 | 2008-2009 | 2009-2010 | 2010-2011 |
| Budget     | 52 M€     | 62 M€     | 61,5 M€   | 76 M€     | 75 M€     | 97 M€     | 85 M€     | 105 M€    | 140 M€    |
| Classement | 3e        | 7e        | 5e        | 5e        | 2e        | 3e        | 2e        | 1er       | 2e        |

| Saison     | 2011-2012 | 2012-2013 | 2013-2014 | 2014-2015 | 2015-2016 | 2016-2017 | 2017-2018 | 2018-2019 | 2019-2020 |
| Budget     | 140 M€    | 110 M€    | 125 M€    | 105 M€    | 125 M€    | 100 M€    | 180 M€    | 160 M€    | 110 M€    |
| Classement | 10e       | 2e        | 6e        | 4e        | 13e       | 5e        | 4e        | 5e        | 2e        |

| Saison     | 2020-2021 | 2021-2022 | 2022-2023 | 2023-2024 | 2024-2025 | 2025-2026 |
| Budget     | 140 M€    | 250 M€    | 250 M€    | 270 M€    | 270 M€    | 280 M€    |
| Classement | 5e        | 2e        | 3e        | 8e        | 2e        | en cours  |

##### Résultat d'exploitation
Le tableau suivant présente le détail des produits et des charges d'exploitation permettant d'obtenir le résultat net dégagé par le club après impôts sur les sociétés au cours d'un exercice comptable depuis la saison 2002-2003. Ces données comptables sont extraites des comptes de résultat de l'entité Olympique de Marseille (SASP, Association, OM Développement, OM Opérations et OM Médias) publiés annuellement par la DNCG. Si les produits sont supérieurs aux charges, la société réalise des bénéfices. Dans le cas contraire, elle subit des pertes.

##### Chiffre d'affaires
En 2023-2024, l'Olympique de Marseille se classe à la dix-neuvième place du classement des clubs européens ayant générés le plus de chiffre d'affaires avec près de 287 millions d'euros.

##### Bilan comptable
Le tableau suivant présente le bilan comptable de l'Olympique de Marseille à l’issue de la saison 2023-2024. Ce bilan correspond à une photographie du patrimoine de l'entreprise au 30 juin 2023. Il détaille l'actif du club (tout ce que possède l'entreprise) ainsi que son passif (tout ce que doit l'entreprise).
| Poste                             | Actif du bilan (en M€) | Poste                           | Passif du bilan (en M€) |
| --------------------------------- | ---------------------- | ------------------------------- | ----------------------- |
| Immobilisations incorporelles     | 119,8 (+5,4 %)         | Situation nette                 | -27 (-3,26 %)           |
| Autres immobilisations            | 31,3 (+11,78 %)        | Comptes courants d’actionnaires | 84 (+2,57 %)            |
| Créances sur mutations de joueurs | 97,2 (+129,78 %)       | Provisions risques et charges   | 8,6 (-0,2 %)            |
| Autres actifs circulants          | 85 (+2,65 %)           | Dettes financières              | 45,9 (+0,39 %)          |
| Disponibilités et V.M.P.          | 143,57 (+105,39 %)     | Dettes sur mutations de joueurs | 171,6 (+0,52 %)         |
|                                   |                        | Autres dettes                   | 193,4 (+0,33 %)         |
| Total actif                       | 476,9                  | Total passif                    | 476,9                   |

#### Sponsoring
Pour le compte de la saison 2024-2025, le club marseillais compte une dizaine de partenaires officiels. L'Olympique de Marseille dispose de partenaires majeurs avec son équipementier Puma et son sponsor maillot CMA CGM ainsi que de partenaires premium à l'image d'Orange, Randstad, D'or et de platine, Caisse d'épargne CEPAC, Parions sport, Sublime Côte d'Ivoire et Boulanger. De plus, l'OM dispose de partenaires officiels comme Cébé, Coca-Cola, EA Sports, Holy, Paul Smith, ÖKO, Intersport, Uber Eats, Free et ONET mais aussi de partenaires régionaux à l'instar des eaux minérales Sainte-Baume. Le contrat d'équipementier signé avec Puma rapporte près de 30 millions d'euros par saison au club marseillais.

#### Transferts les plus onéreux
Les deux tableaux ci-dessous synthétisent les plus grosses ventes et achats de joueurs dans l'histoire du club marseillais.
| Rang | Nom                               | Montant | Provenance               | Date                                      |
| ---- | --------------------------------- | ------- | ------------------------ | ----------------------------------------- |
| 1er  | Igor Paixão                       | 30 M€   | Feyenoord Rotterdam      | 1er août 2025                             |
| 2e   | Dimitri Payet                     | 29,3 M€ | West Ham United          | 29 janvier 2017                           |
| 3e   | Mason Greenwood                   | 26 M€   | Manchester United        | 18 juillet 2024                           |
| 4e   | Vítinha Kevin Strootman Elye Wahi | 25 M€   | SC Braga AS Rome RC Lens | 31 janvier 2023 28 août 2018 13 août 2024 |

| Rang | Nom                        | Montant  | Destination         | Date            |
| ---- | -------------------------- | -------- | ------------------- | --------------- |
| 1er  | Michy Batshuayi            | 39 M€    | Chelsea FC          | 3 juillet 2016  |
| 2e   | Didier Drogba              | 38,5 M€  | Chelsea FC          | 3 juillet 2004  |
| 3e   | Franck Ribéry              | 30 M€    | Bayern Munich       | 7 juin 2007     |
| 4e   | Elye Wahi                  | 26 M€    | Eintracht Francfort | 24 janvier 2025 |
| 5e   | André-Frank Zambo Anguissa | 24,85 M€ | Fulham FC           | 9 août 2018     |

## Soutien et image

### Groupes de supporters
Les supporters de l’Olympique de Marseille occupent une place prépondérante dans la vie du club depuis près d'un siècle. Ce sont eux qui financent les travaux d'aménagement du stade de l'Huveaune à l'amorce des années 1920. Mis en sommeil durant les années 1950 et 1960, les supporters marseillais retrouvent à nouveau des couleurs à l'occasion de la présidence Leclerc avec la création de l'Association des Supporters de l'OM dans les années 1970. Par la suite, le phénomène ultras arrive en provenance d'Italie et fait rentrer les fans marseillais dans l'ère moderne du supportérisme. Ce phénomène donne naissance à de nombreux groupes dans les années 1980 dont le Commando Ultra'84 qui est le plus ancien groupe ultra de France,. À partir de 1987, le président Bernard Tapie cède la gestion des abonnements des virages à ces groupes de supporters, ce qui les implique totalement dans la vie du club. Une majoration sur les abonnements comprise entre 30 et 50 euros par an est perçue par les associations, permettant ainsi le financement des tifos, des animations ou des déplacements. Ce système unique en France n'est plus mis en place depuis l'arrivée des nouveaux propriétaires en 2017.

Des années 1980 jusqu'au début des années 1990, une minorité de supporters sont décrits comme ayant une idéologie nationaliste et raciste. À titre d'exemples, des joueurs adverses Noirs sont l'objet de jets de bananes comme Basile Boli en 1987-1988 ou Joseph-Antoine Bell en 1989-1990,. Depuis le milieu des années 1990, les supporters olympiens sont associés à une idéologie antiraciste et ils sont mis en opposition aux fans parisiens dont une partie est d'idéologie nationaliste,. Les groupes suivants clament l'idéologie antiraciste et le multiculturalisme : le Commando Ultra'84, les MTP, les Yankee, les South Winners et les Fanatics. Les dirigeants de l'OM cautionnent cette vision puisqu'au cours des années 2000 et 2010, des tenues de l'OM ont été de couleur orange ou vert-jaune-rouge. La couleur orange symbolise l'antiracisme, elle vient des South Winners qui ont mis leurs Bomber à l'envers lors d'un match PSG-OM en 1989-1990 afin de matérialiser leur opposition à des skinheads parisiens,. L'association de couleur vert, jaune et rouge représente les couleurs panafricaines et dans le cas du maillot de l'OM, le président Pape Diouf justifie leurs présences comme symbole du multiculturalisme de la ville. En août 2024, l'Olympique de Marseille enregistre un record historique d'abonnements au stade avec 49000 supporters abonnés à l'Orange Vélodrome. 

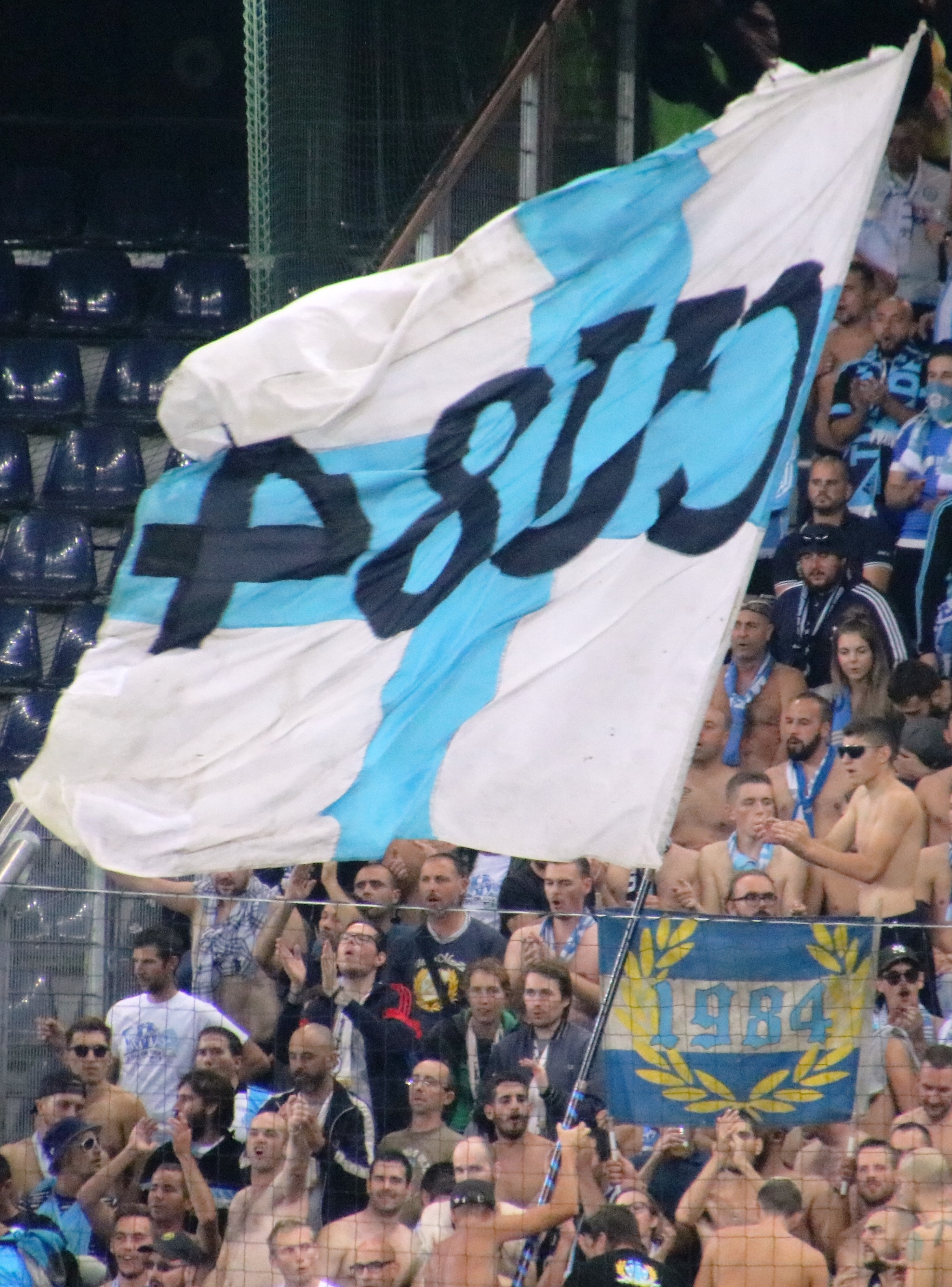
Les supporters marseillais occupent une place centrale dans la vie du club.

Il existe au total sept groupes de supporters officiellement reconnus par l'OM depuis l'exclusion des Yankee en juin 2018 :
| Nom                     | Abréviation | Date de création | Emplacement au stade      | Responsable              |
| ----------------------- | ----------- | ---------------- | ------------------------- | ------------------------ |
| Commando Ultra'84       | CU'84       | 1984             | Virage Sud Chevalier Roze | Christophe Bourguignon   |
| Club des Amis de l'OM   | CAOM        | 1987             | Virage Nord De Peretti    | Patrick Hamou            |
| South Winners           | SW87        | 1987             | Virage Sud Chevalier Roze | Rachid Zeroual           |
| Fanatics                | FAN 88      | 1988             | Virage Nord De Peretti    | Jean-François Bascuniani |
| Dodger's                | DM92        | 1992             | Virage Nord De Peretti    | Christian Cataldo        |
| Marseille Trop Puissant | MTP         | 1994             | Virage Nord De Peretti    | Khokha Amsis             |
| Handi Fan Club          |             | 2005             | Tribune Ganay             | René Poutet              |

### Affluence
Le stade Vélodrome connaît 30 fois la meilleure affluence moyenne du championnat de France entre 1947-1948 et 2014-2015 (1948, 1954, 1955, 1969 à 1973, 1975, 1987 à 1993, 1999 à 2011 et 2015). C'est le record devant le Paris SG (16 fois) et le RC Paris (14 fois). Sept de ces meilleures affluences ont été des records absolus en leur temps : 26 559 en 1970-1971, 31 544 en 1986-1987, 31 727 en 1989-1990, 51 409 en 1998-1999, 51 918 en 1999-2000, 52 996 en 2004-2005 et 53 130 spectateurs en 2014-2015. En championnat, le record d'affluence dans l'histoire du club phocéen date du 19 avril 2025 avec 66 312 spectateurs venus lors de la réception de Montpellier (5-1). En Coupe d'Europe, le record d'affluence est daté du 26 avril 2018 lors de la réception du FC Salzbourg (2-0) avec 62 328 spectateurs.
Les cinq plus grandes affluences de l'OM ont toutes été réalisées à l'extérieur ou sur terrain neutre dans des stades avec une plus grande capacité que le Vélodrome. 110 000 supporters sont présents à l'Estádio da Luz du Benfica Lisbonne en 1989-1990, 100 000 personnes au stade Central Lénine du Spartak Moscou en 1990-1991, 81 051 personnes au stade San Siro de l'AC Milan en 1990-1991, 80 000 personnes au stade de Silésie du Górnik Zabrze en 1971-1972 et 79 800 personnes sur terrain neutre au stade de France contre Sochaux en 2006-2007,.
L'OM est le premier club français à avoir joué devant plus de 40 000 spectateurs en deuxième division (40 376 face au Toulouse FC, le 16 octobre 1981).

### Médias et réseaux sociaux

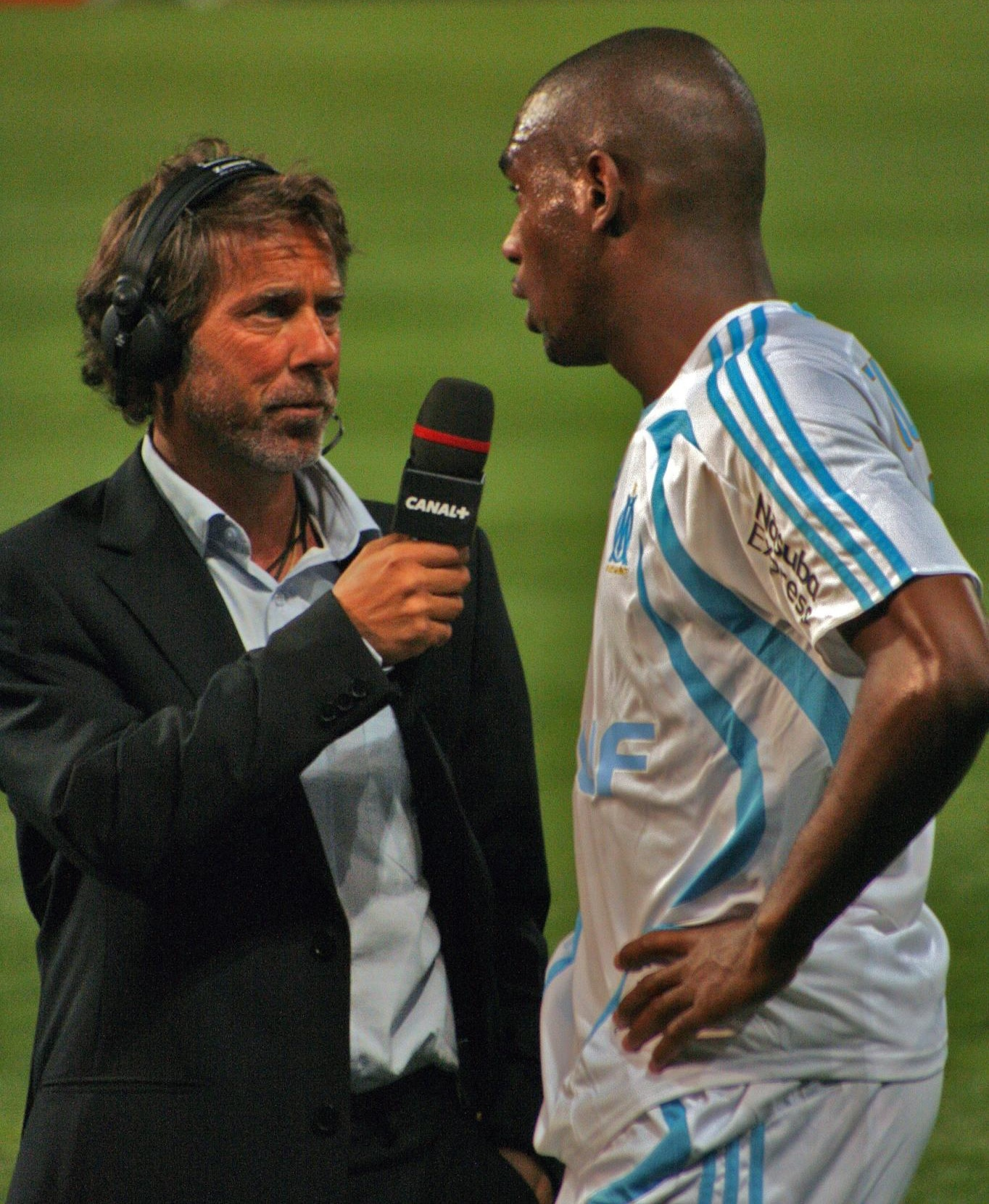
Ronald Zubar au micro de Laurent Paganelli (Canal+).

Le club possède des médias officiels regroupés dans un pôle nommé OM Médias dont le siège se trouve au centre d'entraînement Robert-Louis-Dreyfus. Ce pôle comprend un site officiel OM.fr, un magazine (OM mag, anciennement nommé Droit au but, diffusé par Panini tiré à 55 000 exemplaires), un programme distribué lors des matchs au Vélodrome (OM Match) ainsi qu'une chaîne de télévision (OMtv) lancée le 16 janvier 1999. L'OM est d'ailleurs un pionnier dans ce domaine, OMtv étant seulement la deuxième chaîne officielle d'un club de football créée dans le monde, la première étant MUTV, la chaîne du club anglais de Manchester United. Cependant, en raison d'un manque de rentabilité, la chaîne officielle du club cesse définitivement d'émettre ses programmes le 31 août 2018. Depuis 2012, l'Olympique de Marseille diffuse chaque saison sur ses canaux officiels une série documentaire dénommée Objectif Matchs. Au travers d'épisodes d'une durée de 30 minutes, cette série dévoile les coulisses de la préparation des olympiens aux différentes rencontres de la saison.
L'OM est l'un des clubs les plus diffusés sur Canal+, la chaîne cryptée allant jusqu'à diffuser l'intégralité les matchs de préparation d'avant-saison en 2008. Le record d'audience sur Canal+ est détenu par le match OM-Olympique lyonnais du 27 mai 2009, vu par 2,93 millions de téléspectateurs. Durant les années Tapie, Patrick Le Lay alors président de TF1 aurait affirmé : « L'Olympique de Marseille, c'est comme Patrick Poivre d'Arvor ou Anne Sinclair, c'est une star de la chaîne, on n'y touche pas ou sinon on me trouve en face ». La finale de 1993 face à l'AC Milan a quant à elle rassemblé 16,6 millions de téléspectateurs, un record absolu.

OMtv fut la première chaîne de télévision consacrée à un club de football en France.

Concernant la presse écrite, les journaux régionaux et notamment La Provence font régulièrement leur une sur l'Olympique de Marseille. De nombreux magazines mensuels non officiels sont dédiés au club : OM plus, Marseille Foot, But ! Marseille, Le Foot Marseille ou encore Marseille Star. Il existe également plusieurs médias indépendants sous format numérique entièrement consacrés à l'actualité de l'Olympique de Marseille à l'image du site Le Phocéen couvrant l'actualité de l'OM depuis 1997 ou encore de Football Club de Marseille.
Sur les réseaux sociaux, l'Olympique de Marseille comptabilise près de 6,8 millions de fans sur Facebook, ce qui en fait le deuxième club français le plus populaire sur ce réseau social derrière le Paris Saint-Germain (plus de 40 millions), mais également l'un des clubs les plus populaires mondialement sur ce même site. Sur X, l'OM est suivi par plus de 4,8 millions de fans tandis que sur Instagram, le club marseillais compte plus de 3,5 millions de fans. L'OM est également présent sur la plateforme de streaming Twitch avec plus de 337 000 suiveurs mais également sur l'application pour smartphone Viber où près de 47 000 abonnés suivent l'actualité du club marseillais ainsi que sur l'application Snapchat. Enfin, l'OM est actif sur la plateforme d'hébergement de vidéos YouTube avec plus de 779 000 abonnés à la chaîne YouTube officielle du club.

## Rivalités
Les rencontres entre OM et ASSE sont régies par une rivalité médiatique et sportive qui apparaissent durant les années 1970 et qui dure un peu moins d'une décennie. Les Stéphanois sont l'équipe phare à cette période et l'OM, sous l'impulsion de son président Marcel Leclerc, ambitionne également de jouer les premiers rôles. Les premières années voient le club marseillais rester dans l'ombre de Saint-Étienne puis la réussite sportive naissante conditionne un duel entre les deux équipes fanions. Les matchs houleux, les « affaires » ou les personnalités charismatiques du président Marcel Leclerc et de son homologue Roger Rocher alimentent là aussi le caractère particulier de ces oppositions.
Lorsque Bernard Tapie devient président de l'OM au cours de la saison 1985-1986, le club vient de connaitre quatre saisons en deuxième division de 1980-1981 à 1983-1984 et il a pour objectif de refaire du club le numéro un. Les Girondins de Bordeaux sont l'équipe phare durant la décennie 1980, ainsi l'OM se présente en qualité d'« outsider » et, comme avec Saint-Étienne, le succès sportif grandissant des Marseillais conditionne une rivalité sportive jusqu'à la fin des années 1980. Cette rivalité est également en grande partie liée à l'affrontement médiatique par presse interposée qui durera plusieurs années entre Bernard Tapie et le président bordelais Claude Bez,,.
En raison de la perte d'influence de Bordeaux sur le football français, Bernard Tapie recherche un autre rival pour relever le niveau du championnat et avoir un adversaire de premier ordre. En ce sens, la rivalité sportive entre l'OM et le Paris Saint-Germain est volontairement montée de toutes pièces par les dirigeants des deux clubs. Avec le temps, ces rencontres sont appelées « Classique » ou « Classico », elles deviennent l’affrontement majeur du championnat de France et elles dépassent la rivalité sportive puisque s'y ajoutent des notions d'antagonismes géographiques, culturels ou sociologiques entre Marseille et Paris.
Les années 2000 voient l'avènement de l'Olympique lyonnais qui remporte sept championnats consécutifs de 2001-2002 à 2007-2008 alors que le club n'avait jamais été champion auparavant. Ainsi, l'OL acquiert une crédibilité au fil des ans et l'affrontement OM-OL s'axe alors autour d'une rivalité sportive, de notoriété et de prestige entre le grand club français des années 1990 et celui des années 2000. Ces rencontres peuvent être appelées « Olympico ».

## Autres équipes

### Équipe réserve et sections de jeunes

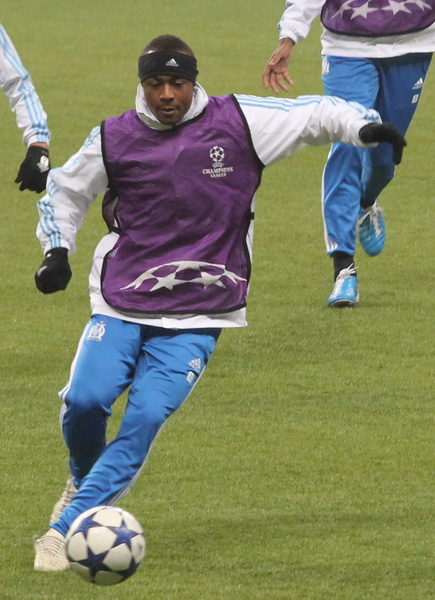
André Ayew est passé par toutes les sections de jeunes de l'Olympique de Marseille ainsi que par l'équipe réserve.

L'équipe réserve de l'Olympique de Marseille est la deuxième équipe dans la hiérarchie du club. Elle existe dès le début du XXe siècle comme en témoigne sa participation au championnat du Littoral USFSA de 2e série 1909-1910 tandis que l'équipe fanion joue le championnat du Littoral de 1re série. De la saison 1932-1933, date d'apparition du professionnalisme, à la saison 1969-1970, les mondes professionnels et amateurs sont séparés. Ainsi, les réservistes olympiens ont évolué au niveau 1, 2 ou 3 du monde amateur. L'équipe a été championne de Division d'Honneur Méditerranée (DH, niveau 4) en 1958 et 1966 ainsi que de Promotion d'honneur Méditerranée (PH, niveau 5) en 1951. Lorsqu'elle a participé au Championnat de France amateur, qui correspond au niveau 1 en amateur, l'équipe n'a jamais été championne du groupe Sud-Est et sa meilleure performance est une 5e place acquise en 1958-1959.
À partir de la saison 1970-1971, une réforme intègre les mondes professionnels et amateurs dans une même pyramide hiérarchique et jusqu'à la saison 1992-1993, le 3e niveau est le niveau maximum où peut évoluer une équipe réserve. L'OM est présent en Division 3 de 1971 à 1993 et la saison 1975-1976 se ponctue d'un titre de champion du groupe Sud. Cette période au niveau 3 est entrecoupée d'une saison en Division 4, la saison 1982-1983 où les réservistes terminent champions du groupe H.
Le niveau 3, alors appelé National 1, devient une division mixte entre clubs professionnels et amateurs en 1993-1994 et dès lors, la réserve olympienne passe mécaniquement du 3e niveau au 4e niveau puisque les équipes réserves ne peuvent plus évoluer à un niveau supérieur à la 4e division. Les Olympiens sont champions de France des réserves professionnelles (CFA, niveau 4) en 2002 sous les ordres de José Anigo, de Division d'Honneur Méditerranée (DH, niveau 6) en 2011 avec Franck Passi. et du groupe G du championnat de France amateur 2 (CFA2, niveau 5) en 2015 sous la houlette de Thomas Fernandez. Lors de la saison 2010-2011, le vice-président de l'association OM, Robert Nazarétian, joue un match avec la réserve marseillaise à l'âge de 55 ans lors de la 26e journée de championnat de Division d'Honneur sur la pelouse de l'ES Pennoise (défaite 1-0). L'équipe réserve olympienne est entraînée par Romain Ferrier et évolue en National 3 (N3) depuis la saison 2022-2023.
L'équipe réserve de l'Olympique de Marseille évolue durant la majeure partie de son histoire au troisième et au quatrième échelon du football français,,.
En outre, l’Olympique de Marseille inscrit une équipe réserve 2 (équipe C) aux championnats amateurs séniors organisés par le District de Provence de football de 1971 à 2019. Cette équipe réserve de l'équipe B évolue principalement dans les championnats amateurs de Division d’Honneur (sixième niveau) de 1971 à 1975, de Division d’Honneur Régionale (septième niveau) de 1975 à 1977, de Promotion d’Honneur A (huitième niveau) de 1978 à 1991 et de District 1 (dixième niveau) durant les années 2010 avant de disparaître en 2019,. Au palmarès de cette équipe 3 figurent une Coupe de Provence décrochée en 1991 en battant en finale aller-retour l’ES Fos-sur-Mer (0-0 ; 3-1), un titre de champion de Promotion d'Honneur B obtenu au terme de la saison 1990-1991 ainsi qu’un titre de champion de Division d’Honneur Régionale acquis en 1993-1994,.
Par ailleurs, l'Olympique de Marseille comprend nombre de formations de jeunes, des débutants aux juniors. Ces derniers ont atteint la finale de la Coupe nationale des juniors (ancêtre de la Coupe Gambardella) en 1937 puis remportent la Coupe Gambardella en 1979 face au Racing Club de Lens (2-0) et en 2024 face à l'AS Nancy-Lorraine (4-1).
Les cadets du club ont remporté le titre de champion de France cadets en 1979 contre l'Olympique lyonnais aux tirs au but, trois ans après avoir échoué en finale de la Coupe des Cadets face au Racing Club de Strasbourg (2-1). Les 16 ans nationaux remportent le titre de champion de France en 2008. L'équipe réussit à conserver son titre en 2009, ce qui constitue une première dans cette compétition. Devenue équipe des 17 ans nationaux, elle est sacrée championne de France en 2023. L'équipe des 14 ans a quant à elle été deux fois championne fédérale (en 2007 et 2009). Les poussins ont remporté la Coupe nationale des poussins en 1987, 1991, 1995 et 1996 et ont atteint la finale en 1992.
.

### Section féminine
La section féminine de l'OM n'a jamais vraiment brillé dans le Championnat de France, la meilleure performance étant une demi-finale perdue face à l'AS Étrœungt en 1979. Dissoute en 1986, elle est reformée en 2011 et évolue au cours de la saison 2013-2014 en Division d'Honneur, championnat qu'elle remporte tout comme la Coupe de la Ligue de Méditerranée. Cette saison marque aussi l'accession à la Division 2. Les Marseillaises sont sacrées championnes de France de D2 en 2016. Après deux saisons passées dans l'élite du football féminin, l'équipe féminine de l'OM entraînée par Christophe Parra est reléguée en championnat de France de D2 avant de remonter en première division en 2019. Reléguée une saison seulement après sa remontée en première division, l'équipe évolue dans le championnat de France de D2 depuis la saison 2020-2021.

### Autres sections

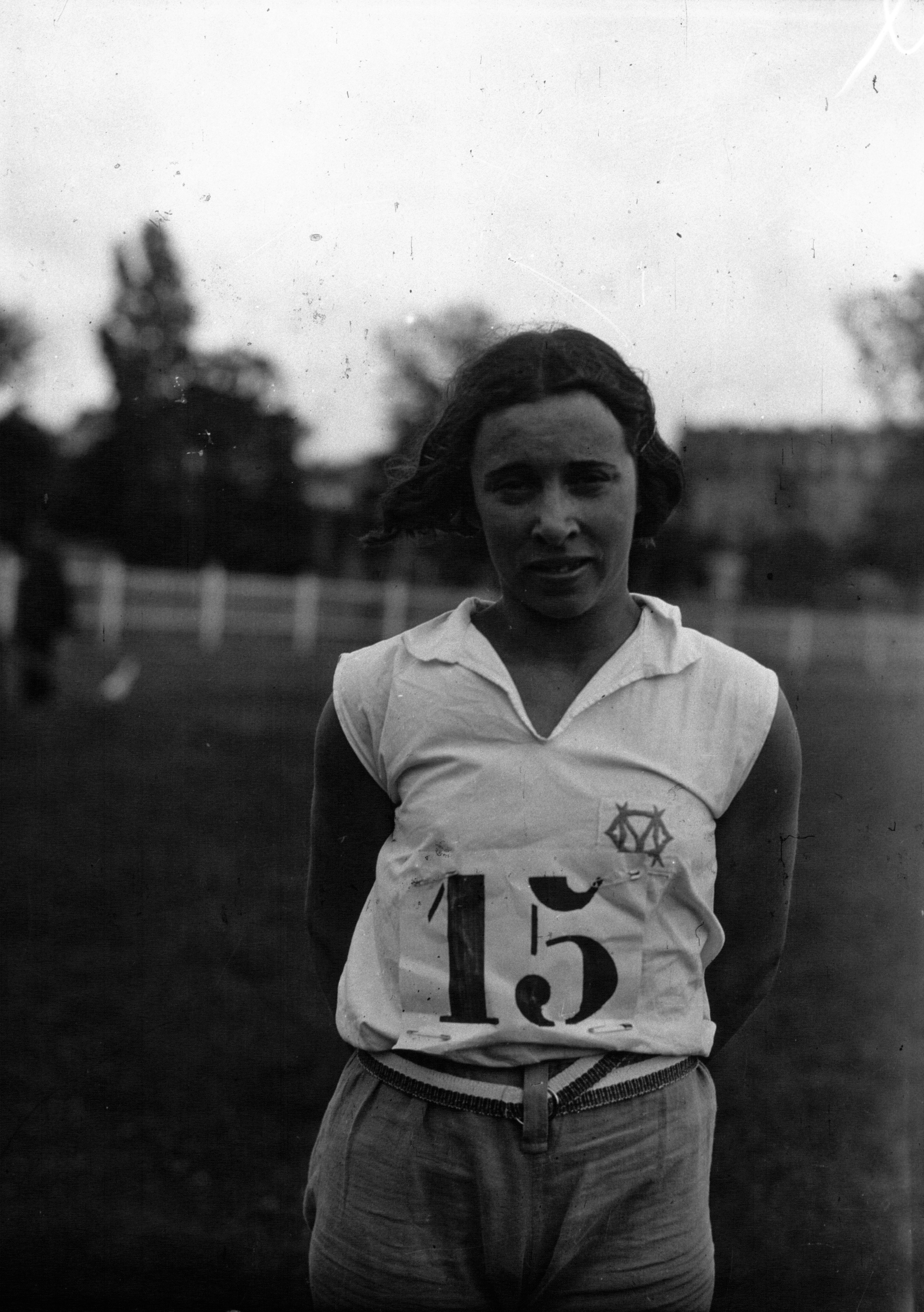
Jacqueline Combernoux, championne de France d'athlétisme sous le maillot de l'OM.

L'OM est à la base un club omnisports, il a connu plusieurs sections au cours de son histoire en dehors du football telles que le rugby à XV, l'athlétisme, l'escrime, le basket-ball, le handball (années 1940/1950), la lutte, la boxe, le cyclisme, le tennis, la natation, la pelote basque, l'aviron, le cricket, le sport automobile ou encore le water-polo.
Les rugbymen olympiens n'ont pas brillé sur la scène nationale, se contentant d'un titre de champion de France Promotion (troisième division) en 1938 remporté face au Football Club Moulinois Rugby sur un score de 11 à 3. Néanmoins, les Phocéens remportent neuf titres de champions du littoral et finissent vice-champion du littoral en s'inclinant face au RC Toulon en 1909. Les internationaux français Camille Montade et Jean Morère ont joué sous les couleurs de l'Olympique de Marseille.
La section basket-ball masculine n'est restée que deux ans dans l'élite (de 1952 à 1954) mais a remporté un titre de Champion de France Excellence en 1952, l'équivalent de la pro B actuelle. Les Marseillaises ont quant à elles été finalistes de la Coupe de France en 1958 et championnes de France honneur en 1954.
Issu du SMUC en 1989 et présidé par Jean-Claude Tapie, frère de Bernard, l'OM Vitrolles a joué brièvement au plus haut niveau français et européen de handball avant de disparaître en 1996,. Le club n'est pas une section à part entière de l'OM, mais dépend en grande partie du club qui lui prête son nom et l'aide financièrement. Les Olympiens remportent la Coupe des coupes face au KC Veszprém en 1993, la même année que la victoire en C1 de leurs homologues en football. Ils échoueront la saison suivante en finale face au FC Barcelone. Il ne faut pas confondre l'OM Vitrolles avec la section handball (années 1940/1950) de l'OM omnisport.
Avec la fin d'OM-Vitrolles, il n'existe plus que l'Olympique de Marseille Athlétisme, qui malgré l'utilisation du logo et de la devise du club, n'a pas de lien juridique avec l'OM, comme l'OM Vitrolles auparavant. Il est le seul club français à avoir remporté la Coupe d'Europe des clubs champions de cross-country en 2001. Les Olympiens ont aussi été vice-champions en 2005 et troisièmes en 2002, 2003 et 2006.
Le 29 octobre 2012, le club annonce l'ouverture d'une section judo, réunissant les clubs formateurs de la région. Le club s'illustre chez les plus jeunes en classant régulièrement ses équipes cadets et juniors sur les podiums nationaux, avec notamment un titre de champion de France par équipes cadettes en 2014. L'OM Judo compte dans ses rangs les internationaux Automne Pavia et Alexandre Iddir.
L'OM se lance dans l'eSport en 2020, collaborant avec la structure Grizi Esport, puis à partir de 2022 avec la Team BDS. L'OM est finaliste de l'eLigue 1, le championnat de France sur FIFA, en 2021, 2022 et 2023, à chaque fois battu par le FC Lorient.

### OM Star Club
L'OM Star Club, créé en 1997 par l'ancien Olympien Jean-Philippe Durand, est une association composée d'anciens joueurs du club disputant régulièrement des matchs de gala à des fins caritatives. L'OM Star Club compte dans ses rangs les anciens joueurs du club tels que Manuel Amoros, Basile Boli, Jocelyn Angloma, Jean-Philippe Durand, Jean-Marc Ferreri, Bernard Casoni, Abedi Pelé, Bruno Germain, Bernard Pardo, Marc Libbra, Jean-Charles De Bono ou encore Toifilou Maoulida. En juin 2022, l'équipe remporte la Coupe de Provence vétérans en battant en finale le club marseillais de la JSA Saint-Antoine (5-0).